# صلاح الدين الأيوبي
الملك الناصر أبو المظفر صلاح الدين والدنيا يوسف بن أيوب بن شاذي بن مروان بن يعقوب الدُويني التكريتي (532 هـ - 589 هـ / 1138 - 1193 م)، المشهور بلقب صلاح الدين الأيوبي، القائدُ المسلم الذي أسس الدولة الأيوبية التي وحدت مصر والشام والحجاز وتهامة واليمن تحت الراية العباسية، بعد أن قضى على الدولة الفاطمية التي استمرت 262 سنة. قاد صلاح الدين عدّة حملات ومعارك ضد الفرنجة وغيرهم من الصليبيين الأوروبيين في سبيل استعادة الأراضي المقدسة التي استولى عليها الصليبيون في أواخر القرن الحادي عشر، وقد تمكن في نهاية المطاف من استعادة معظم أراضي فلسطين ولبنان بما فيها مدينة القدس، بعد أن هزم جيش بيت المقدس هزيمة نكراء في معركة حطين.
كان صلاح الدين يتبع مذهب أهل السنة والجماعة، وبعض العلماء كالمقريزي، وبعض المؤرخين المتأخرين قالوا: إنه كان أشعريًا، شافعي المذهب، يشتهر صلاح الدين بتسامحه ومعاملته الإنسانية لأعدائه، لذا فهو من أكثر الأشخاص تقديرًا واحترامًا في العالمين الشرقي الإسلامي والأوروبي المسيحي، حيث كتب المؤرخون الصليبيون عن بسالته في عدد من المواقف، أبرزها عند حصاره لقلعة الكرك في مؤاب، وكنتيجة لهذا حظي صلاح الدين باحترام خصومه لا سيما ملك إنجلترا ريتشارد الأول «قلب الأسد»، وبدلاً من أن يتحول إلى شخص مكروه في أوروبا الغربية، استحال رمزًا من رموز الفروسية والشجاعة، وورد ذكره في عدد من القصص والأشعار الإنجليزية والفرنسية العائدة لتلك الحقبة.

## نسبه ونشأته

مشجرة نسب صلاح الدين، توضح أفراد عائلته من السلالة الرَّوَادِيَّة والأيوبية، مع تواريخ حكمهم وعلاقاتهم الأسرية، بالإضافة إلى ارتباطهم بالمماليك

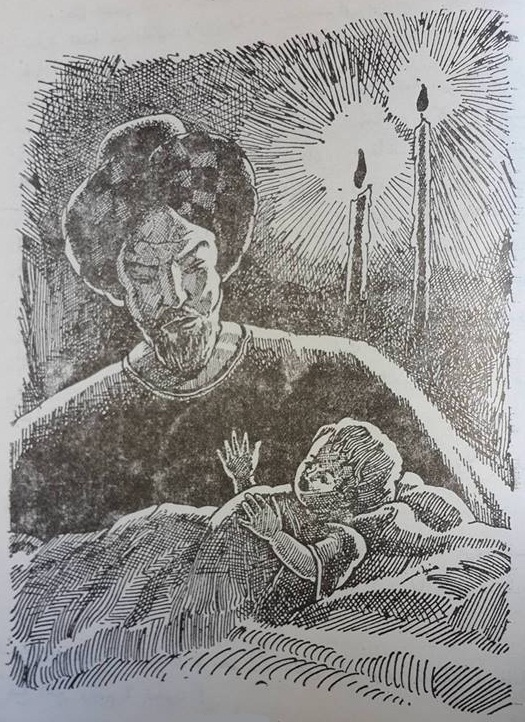
رسمٌ تخيُليٌّ لِمولد صلاح الدين.

وُلِدَ صلاح الدين في تكريت في العراق عام 532 هـ/1138م في ليلة مغادرة والده نجم الدين أيوب قلعة تكريت حينما كان واليًا عليها، ويرجع نسب الأيوبيين إلى أيوب بن شاذي بن مروان من أهل مدينة دُوِين القديمة في أرمينيا، والتي نفي منها شاذي عام 524 هـ/1130م عندما استولى أمير تركي على المدينة من أميرها الكردي. اختلف المؤرخون في نسب العائلة الأيوبية حيث أورد المؤرخ الموصلي ابن الأثير الجزري في تاريخه أن أصلهم من الأكراد الرَوَاديَّة وهم فخذ من الهَذَبانِيَّة، القبيلة الكُردية المهيمنة في منطقة دوين آنذاك. ويذكر أحمد بن خلكان ما نصه: «قال لي رجلٌ فقيه عارِفٌ بما يقول، وهو من أهل دوين، إن على باب دوين قريةً يُقال لها أجدانقان وجميع أهلها أكراد رَوَاديَّة، وكان شاذي قد أخذ ولَدَيه أسد الدين شيركوه ونجم الدين أيوب وخَرَجَ بهما إلى بغداد ومن هناك نزلوا تكريت، ومات شاذي بها وعلى قبره قبة داخل البلد»، وهو ما يؤكده سعيد عبد الفتاح عاشور وجمال الدين الشيال وعبد المنعم ماجد. في حين وبعد أن استقر الأيوبيون في السلطة، تبنى جماعة من ملوكهم أنسابًا عربية نبيلة وأنكروا النسب الكردي، حيث قالوا «إنما نحن عرب، نزلنا عند الأكراد وتزوجنا منهم.»، ومع ذلك اختلف هؤلاء في نسبهم فالملك المعز إسماعيل الأيوبي صاحب اليمن أرجع نسب بني أيوب إلى بني أمية وحين بلغ ذلك الملك العادل سيف الدين أبي بكر بن أيوب قال: «كذب إسماعيل ما نحن من بني أمية أصلاً»، أما الأيوبيون ملوك دمشق فقد أثبتوا نسبهم إلى بني مرة بن عوف من بطون غطفان وقد أحضر هذا النسب على المعظم عيسى بن أحمد صاحب دمشق وأسمعه ابنه الملك الناصر صلاح الدين داود.
وكان نجم الدين والد صلاح الدين قد انتقل إلى بعلبك حيث أصبح واليًا عليها مدة سبع سنوات وانتقل إلى دمشق، وقضى صلاح الدين طفولته في دمشق حيث أمضى فترة شبابه في بلاط الملك العادل نور الدين محمود بن زنكي أمير دمشق. إن المصادر حول حياة صلاح الدين خلال هذه الفترة قليلة ومبعثرة، لكن من المعروف أنه عشق دمشق عشقًا شديدًا، وتلقى علومه فيها، وبرع في دراساته، حتى قال عنه بعض معاصريه أنه كان عالمًا بالهندسة الإقليدية والرياضيات المجسطية وعلوم الحساب والشريعة الإسلامية، وتنص بعض المصادر أن صلاح الدين كان أكثر شغفًا بالعلوم الدينية والفقه الإسلامي من العلوم العسكرية خلال أيام دراسته. وبالإضافة إلى ذلك، كان صلاح الدين ملمًا بعلم الأنساب والسير الذاتية وتاريخ العرب والشعر، فحفظ ديوان الحماسة لأبي تمام عن ظهر قلب، أيضًا أحب الخيول العربية المطهمة، وعرف أنقى سلالاتها دمًا.

## بدايته
كانت الدولة العباسية قد تجزأت إلى عدّة دويلات بحلول الوقت الذي ظهر فيه صلاح الدين، في أواسط القرن الثاني عشر، فكان الفاطميون يحكمون مصر ويدعون لخلفائهم على منابر المساجد ولا يعترفون بخلافة بغداد، وكان الصليبيون يحتلون الشاطئ الشرقي للبحر المتوسط من آسيا الصغرى إلى شبه جزيرة سيناء، والأتابكة يسيطرون على شمال العراق وسوريا الداخلية.

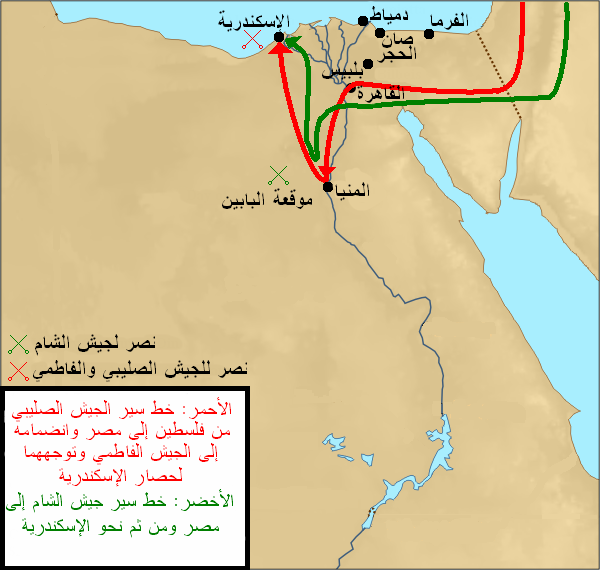
خط سير جيش الشام من دمشق إلى مصر ومعاركه مع الفاطميين والصليبيين.

لمع نجم صلاح الدين في سماء المعارك والقيادة العسكرية عندما أقبل الوزير الفاطمي شاور بن مجير السعدي إلى الشام فارًا من مصر، وهربًا من الوزير ضرغام بن عامر بن سوار المنذري اللخمي الملقب فارس المسلمين لما استولى على الدولة المصرية وقهره وأخذ مكانه في الوزارة وقتل ولده الأكبر طيء بن شاور، مستغيثًا بالملك نور الدين زنكي في دمشق وذلك في شهر رمضان سنة 558 هـ ودخل دمشق في 23 من ذي القعدة من السنة نفسها، فوجه نور الدين معه أسد الدين شيركوه بن شاذي في جماعة من عسكره كان صلاح الدين، ابن الستة والعشرين ربيعًا،  في جملتهم في خدمة عمه وخدمة جيش الشام وهو كاره للسفر معهم، وكان لنور الدين في إرسال هذا الجيش هدفان؛ قضاء حق شاور لكونه قصده، وأنه أراد استعلام أحوال مصر فإنه كان يبلغه أنها ضعيفة من جهة الجند وأحوالها في غاية الاختلال فقصد الكشف عن حقيقة ذلك. وكان نور الدين كثير الاعتماد على شيركوه لشجاعته ومعرفته وأمانته فانتدبه لذلك، وجعل أسد الدين شيركوه ابن أخيه صلاح الدين مقدم عسكره وشاور معهم فخرجوا من دمشق على رأس الجيش في جمادى الأولى سنة 559 هـ ودخلوا مصر وسيطروا عليها واستولوا على الأمر في رجب من السنة نفسها،  ومن المعروف أن صلاح الدين لم يلعب دورًا كبيرًا خلال هذه الحملة الأولى، بل اقتصر دوره على مهمات ثانوية.

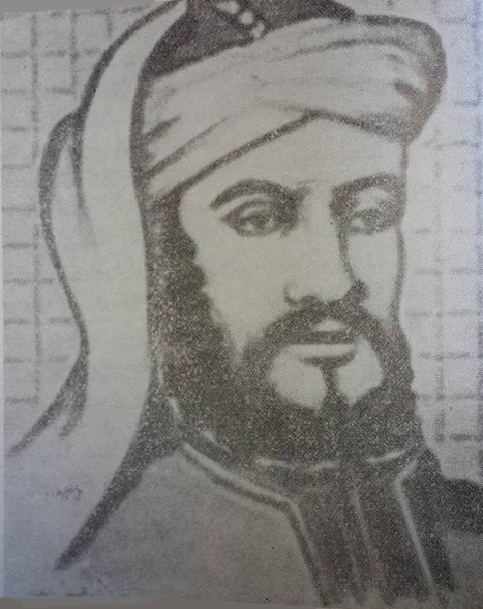
رسمٌ تخيُليّ لِصلاح الدين في شبابه.

ولمّا وصل أسد الدين وشاور إلى لديار المصرية واستولوا عليها وقتلوا الوزير ضرغام وحصل لشاور مقصوده وعاد إلى منصبه وتمهدت قواعده واستمرت أموره، غدر بأسد الدين شيركوه واستنجد بالفرنجة عليه فحاصروه في بلبيس ثلاثة أشهر،  وكان أسد الدين قد شاهد البلاد وعرف أحوالها، ولكن تحت ضغط من هجمات مملكة القدس الصليبية والحملات المتتالية على مصر بالإضافة إلى قلة عدد الجنود الشامية أجبر على الانسحاب من البلاد. وبلغ إلى علم نور الدين في دمشق وكذلك أسد الدين مكاتبة الوزير شاور للفرنجة وما تقرر بينهم فخافا على مصر أن يملكوها ويملكوا بطريقها جميع البلاد هناك فتجهز أسد الدين في قيادة الجيش وخرج من دمشق وأنفذ معه نور الدين العساكر وصلاح الدين في خدمة عمه أسد الدين، وكان وصول أسد الدين إلى البلاد مقارنًا لوصول الفرنجة إليها، فاتفقوا مع الفاطميين عليه، فاشتبكوا في أوّل معركة كبيرة في صحراء الجيزة، وفي تلك المعركة لعب صلاح الدين دورًا كبيرًا، حيث كان جيش الفاطميين والفرنجة يفوق جيش الشام عددًا، فرأى شيركوه أن يجعل صلاح الدين على القلب لاعتقاده بأن الفرنجة سيحملون على القلب ظنًا منهم أن شيركوه سيكون في القلب، وتولّى شيركوه قيادة الميمنة مع شجعان من جيشه، وسُلّمت قيادة الميسرة إلى جمع من القادة الكرد. عند بداية المعركة، حمل الصليبيون على القلب، الذين تقهقروا بانتظام أمام هذا الهجوم، ليطوّقهم بعد ذلك شيركوه وجنوده في صورة من صور تكتيك الكماشة. يرى بعض المؤرخين الغربيين أن وعورة الأرض وكثافة الرمال وثقل الجياد الأوروبية والجنود الفرنجة المدرعين، أسهمت في جعل الآية تنقلب عليهم، فهزمهم جيش الشام، واستطاع صلاح الدين أسر أحد قادة الجيش الصليبي عندما هاجم جناحه، وهو صاحب قيسارية.

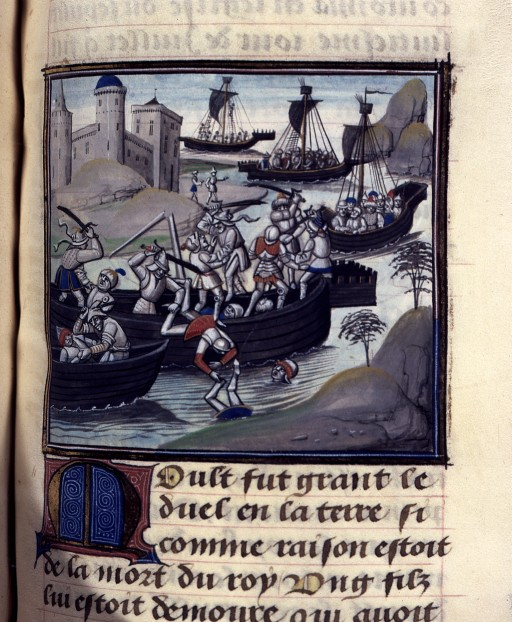
معركة الإسكندرية.

بعد هذا الانتصار، توجه أسد الدين إلى مدينة الإسكندرية المعروفة بكرهها لشاور، وفتحت له أبوابها. سرعان ما أعاد عموري الأول ملك بيت المقدس، وشاور ترتيب الجيش، وعلى الرغم من الخسائر الكبيرة التي لحقت بهما فكان لا يزال جيشهما أكثر عددًا من جيش أسد الدين،  وضربوا حصارًا قاسيًا على الإسكندرية. بدأت ملامح المجاعة تلوح في الأفق فقرر أسد الدين التسلل مع حامية إلى خارج الإسكندرية واستخلف صلاح الدين عليها،  متوجهًا إلى مصر العليا أملاً بأن تلحق به جيوش عموري إلا أن شاور أشار بأهمية الإسكندرية،  ليستمر الحصار عليها. ترى المصادر الصليبية أن أسد الدين تسلل من الإسكندرية لما ساءت الأمور فيها، وأنه أرسل في التفاوض على أن يخرج كلا الجيشين من مصر، وعلى ألا يعاقب أهالي الإسكندرية للدعم الذي قدموه. كان من أهم أسباب موافقة عموري على هذه الصفقة إغارة نور الدين زنكي على إمارة طرابلس، مما أدى إلى خوف عموري الأول على أراضيه في الشام. في حين ترى المصادر العربية أن أسد الدين افترق عن صلاح الدين مباشرة بعد الدخول إلى الإسكندرية، وراح يغير على صعيد مصر. حين اشتد الحصار على الإسكندرية تحرك نحوها، فلقفه الصليبيون في الصلح ووافق على ذلك على أن يخرج جيشا الفرنجة والشام من مصر. ليخرج جيش الشام من مصر في 29 شوال سنة 562 هـ، الموافق 18 أغسطس سنة 1167م.
عاد أسد الدين من دمشق إلى مصر مرة ثالثة، وكان سبب ذلك أن الإفرنج جمعوا فارسهم وراجلهم وخرجوا يريدون مصر نظرًا لتخلف شاور عن دفع الإتاوة إلى الحامية الصليبية الموجودة في مصر، إضافة إلى وجود شائعات تفيد بأن الكامل بن شاور تقدم للزواج من أخت صلاح الدين. فلما بلغ ذلك أسد الدين ونور الدين في الشام لم يسعهما الصبر فسارعا إلى مصر، أما نور الدين فبالمال والجيش ولم يمكنه المسير بنفسه للتصدي لأي محاولة من قبل الإفرنج، وأما أسد الدين فبنفسه وماله وإخوته وأهله ورجاله، وسار الجيش. وكان شاور لما أحس بخروج الإفرنج إلى مصر، سيّر إلى أسد الدين في دمشق يستصرخه ويستنجده فخرج مسرعًا وكان وصوله إلى مصر في شهر ربيع الأول سنة 564 هـ، ولما علم الملك عموري الأول بوصول أسد الدين على رأس الجيش من دمشق إلى مصر قرر مباغتته عند السويس، لكن أسد الدين أدرك ذلك فاتجه نحو الجنوب متجاوزًا الصليبيين. فما كان من عموري إلا الجلاء عن أرض مصر في 2 يناير سنة 1169م، ليدخل أسد الدين القاهرة في 7 ربيع الآخر سنة 564 هـ، الموافق فيه 8 يناير سنة 1169م، وأقام أسد الدين بها يتردد إليه شاور في الأحيان وكان وعدهم بمال في مقابل ما خسروه من النفقة فلم يوصل إليهم شيئا، وعلم أسد الدين أن شاور يلعب به تارة وبالإفرنج أخرى، وتحقق أنه لا سبيل إلى الاستيلاء على البلاد مع بقاء شاور فأجمع رأيه على القبض عليه إذا خرج إليه، وفي 17 ربيع الآخر، الموافق فيه 18 يناير، ألقي القبض على شاور وأصدر الخليفة الفاطمي، العاضد لدين الله، أمرًا بقتله وعيّن أسد الدين كوزير.

## تأسيس الدولة في مصر

### تولّي الوزارة وإسقاط الدولة الفاطمية
كانت مصر قبل قدوم صلاح الدين مقر الدولة الفاطمية، ولم يكن للخليفة الفاطمي بحلول ذلك الوقت سوى الدعاء على المنابر، وكانت الأمور كلها بيد الوزراء، وكان وزير الدولة هو صاحب الأمر والنهي، لذا أصبح أسد الدين شيركوه هو الرجل الأول في البلاد، ودام على هذا الحال وصلاح الدين يُباشر الأمور مقررًا لها لمكان كفايته ودرايته وحسن رأيه وسياسته طيلة شهرين من الزمن، عندما توفي أسد الدين، أسند الخليفة الفاطمي الوزارة لصلاح الدين. يذكر المؤرخون، وفي مقدمتهم عماد الدين الأصفهاني، أنه بعد وفاة شيركوه وانقضاء مدة الحداد، طالب الزنكيون، أمراء دمشق، طالبوا الخليفة الفاطمي بل ضغطوا عليه حتى يجعل صلاح الدين وزيرًا له، وقد قبل الخليفة ذلك على الرغم من المنافسة الحادة التي كانت الدويلات الإسلامية تشهدها في تلك الفترة من الزمن، للسيطرة على الأراضي العربية، لشدة ضعف الدولة الفاطمية وقوّة الزنكيين وشعبيتهم، وشعبية صلاح الدين نفسه بين الناس وأمراء الشام، بعد ما أظهره من حسن القيادة والتدبير في المعارك. على الرغم من هذا التأييد، لم يمرّ تولّي صلاح الدين وزارة مصر بسلام، فقد تعرّض بعد بضعة أشهر من توليه لمحاولة اغتيال من قبل بعض الجنود والأمراء الفاطميين، وتبيّن أن المحرّض الرئيسي على هذا كان مؤتمن الخليفة الفاطمي وكان خصيًا بقصر العاضد لدين الله، وكان هذا الخصي يتطلع إلى الحكم فيه والتقدم على من يحويه فقُبض عليه وأُعدم، فحاك أرباب المصالح مؤامرة أخرى، حيث ملأوا صدور 50,000 جندي من فوج الزنوج بالحقد والكره، وثاروا حميّةً على الوزير الجديد في القاهرة، لكنه استطاع أن يقمعهم ويكسر شوكتهم، وكانت تلك آخر انتفاضة ضد صلاح الدين تقع في المدينة.
بعد سقوط مصر في أيدي الزنكيين، بعث الملك عموري رسله لإرسال حملة صليبية جديدة شارحًا خطورة الأمر والتغير في ميزان القوى في المنطقة، فاستجاب البابا ألكسندر الثالث وبعث رسائل إلى ملوك أوروبا، لكنها لم تجد أذنًا صاغية. في حين نجح الرسول المرسل إلى القسطنطينية بسبب إدراك الإمبراطور عمانوئيل كومنينوس اختلال توازن القوى في المنطقة. فعرض تعاون الأسطول الإمبراطوري مع حملة عموري الأول، الذي وجد الفرصة مناسبة بسبب انشغال الملك نور الدين زنكي في مشاكله الداخلية، إضافة إلى وفاة أسد الدين شيركوه وتعيين صلاح الدين خلفًا له والذي كان الملك عموري يراه شخصًا غير محنك.

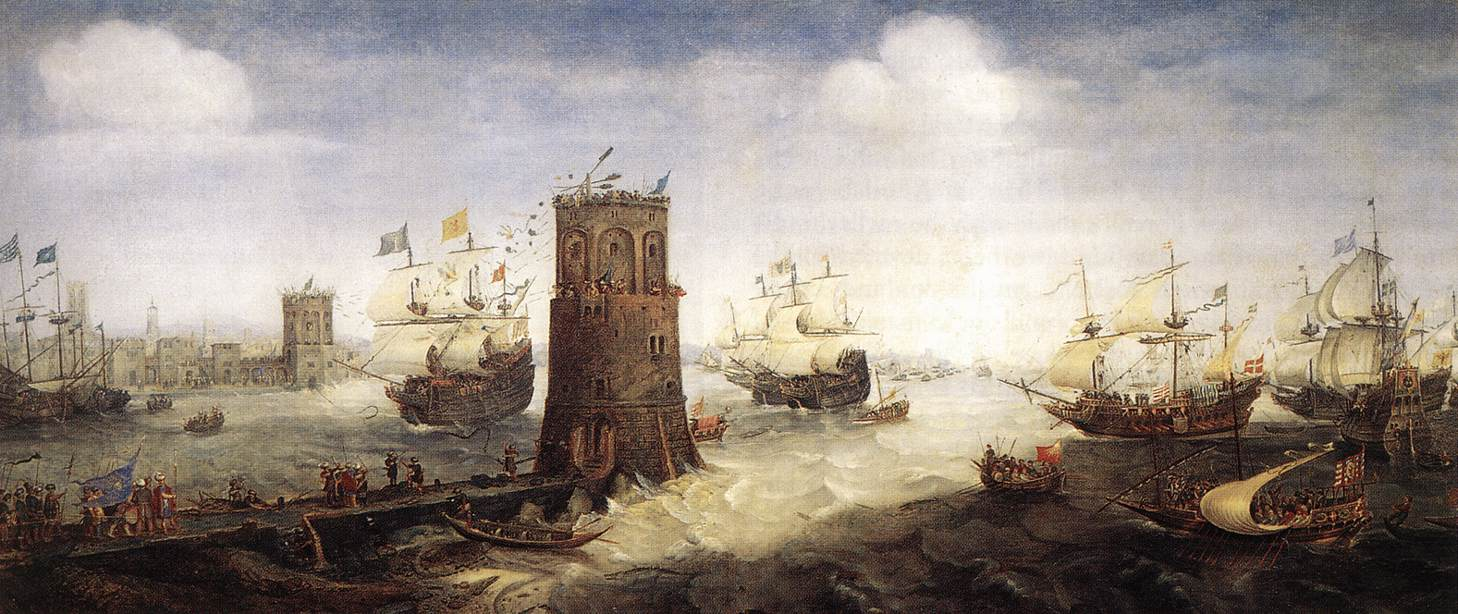
حصارُ الأسطول الصليبي والبيزنطي دمياطَ.

استعد صلاح الدين استعدادًا جيدًا، فقد استطاع التخلص من حرس قصر الخليفة الفاطمي العاضد لدين الله واستبداله بحرس موالين له. وكان ذلك لتأخر الحملة الصليبية ثلاث أشهر منذ انطلاقها في 13 شوال سنة 564 هـ، الموافق فيه 10 يوليو سنة 1169م، بسبب عدم حماسة الأمراء والبارونات الصليبيين للمعركة بعد المعارك الأخيرة التي هُزموا فيها،  استهل الصليبيون حملتهم بحصار مدينة دمياط في 1 صفر سنة 565 هـ، الموافق فيه 25 أكتوبر سنة 1169م، فأرسل صلاح الدين قواته بقيادة شهاب الدين محمود وابن أخيه تقي الدين عمر، وأرسل إلى نور الدين زنكي يشكو ما هم فيه من المخافة ويقول: «إن تأخرت عن دمياط ملكها الإفرنج، وإن سرت إليها خلفني المصريون في أهلها بالشر، وخرجوا من طاعتي، وساروا في أثري، والفرنج أمامي؛ فلا يبقى لنا باقية»،  وقال نور الدين في ذلك: «إني لأستحي من الله أن أبتسم والمسلمون محاصرون بالفرنج». فسار نور الدين إلى الإمارات الصليبية في بلاد الشام وقام بشن الغارات على حصون الصليبيين ليخفف الضغط عن مصر. وأدت حامية دمياط دورًا رئيسًا في الدفاع عن المدينة وألقت سلسلة ضخمة عبر النهر، منعت وصول سفن الروم إليها، وهطلت أمطار غزيرة حولت المعسكر الصليبي إلى مستنقع فتهيأوا للعودة وغادروا دمياط بعد حصار دام خمسين يومًا، بعد أن أحرقوا جميع أدوات الحصار. وعندما أبحر الأسطول البيزنطي، هبت عاصفة عنيفة، لم يتمكن البحارة - الذين كادوا أن يهلكوا جوعًا - من السيطرة على سفنهم فغرق معظمهم.
لاحق صلاح الدين وجيشه فلول الجيش الصليبي المنسحب شمالاً حتى اشتبك معهم في مدينة دير البلح سنة 1170م،  فخرج الملك عموري الأول وحاميته من فرسان الهيكل من مدينة غزة لقتال صلاح الدين، لكن الأخير استطاع تفادي الجيش الصليبي وحوّل مسيرته إلى غزة نفسها حيث دمّر البلدة التي بناها الصليبيون خارج أسوار المدينة. تفيد بعض الوثائق أنه خلال هذه الفترة، فتح صلاح الدين قلعة إيلات التي بناها الصليبيون على جزيرة صغيرة في خليج العقبة في 10 ربيع الآخر 566 هـ، على الرغم من أنها لم تمثل تهديدًا للبحرية الإسلامية، إلا أن فرسانها كانوا يتعرضون في بعض الأحيان للسفن والقوارب التجارية الصغيرة.
ثبّت الزنكيون أقدامهم في مصر بعد هذا الانتصار، وأصبح من الواضح أن الدولة الفاطمية تلفظ أنفاسها الأخيرة، فأرسل نور الدين إلى صلاح الدين طالبًا إياه بإيقاف الدعاء إلى الخليفة الفاطمي والدعاء إلى الخليفة العباسي في مساجد مصر. لم يرغب صلاح الدين الامتثال لهذا الأمر خوفًا من النفوذ الشيعي في مصر، وأخذ يراوغ في تأخير الأمر، إلا أن نور الدين هدد صلاح الدين بالحضور شخصيًا إلى القاهرة. فاتخذ صلاح الدين الإجراءات الشرطية اللازمة، لكن لم يتجرأ أحد على القيام بذلك، إلى أن جاء شيخ سني من الموصل زائرا وقام في المسجد الأزهر وخطب للخليفة العباسي المستضيء بأمر الله في أول جمعة من سنة 567 هـ، الموافق في شهر سبتمبر من سنة 1171م، لتحذو القاهرة كلها حذوه، في الوقت الذي كان فيه العاضد لدين الله على فراش الموت مريضًا، ولم يلبث العاضد طويلاً حتى فارق الحياة، فأصبح صلاح الدين الحاكم الفعلي في مصر، ليس لأحدٍ فيها كلمة سواه، ونقل أسرته ووالده نجم الدين إليها ليكونوا له أعوانًا مخلصين، وبهذا زالت الدولة الفاطمية تمامًا بعد أن استمرت 262 سنة.

### سلطان مصر

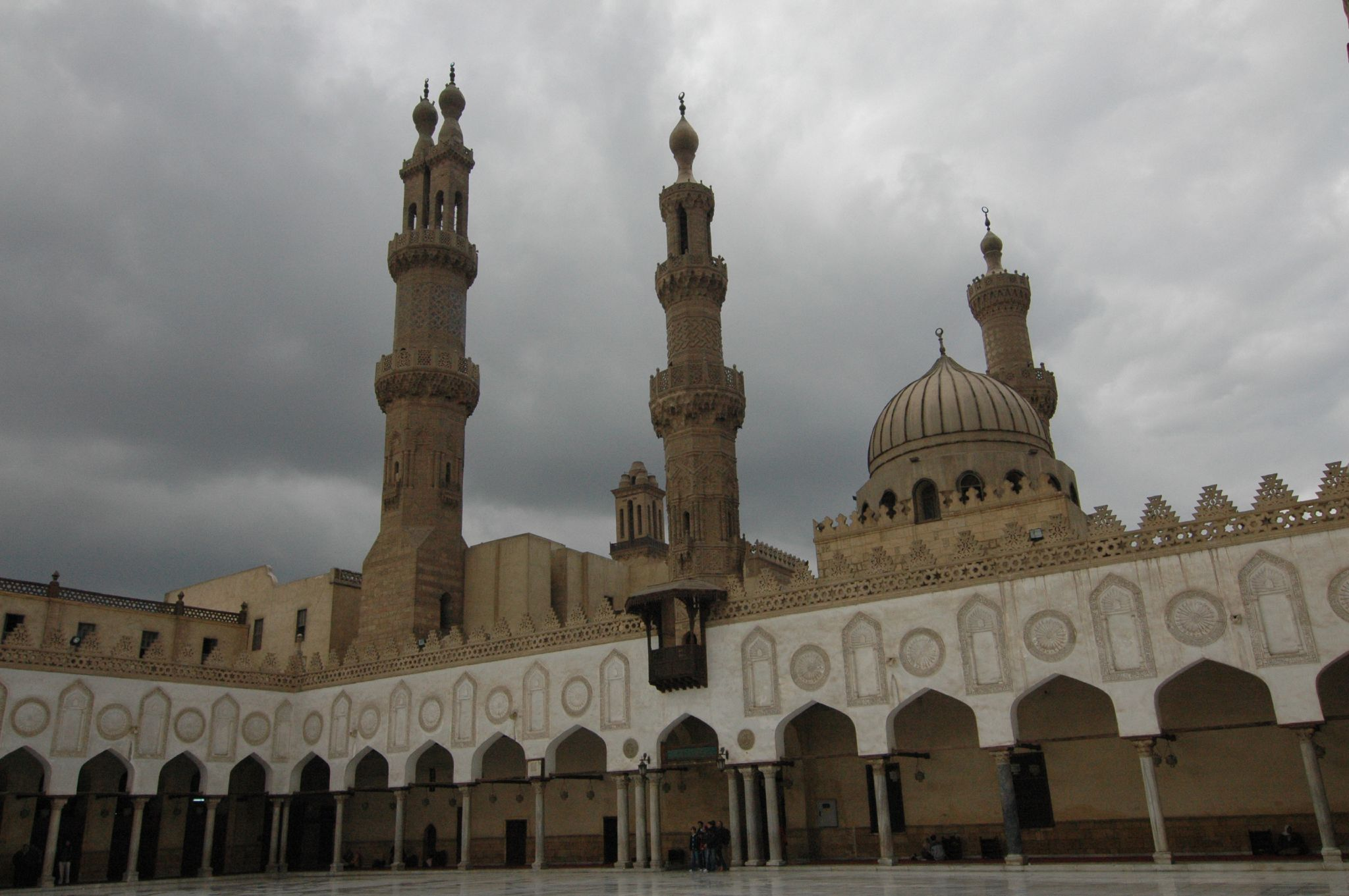
الجامع الأزهر، أسسه الفاطميون ايكون مدرسةً لنشر الدعوة الإسماعيلية وحوله صلاح الدين الأيوبي إلى مدرسة للسنّة بعد توليه مصر عام 1171م، وقضاءه على الدولة الفاطمية والنفوذ الشيعي في البلاد.

أخذ صلاح الدين يقوّي مركزه في مصر بعد زوال الدولة الفاطمية، ويسعى من أجل الاستقلال بها، فعمل على كسب محبة المصريين، وأسند مناصب الدولة إلى أنصاره وأقربائه،  وعزل قضاة الشيعة واستبدلهم بقضاة شافعيين،  وألغى مجالس الدعوة وأزال أصول المذهب الشيعي الإسماعيلي، ثم أبطل الأذان بحي على خير العمل محمد وعلي خير البشر، وأمر في يوم الجمعة العاشر من ذي الحجة سنة 565 هـ، الموافقة سنة 1169م، بأن يذكر في خطبة الجمعة الخلفاء الراشدون جميعًا: أبو بكر الصديق وعمر بن الخطاب وعثمان بن عفان وعلي بن أبي طالب،  كما أسس مدرستين كبيرتين في الفسطاط هما المدرسة الناصرية، والمدرسة الكاملية حتى يُثبّت مذهب أهل السنة في البلاد، وكانت هاتان المدرستان تُلقنان علوم الشريعة وفق المذهبين المالكي والشافعي.

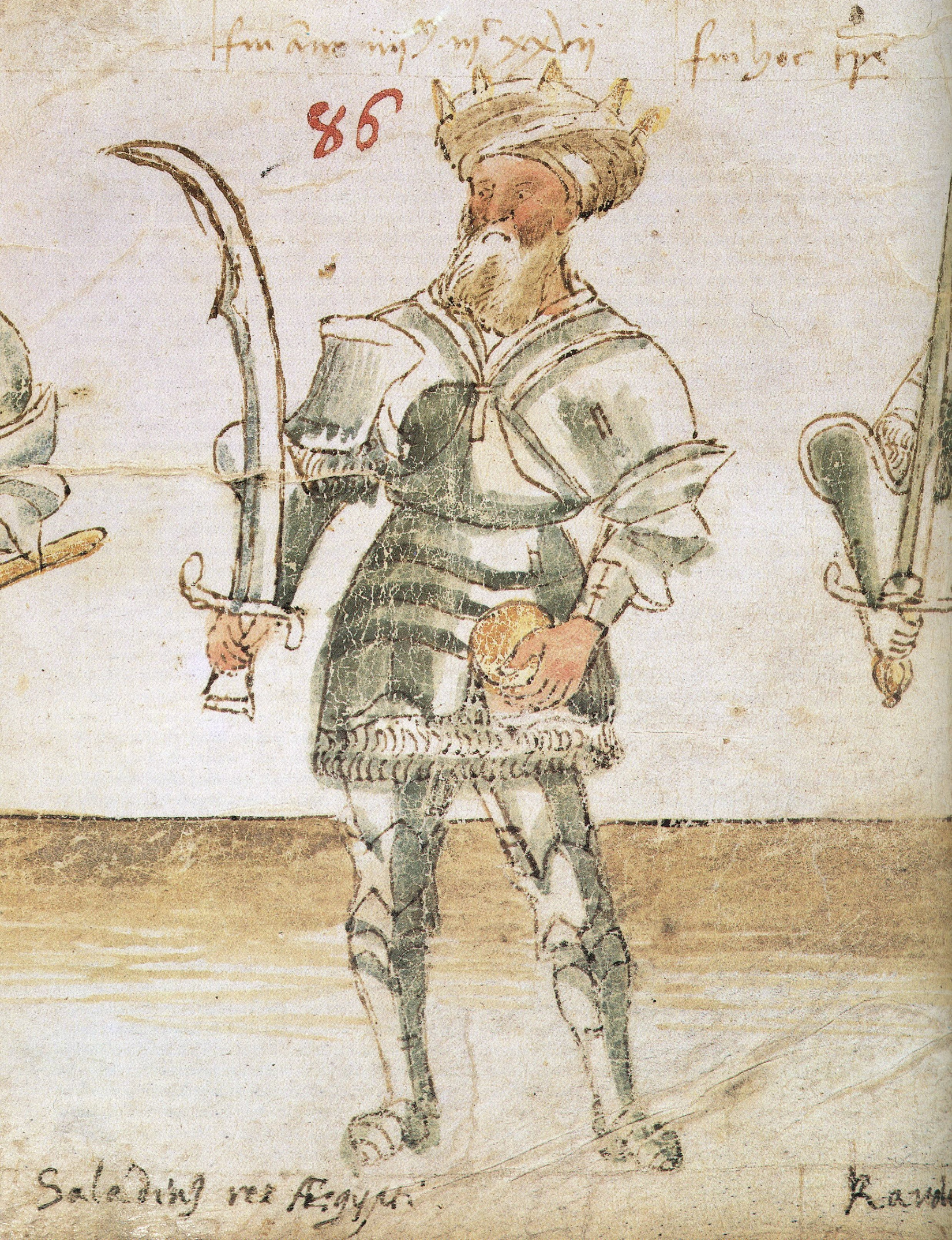
رسم «صلاح الدين ملك مصر»، من مخطوطة كتابية تعود للقرن الخامس عشر.

وتخوّف نور الدين زنكي من تزايد قوة تابعه صلاح الدين، وكانت العلاقة بينهما على فتور أصلاً منذ أن تولّى صلاح الدين الحكم في مصر. بدأ هذا التوتر في العلاقة يظهر عندما تأخر صلاح الدين في الخطبة للخليفة العباسي في بغداد، حتى هدده نور الدين بالمسير إليه، وظهر أيضًا عندما أرسل صلاح الدين يطلب من نور الدين أن يرسل إليه إخوته فلم يجبه إلى ذلك وقال: «أخاف أن يخالف أحد منهم عليك فتفسد البلاد». وازداد الخلاف بينهما في سنة 567 هـ، الموافقة سنة 1172م، حتى أصبح وحشةً، وذلك عندما اتفقا على حصار قلعتيّ الكرك ومدينة الشوبك في صحراء الأردن، ورجع صلاح الدين إلى مصر، قبل أن يلتقي بنور الدين،  خوفًا من أن يعزله الأخير عن مصر، وأن تؤدي السيطرة على القلعتين إلى فتح الطريق أمام نور الدين إلى القاهرة، فانسحب صلاح الدين متذرعًا بالأوضاع الخطيرة في مصر، فعظم الأمر على نور الدين، حتى قرر المسير إلى مصر. لما علم صلاح الدين بذلك جمع مقربيه وشاورهم بالأمر فمنهم من نصح بمقاتلة نور الدين إلا أن والده وخاله منعوه من ذلك وطالبه والده بإرسال رسائل الاعتذار والتبرير لنور الدين،

لكن نور الدين لم يقتنع بأي من تلك التبريرات، وعزم على تسيير حملة إلى مصر لخلع صلاح الدين في أقرب فرصة متاحة.
وفي صيف سنة 1172م، وردت أنباء تفيد بأن جيشًا من النوبيين ترافقه عناصر أرمنيّة قد بلغ حدود مصر ويُحضّر لحصار أسوان، فطلب أميرها المعونة العسكرية من صلاح الدين، فأرسل إليه تعزيزات بقيادة شقيقه الأكبر، توران شاه، أرغمت النوبيين على الانسحاب. عاد الجيش النوبي إلى مصر في سنة 1173م، لكنه رُدّ على أعقابه في هذه المرة أيضًا، بل تعقبه الجيش الأيوبي حتى بلاد النوبة، وفتح بلدة قصر إبريم. وفي ذلك الوقت، كان نور الدين زنكي لم يتخذ أي خطوة عسكرية تجاه صلاح الدين بعد، لكنه طالبه بإعادة مبلغ 200,000 دينار كان نور الدين قد خصصه لتمويل حملة أسد الدين شيركوه التي نجحت في فتح البلاد والقضاء على النفوذ الصليبي والفاطمي فيها، فدفع صلاح الدين 60,000 دينار، وأرفقها بحمل من أفضل البضائع وبعض الجواهر، إضافة لحصان عربي أصيل، وفيل، واعتبر ذلك وفاءً للدين. استغل صلاح الدين فرصة مروره في الأراضي الشامية الصليبية لتوصيل الأموال والهدايا إلى دمشق، وأغار على بعض معاقل البدو في الصحراء ليحرم الصليبيين من فرصة الاستعانة بمقتفي الأثر أو أدلاء محليين يرشدونهم في حال قرروا مهاجمة مصر أو الأراضي الإسلامية المجاورة لهم، وجرى بينه وبين الإفرنج عدّة وقعات. وفي أثناء وجود صلاح الدين في الشام، أصيب والده نجم الدين أيوب بحادث أثناء امتطائه جواده، وتوفي في 27 ذي الحجة 568 هـ،  بعد أيام قليلة قبل وصول صلاح الدين إلى مصر. وفي سنة 1174م، الموافقة سنة 569 هـ، بلغ صلاح الدين أن رجلاً باليمن استولى عليها، وملك حصونها يسمى عبد النبي بن مهدي، ولمّا تبيّن له قوّة جيشه وكثرة جنوده، سيّر صلاح الدين أخاه شمس الدولة توران شاه إلى اليمن، فقتل ابن مهدي، وأخذ البلاد منه، عندئذ أعلنت الحجاز انضمامها إلى مصر أيضًا.
أخذ نور الدين زنكي يجمع جيشًا ضخمًا في ربيع سنة 1174م، في محاولة لخلع صلاح الدين في مصر على ما يبدو، فأرسل رسلاً إلى الموصل وديار بكر والجزيرة الفراتية يحثون الرجال ويدعونهم للجهاد، غير أن تلك الحملة لم يُكتب لها أن تتم، إذ وقع نور الدين في أوائل شوال من سنة 569 هـ، الموافقة في شهر مايو من سنة 1174م بالذبحة الصدرية وبقي على فراش المرض أحد عشر يوما ليتوفى في 11 شوال سنة 569 هـ، الموافق فيه 15 مايو سنة 1174م، وهو في التاسعة والخمسين من عمره، وبوفاة نور الدين، استحال صلاح الدين سيد مصر الأوحد بشكل فعليّ، حيث استقل عن كل تبعية سياسية، ويُقال أنه أقسم آنذاك أن يُصبح سيفًا مسلولاً على أعدائه وأعداء الإسلام،  وأصبح هو رأس أقوى سلالة حاكمة إسلامية في ذلك العهد، هي السلالة الأيوبية، لذا جرت عادة المؤرخين على تسمية المناطق التي خضعت لسلطانه وسلطان تابعيه بالدولة الأيوبية.

## ضم الشام

### فتح دمشق

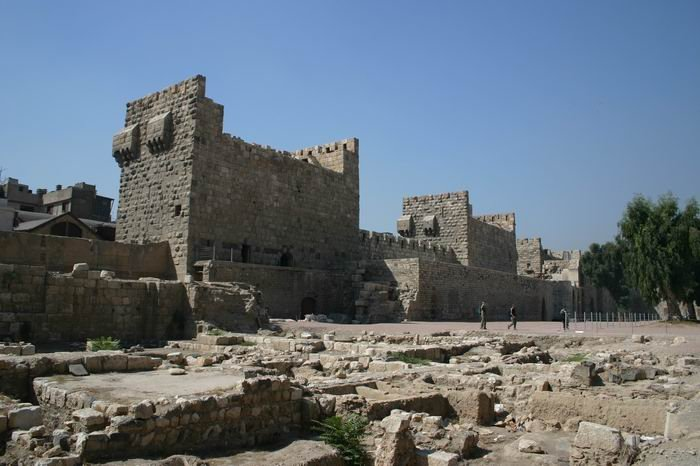
قلعة دمشق، دخلها صلاح الدين بعد 4 أيام من وصوله المدينة، بعد أن استنجد به أهلها وأميرها لإنقاذهم من أمير حلب.

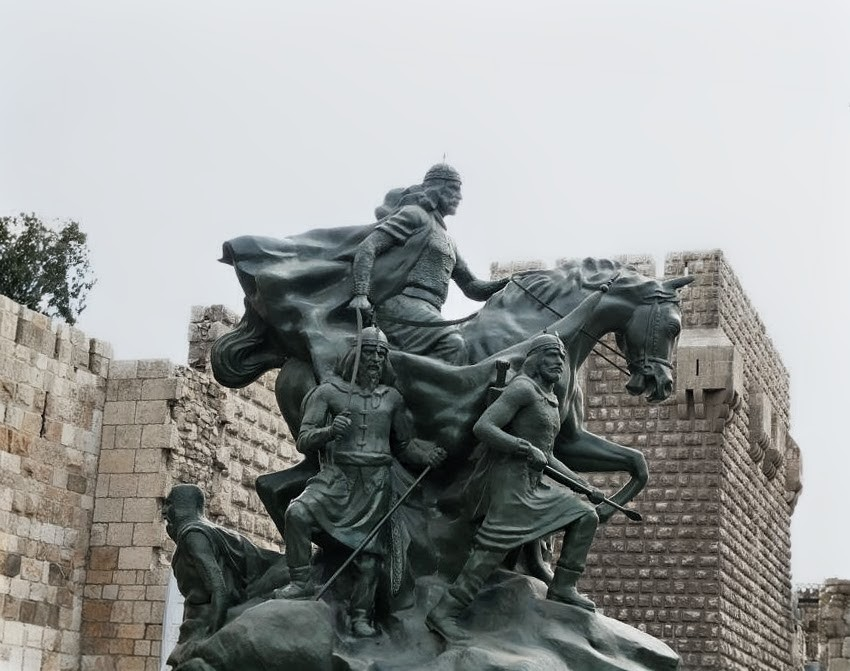
تمثال صلاح الدين الأيوبي، أُقيم في دمشق أمام قلعة دمشق التاريخية عام 1993، بمناسبة الذكرى الـ800 لوفاة صلاح الدين.

كان نور الدين زنكي قد استخلف ولده الملك الصالح إسماعيل ذي الأحد عشر ربيعًا، أميرًا على دمشق، وبعد أن توفي نور الدين كان أمام صلاح الدين خياران أحلاهما مرّ: إما أن يُهاجم الممالك الصليبية من مصر ويتركها مفتوحة وعرضة لهجمات بحرية أوروبية وبيزنطية، أو أن ينتظر حتى يستنجد به الملك الصالح خصوصًا وأنه ما زال صبيًا لا يستقل بالأمر ولا ينهض بأعباء الملك، كذلك كان أمام صلاح الدين خيار حاسم، وهو أن يدخل دمشق ويسيطر عليها ويتولى شؤون البلاد بنفسه، ويُحضرها لقتال الصليبيين، غير أنه تردد في إتيان الخيار الأخير، بما أنه قد يُنظر إليه حينها أنه قد شق عصا الطاعة ونكر المعروف والاحترام المتبادل والثقة التي منحه إياها نور الدين زنكي عندما ولاّه قيادة الجيوش بعد وفاة أسد الدين شيركوه، وساعده على تمكين منصبه في مصر، وعندها قد لا ينظر إليه الجنود والناس أنه جدير بقيادة جيش المسلمين. لذا فضّل صلاح الدين انتظار دعوة من الملك الصالح، أو أن ينذره بنفسه من احتمال تصاعد الخطر الصليبي على دمشق.
واختلفت الأحوال بالشام، فنُقل الصالح إسماعيل إلى حلب وعُين سعد الدولة كمشتكين، أمير المدينة وكبير قدامى الجنود الزنكيين، وصيًا عليه حتى يبلغ أشدّه، وسرعان ما طمع كمشتكين بتوسيع رقعة نفوذه حتى تشمل باقي مدن الشام الداخلية والجزيرة الفراتية، وقرر فتح دمشق، فراسل أمير المدينة، شمس الدين بن المقدم سيف الدين غازي بن قطب الدين مودود أمير الموصل وابن عم الملك الصالح إسماعيل، طالبًا منه التدخل للمساعدة، لكنه رفض، فكاتب شمس الدين بن المقدم صلاح الدين،  فتجهز من مصر في جيش كثيف وترك بها من يحفظها وقصد دمشق مظهرًا أنه يتولى مصالح الملك الصالح. تكوّن جيش صلاح الدين من 700 خيّال، عبر بهم الكرك وصولاً إلى بصرى، وفي أثناء الطريق انضمت إلى الجيش جموع من الكرد والعرب من أمراء وأحرار وبدو «سيماهم في وجوههم» كما ورد على لسان صلاح الدين. دخل الجيش دمشق في شهر ربيع الأول من عام 570 هـ، الموافق فيه شهر نوفمبر من سنة 1174م، وأول ما دخل صلاح الدين كان دار أبيه وهي الدار المعروفة بالشريف العقيقي، واجتمع الناس إليه وفرحوا به وأنفق في ذلك اليوم مالاً جليلاً وأظهر السرور بالدمشقيين، وصعد القلعة وتسلمها من نائب القلعة الطواشي جمال الدين ريحان بعد 4 أيام من وصوله.

### فتوحات الشام الداخلية

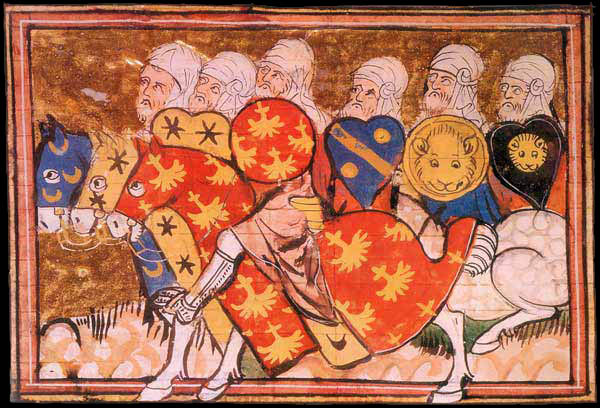
رسم إفرنجي من سنة 1337م يُظهر الجيش الأيوبي.

استناب صلاح الدين أخاه سيف الإسلام طغتكين على دمشق قبل انطلاقه لضم باقي مدن الشام الداخلية التي استحالت مستقلة عن أي تبعيّة بحكم الأمر الواقع بعد وفاة نور الدين زنكي، فغنم حماة بسهولة، وعدل عن حصار مدينة حمص لمناعة أسوارها، ثم حوّل أنظاره نحو حلب وهاجمها بعد أن رفض أميرها «كمشتكين» الخضوع، وخرج الصالح إسماعيل إلى الناس وجعل يُخاطبهم ويحثهم ألاّ يسلموا المدينة إلى جيش غاز، وقد قال أحد المؤرخين الأيوبيين أن كلمات الصالح إسماعيل أمام الناس كانت «كأثر سحر ساحر» على السكان.
راسل كمشتكين شيخ الحشاشين المدعو رشيد الدين سنان، الذي كان على خلاف مع صلاح الدين ويمقته مقتًا شديدًا بعد أن أسقط الدولة الفاطمية، واتفق معه على أن يقتل صلاح الدين في قلب معسكره، فأرسل كتيبة مكونة من ثلاثة عشر حشاشًا استطاعت التغلغل في المعسكر والتوجه نحو خيمة صلاح الدين، إلا أن أمرهم انفضح قبل أن يشرعوا بالهجوم، فقُتل أحدهم على يد أحد القادة، وصُرع الباقون أثناء محاولتهم الهرب.
وفي أثناء ذلك، تحرّك ريموند الثالث صاحب طرابلس لمهاجمة حمص، وحشد جيشه بالقرب من النهر الكبير الجنوبي، على الحدود اللبنانية السورية الشمالية حاليًا، لكنه سرعان ما تراجع عن تحقيق هدفه، لمّا بلغه أن صلاح الدين قد أرسل فرقة عسكرية كبيرة مجهزة بالعتاد اللازم لتنضم إلى حامية المدينة. وفي غضون هذا الوقت كان أعداء صلاح الدين في الشام والجزيرة الفراتية يطلقون حملات مضادة له ويهاجمونه كلّما سنحت الفرصة، فقالوا أنه نسي أصله، فهو ليس سوى خادم للملك العادل نور الدين زنكي، بل خادم ناكر للمعروف لا يؤتمن على شيء، خان سيده ومولاه ونفى ولده من بلاد أبيه إلى بلاد أخرى، وجعل يُحاصرها بعد ذلك. فردّ صلاح الدين على تلك الحملات الشرسة قائلاً أنه لم يُحاصر حلب ولم يحضر إلى الشام منذ البداية إلا لحماية دار الإسلام والمسلمين من الجيوش الصليبية، وليستعيد ما سُلب من الأراضي المقدسة، وإن هذه مهمة لا يمكن أن يتولاها صبي لم يبلغ أشدّه بعد، ويسهل أن يتلاعب به أصحابُ النفوس الخبيثة. وليُطمئن الناس أكثر، سار صلاح الدين على رأس جيشه إلى حماة ليُقاتل فرقة صليبية أُرسلت لفتح المدينة، إلا أن الصليبيين انسحبوا قبل اللقاء بعد أن بلغهم حجم الجيش الأيوبي،  فدخل صلاح الدين المدينة بسهولة، وتسلّم قلعتها في شهر مارس من سنة 1175م، بعد مقاومة عنيفة من حاميتها.
علم سيف الدين غازي بن قطب الدين مودود بن عماد الدين زنكي صاحب الموصل أن صلاح الدين قد استفحل أمره وعظم شأنه بعد هذه الأحداث، وخاف إن غفل عنه استحوذ على البلاد واستقرت قدمه في الملك وتعدى الأمر إليه، فأنفذ عسكرًا وافرًا وجيشًا عظيمًا وقدّم عليه أخاه عز الدين مسعود بن قطب الدين مودود وساروا يريدون لقاءه ليردوه عن البلاد، فلما بلغ صلاح الدين ذلك فك الحصار عن حلب في مستهل رجب من السنة عائدًا إلى حماة استعدادًا للقائهم. وعندما وصل عز الدين مسعود إلى حلب، انضم إلى جيشه عسكر ابن عمه الملك الصالح إسماعيل بن نور الدين، وخرجوا في جمع عظيم، فلما عرف صلاح الدين بمسيرهم سار حتى وافاهم على قرون حماة وراسلهم وراسلوه واجتهد أن يصالحوه فما صالحوه، ورأوا أن ضرب المصاف معه ربما نالوا به غرضهم، والتقى الجمعان عند قرون حماة قرب نهر العاصي، ووقعت بينهما معركة عظيمة هزم فيها الزنكيون على يد صلاح الدين، وأُسرت جماعة منهم، وذلك في التاسع عشر من شهر رمضان من سنة 570 هـ،  الموافقة 23 أبريل من سنة 1175م، ثم سار صلاح الدين عقيب انتصاره ونزل على حلب مرة أخرى، فصالحه الزنكيون على أخذ معرة النعمان وكفرطاب وبارين.

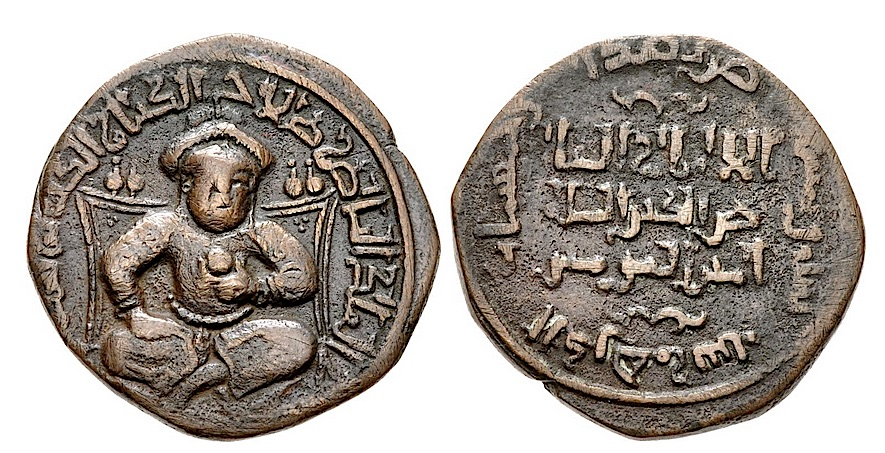
نقش لصلاح الدين على درهم يعود لقرابة سنة 1189م.

أعلن صلاح الدين نفسه ملكًا على البلاد التي افتتحها بعد انتصاره على الزنكيين، وخطب له أئمة المساجد يوم الجمعة باسم «الملك الناصر»، وضُربت الدنانير الذهبية في القاهرة باسمه، وعضّد مُلكه بالزواج من أرملة نور الدين زنكي المدعوة عصمة الدين خاتون. وسرعان ما أصبحت سيادة صلاح الدين على البلاد سيادة مشروعة عندما أسند الخليفة العباسي في بغداد إليه السلطة على مصر والمغرب الأدنى والنوبة والحجاز وتهامة وفلسطين وسوريا الوسطى،  وخلع عليه لقب «سلطان مصر والشام».
استمرت الحرب بين الأيوبيين والزنكيين على الرغم من انتصار صلاح الدين في حماة، وحدثت الموقعة الأخيرة بينهما في صيف سنة 1176م. كان صلاح الدين قد أحضر جيوشه من مصر استعدادًا للقاء الحاسم، وجنَّد سيف الدين غازي بن قطب الدين مودود الرجال في المناطق التي ما زال يسيطر عليها، في ديار بكر وقرى وبلدات الجزيرة الفراتية. عبر الأيوبيون نهر العاصي متجهين شمالاً حتى وصلوا تل السلطان على بعد 24 كيلومترًا (15 ميلاً) من حلب، حيث قابلوا الجيش الزنكي، فاشتبك الجيشان في معركة ضارية، واستطاع الزنكيون دحر ميسرة الجيش الأيوبي، فاندفع صلاح الدين بنفسه تجاه حرّاس سيف الدين غازي وأعمل فيهم السيف، فتشجع الأيوبيون واندفعوا يمزقون صفوف الجيش الزنكي، فذُعر الزنكيون وأخذوا يتقهقرون تاركين في ساحة المعركة الكثير من القتلى،  كاد سيف الدين أن يكون من ضمنهم. قُتل في المعركة العديد من ضبّاط الجيش الزنكي وأُسر بعضهم الآخر، وغنم الأيوبيون معسكر الزنكيين بما فيه من خيام وأمتعة وخيول وأسلحة، وعامل صلاح الدين الأسرى معاملة كريمة، فمنحهم هدايا وأطلق سراحهم، ثم وزّع غنائم المعركة كلها على جنوده، ولم يحتفظ بشيء لنفسه.

سار صلاح الدين بعد انتصاره ليعاود حصار مدينة حلب، وفي أثناء سيره فتح الجيش الأيوبي حصن بزاعة وحصن منبج،  ومن ثم توجّه غربًا لإخضاع حصن أعزاز، وعندما ضرب الجيش الحصار على الحصن، اقتحم بعض الحشاشين المندسين المعسكر واستطاع أحدهم الوصول إلى خيمة صلاح الدين وضربه بسكين على رأسه، فحمته الخوذة غير أن السكين مرت على خده وجرحته جرحًا هينًا، واستطاع إمساك الحشاش، فصارعه الأخير أرضًا وحاول نحره، لكن صلاح الدين تمكن منه، وأعانه عليه وعلى رفاقه الجنود الأيوبيون وأقاربه وقتلوهم جميعًا. كان لمحاولة الاغتيال هذه أثر كبير على صلاح الدين، فقد عزم على القضاء على كمشتكين أمير حلب، الذي سبق وتواطأ مع الحشاشين لقتل صلاح الدين، وأصبح شديد الحذر لا يُقابل إلا من يعرفه. يقول أبو شامة المقدسي في كتابه الروضتين في أخبار الدولتين: 
| صلاح الدين الأيوبي | لمّا فتح السلطان حصن بزاعة ومنبج أيقن من هم تحت سلطتهم بخروج ما في أيديهم من المعاقل، والقلاع ونصبوا الحبائل للسلطان. فكاتبوا سنانًا صاحب الحشيشية مرة ثانية، ورغبوه بالأموال والمواعيد، وحملوه على البتاع فأرسل جماعة من أصحابه فجاءوا بزي الأجناد، ودخلوا بين المقاتلة وباشروا الحرب وأبلوا فيها أحسن البلاء، وامتزجوا بأصحاب السلطان لعلهم يجدون فرصة ينتهزونها. فبينما السلطان يومًا جالس في خيمة، والحرب قائمة والسلطان مشغول بالنظر إلى القتال، إذ وثب عليه أحد الحشيشية وضربه بسكينة على رأسه، وكان محترزًا خائفًا من الحشيشية، لا يترع الزردية عن بدنه ولا صفائح الحديد عن رأسه؛ فلم تصنع ضربة الحشيشي شيئا لمكان صفائح الحديد وأحس الحشيشي بصفائح الحديد على رأس السلطان فسبح يده بالسكينة إلى خد السلطان فجرحه وجرى الدم على وجهه؛ فتتعتع السلطان بذلك. ولما رأى الحشيشي ذلك هجم على السلطان وجذب رأسه، ووضعه على الأرض وركبه لينحره؛ وكان من حول السلطان قد أدركهم دهشة أخذت عقولهم. وحضر في ذلك الوقت سيف الدين يازكوج، وقيل إنه كان حاضرًا، فاخترط سيف وضرب الحشيشي فقتله. وجاء آخر من الحشيشية أيضا يقصد السلطان، فاعترضه الأمير داود بن منكلان الكردي وضربه بالسيف، وسبق الحشيشي إلى ابن منكلان فجرحه في جبهته، وقتله ابن منكلان، ومات ابن منكلان من ضربة الحشيشي بعد أيام. وجاء آخر من الباطنية فحصل في سهم الأمير علي بن أبي الفوارس فهجم على الباطني، ودخل الباطني فيه ليضربه فأخذه علي تحت إبطه، وبقيت يد الباطني من ورائه لا يتمكن من ضربه، فصاح علي: «اقتلوه واقتلوني معه»، فجاء ناصر الدين محمد بن شيركوه فطعن بطن الباطني بسيفه، وما زال يخضخضه فيه حتى سقط ميتًا ونجا ابن أبي الفوارس. وخرج آخر من الحشيشية منهزمًا، فلقيه الأثير شهاب الدين محمود، خال السلطان فتنكب الباطني عن طريق شهاب الدين فقصده أصحابه وقطعوه بالسيوف. وأما السلطان فإنه ركب من وقته إلى سرادقه ودمه على خده سائل، وأخذ من ذلك الوقت في الاحتراس والاحتراز، وضرب حول سرادقه مثال الخركاه، ونصب له في وسط سرادقه برجًا من الخشب كان يجلس فيه وينام، ولا يدخل عليه إلا من يعرفه، وبطلت الحرب في ذلك اليوم، وخاف الناس على السلطان. واضطرب العسكر وخاف الناس بعضهم من بعض، فألجأت إلى ركوب السلطان ليشاهده الناس، فركب حتى سكن العسكر[بحاجة لمصدر] | صلاح الدين الأيوبي |

بعد أن تمّ النصر وافتتح حصن أعزاز في ذي الحجة من سنة 571 هـ، حوّل صلاح الدين أنظاره ناحية حلب وضرب الحصار عليها كي يقتصّ من الأمير كمشتكين، فقاومته الحامية مقاومة شديدة مرة أخرى، ففشل في اقتحام المدينة، غير أنه تمكن من فرض هدنة على كمشتكين والملك الصالح إسماعيل وأبرم حلفًا معهما،  وجاء في نص الهدنة أن يحتفظ الزنكيون بمدينة حلب مقابل اعترافهم بسلطان صلاح الدين على كامل الأراضي التي أخضعها، وسرعان ما اعترف أمراء ماردين وجوارها بسيادة صلاح الدين وبملكه على الشام. وعندما انتهت الهدنة أرسل الملك الصالح شقيقته الصغرى الخاتون بنت نور الدين إلى صلاح الدين مطالبة إياه بإعادة حصن أعزاز إلى الزنكيين، فاستجاب لطلبها ورافقها بنفسه حتى بوابة حلب محملة بهدايا كثيرة.

### الحملة على الحشاشين

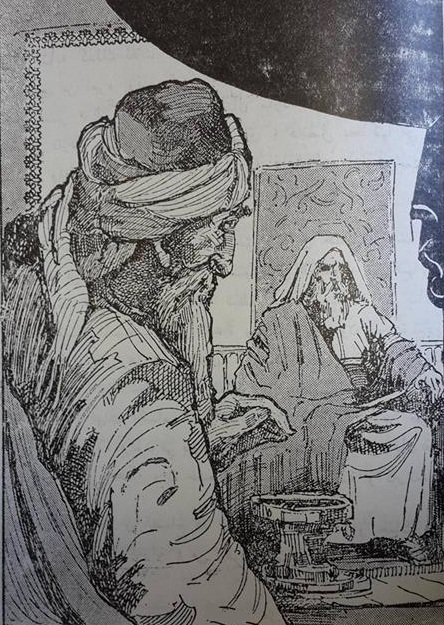
رسمٌ تخيُليّ لِشيخ الجبل راشد الدين سنان، زعيم الحشيشية.

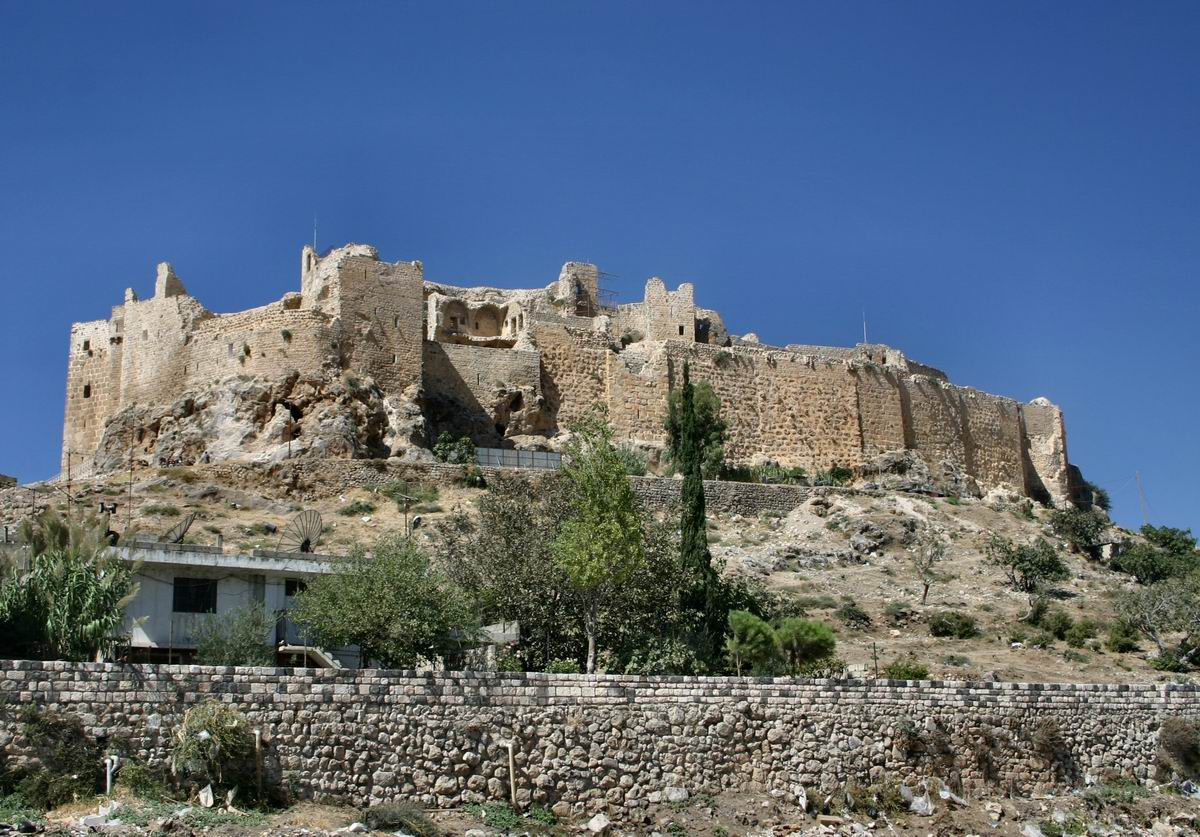
قلعة مصياف، إحدى معاقل الحشاشين، حاصرها صلاح الدين شهر أغسطس عام 1176م، ولم يتمكن من اقتحامها.

بعد أن تحالف صلاح الدين مع الزنكيين وأبرم معاهدة سلام مع مملكة بيت المقدس، لم يبق له من خطر يهدد دولته إلا طائفة الحشاشين بقيادة شيخ الجبل راشد الدين سنان بن سلمان بن محمد، كانت هذه الطائفة تتبع طريقة الاغتيال المنظم للتخلص من أعدائها ومنافسيها. وكان الحشاشون يمتنعون في سلسلة من القلاع والحصون في عدد من المواقع المشرفة الشاهقة في جبال النصيرية، ولمّا عزم صلاح الدين على إبادة طائفتهم وكسر شوكتهم، أرسل بعض الفرق العسكرية إلى جبالهم، وأعاد ما تبقى من جنود إلى مصر، وتولّى صلاح الدين قيادة الجيش بنفسه، وضرب الحصار على جميع قلاع الحشاشين خلال شهر أغسطس من عام 1176م، لكنه لم يتمكن من فتح أي منها، ففك الحصار وانسحب بجيشه مدمرًا كل المعاقل غير الحصينة التابعة لتلك الطائفة أثناء سيره. بينما ذكر ابن كثير وابن الأثير أن صلاح الدين حاصر حصنهم مصياف وقتل منهم وسبى ثم شفع فيهم خاله شهاب الدين محمود بن يكش، فقبل شفاعته فصالح الحشاشين، ثم كرّ راجعًا إلى دمشق. غير أن بعض المخطوطات العائدة لراشد الدين سنان نصّت على أن صلاح الدين انسحب خوفًا على حياته، وإنه كان ينثر الرماد وغبار الطبشور حول خيمته ليلاً عندما حاصر قلعة مصياف، ليعرف ما إذا كان الحشاشون يأتون ليلاً بالقرب منه، وجعل كل حارس من حرّاسه يحمل سراجًا مضيئًا.
أما بالنسبة لرواية صلاح الدين نفسه، فقد قال فيها أن حرّاسه لاحظوا لمعان معدن على إحدى تلال مصياف ذات ليلة، ومن ثم اختفى بين خيم الجنود، وأفاد صلاح الدين أنه استيقظ من نومه ليرى شخصًا يخرج من الخيمة، وكانت المصابيح فيها قد بُعثرت وبقرب سريره عثر على كعك مرقق، وهي العلامة المميزة للحشاشين، وفي أعلى الخيمة وجد رسالة معلقة بخنجر مسموم كُتب فيها تهديد له إن لم يغادر الجبال فسوف يُقتل. عندئذ صاح صلاح الدين أن سنانًا كان في خيمته وغادرها، وقد جعلته هذه التجربة يُدرك عجزه قتال الحشاشين وإفنائهم بسرعة، فطلب من جنوده أن يراسلوهم كي يُبرم حلفًا معهم،  فيكون بهذا قد حقق انتصارًا آخر، ألا وهو حرمان الصليبيين من حليف مهم.

## العودة إلى مصر والغزوات في فلسطين

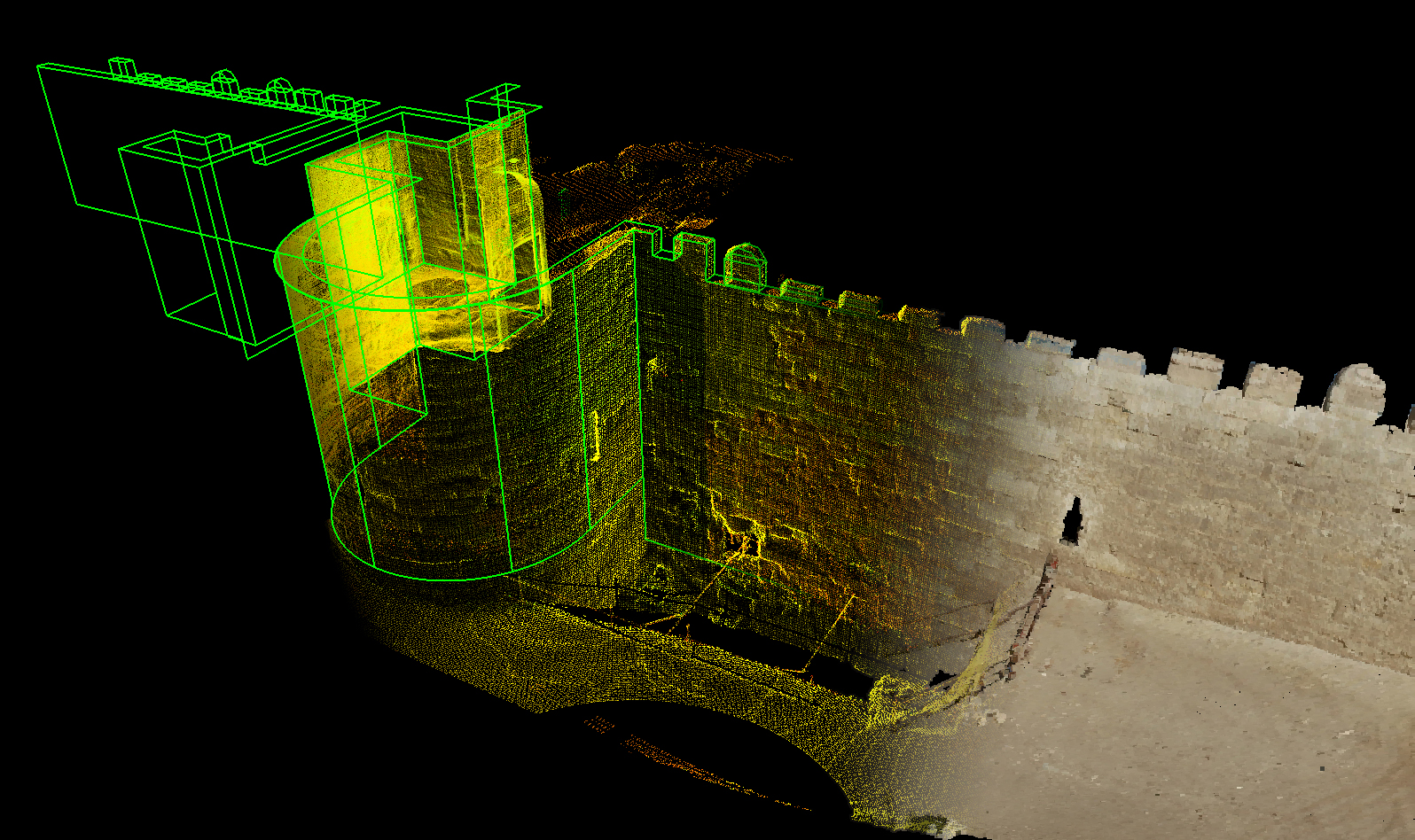
إعادة تصميم لباب البرقيّة، إحدى بوّابات سور القاهرة القديم الذي أعاد صلاح الدين بناءه.

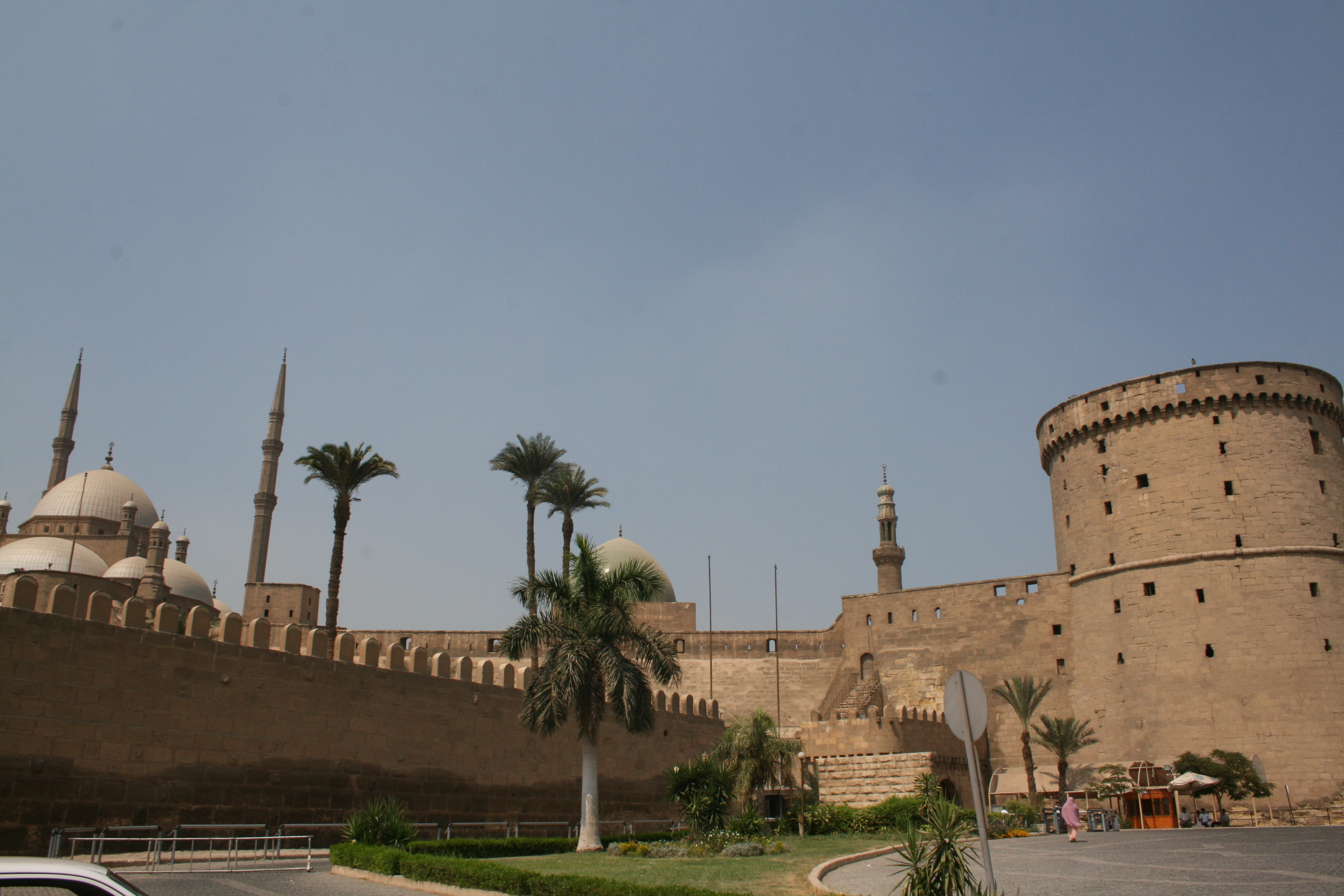
قلعة الجبل بالقاهرة الشهيرة باسم قلعة صلاح الدين.

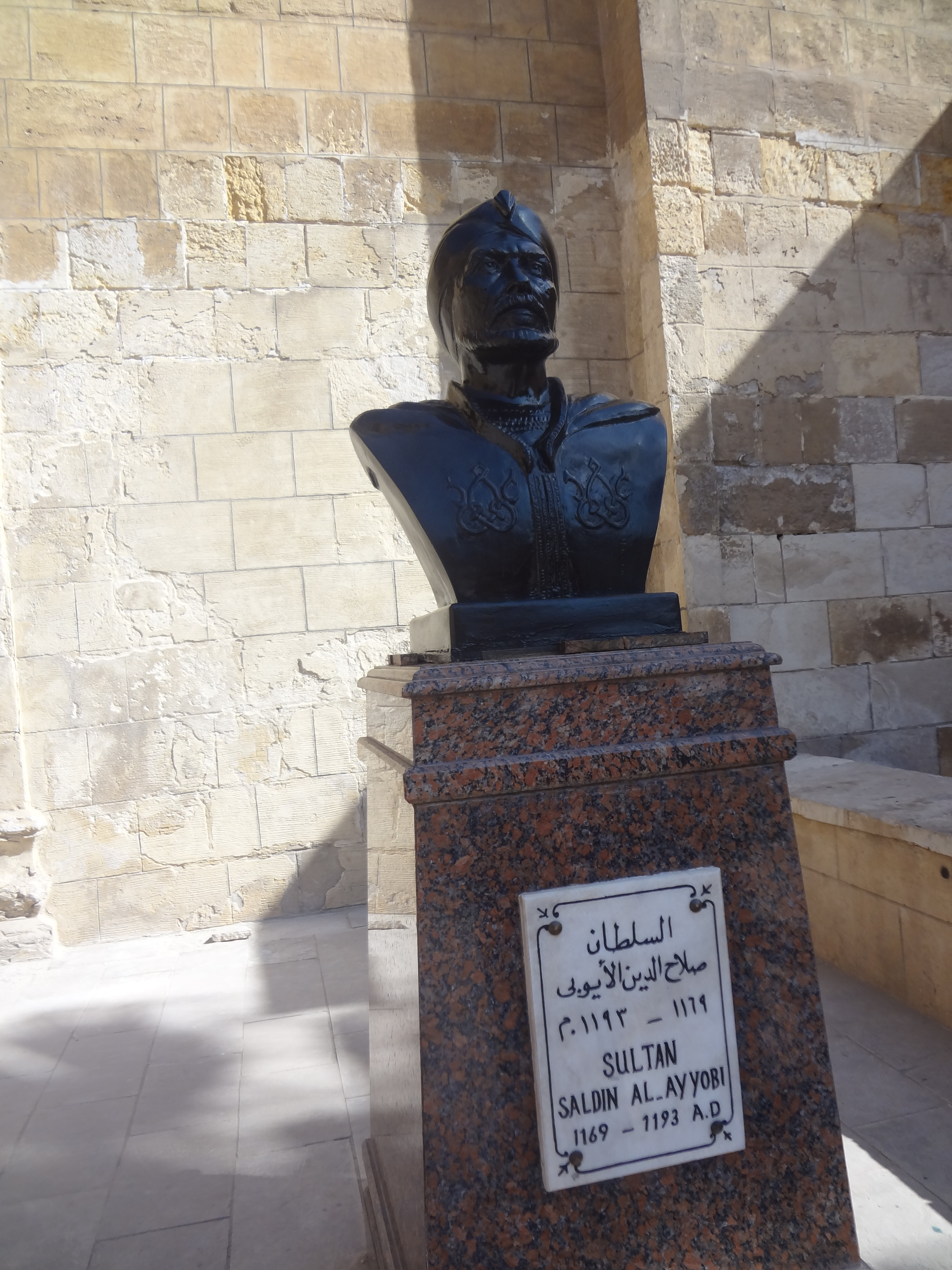
تمثال لصلاح الدين الأيوبي- بقلعة صلاح الدين، في القاهرة.

انسحب صلاح الدين من جبال النصيرية بعد أن لم يتمكن من فتح قلاعها عائدًا إلى دمشق، وسرّح جنوده الشوام وجعلهم يعودون إلى منازلهم للراحة والاستعداد للحروب القادمة، ثم رحل عن المدينة برفقة حرسه فقط قاصدًا مصر، فوصل القاهرة بعد نحو شهر. كان على صلاح الدين تنظيم كثير من الأمور في الديار المصرية بعدما غاب عنها نحو سنتين قضاها في معارك متواصلة في الشام، وفي مقدمة هذه الأمور تحصين القاهرة وإعادة بناء أقسامها المهدمة، فأقدم على إصلاح أسوارها وإمداد المزيد منها، كذلك شرع في بناء قلعة القاهرة سنة 573 هـ،  التي عُرفت فيما بعد بقلعة صلاح الدين والتي أشرف على بنائها بهاء الدين قراقوش،  وبئر يوسف البالغ من العمق 85 مترًا (280 قدمًا). ومن أعمال صلاح الدين الأخرى بناء جسر ضخم في الجيزة ليُشكل إحدى خطوط الدفاع الأوليّة ضد غزو مغربي محتمل.
بقي صلاح الدين في القاهرة يُشرف على الأعمال العمرانية فيها، فبنى إلى جانب المباني العسكرية بضعة مدارس لنشر العلم، وتابع إدارة البلاد الداخلية بنفسه، واهتم بالمؤسسات الاجتماعية التي تساعد الناس وتخفف عنهم عناء الحياة، وتعهد بالإنفاق على الفقراء والغرباء الذين يلجؤون للمساجد للعيش فيها، وجعل من مسجد أحمد بن طولون في القاهرة مأوى للغرباء الذين يقدمون مصر من بلاد المغرب.
وفي شهر جمادى الآخر سنة 573 هـ الموافق فيه نوفمبر من سنة 1177م أغار الصليبيون على ضواحي دمشق، فاعتبر صلاح الدين أن الهدنة مع مملكة بيت المقدس قد نُقضت وانتهى أمرها، وجمع الرجال وسار إلى فلسطين ليُغير على بعض المواقع الصليبية، فما كان من الصليبيين إلا أن أرسلوا جزءًا كبيرًا من جيشهم إلى مدينة حارم جنوب حلب ليحولوا انتباهه إلى تلك الأنحاء، لكن صلاح الدين استمر بغاراته على بعض المواقع الثانوية في فلسطين بعدما فرغت من الرجال الذين أرسلوا مع الجيش الصليبي شمالاً ثم توجّه إلى عسقلان،  التي قال عنها إنها «عروس الشام» بعد أن رأى الوضع مؤاتيًا لهكذا تحرّك. يقول المؤرخ الصليبي وليم الصوري أن الجيش الأيوبي تكوّن من 26,000 جندي، 8,000 منهم كانوا يشكلون النخبة، و18,000 كانوا أرقاء زنوجًا من السودان. واصل صلاح الدين يغزو المواقع الصليبية الثانوية الواحد تلو الآخر، فهاجم الرملة واللد، وبلغ بوّابات القدس.

### الحرب والهدنة مع بلدوين الرابع

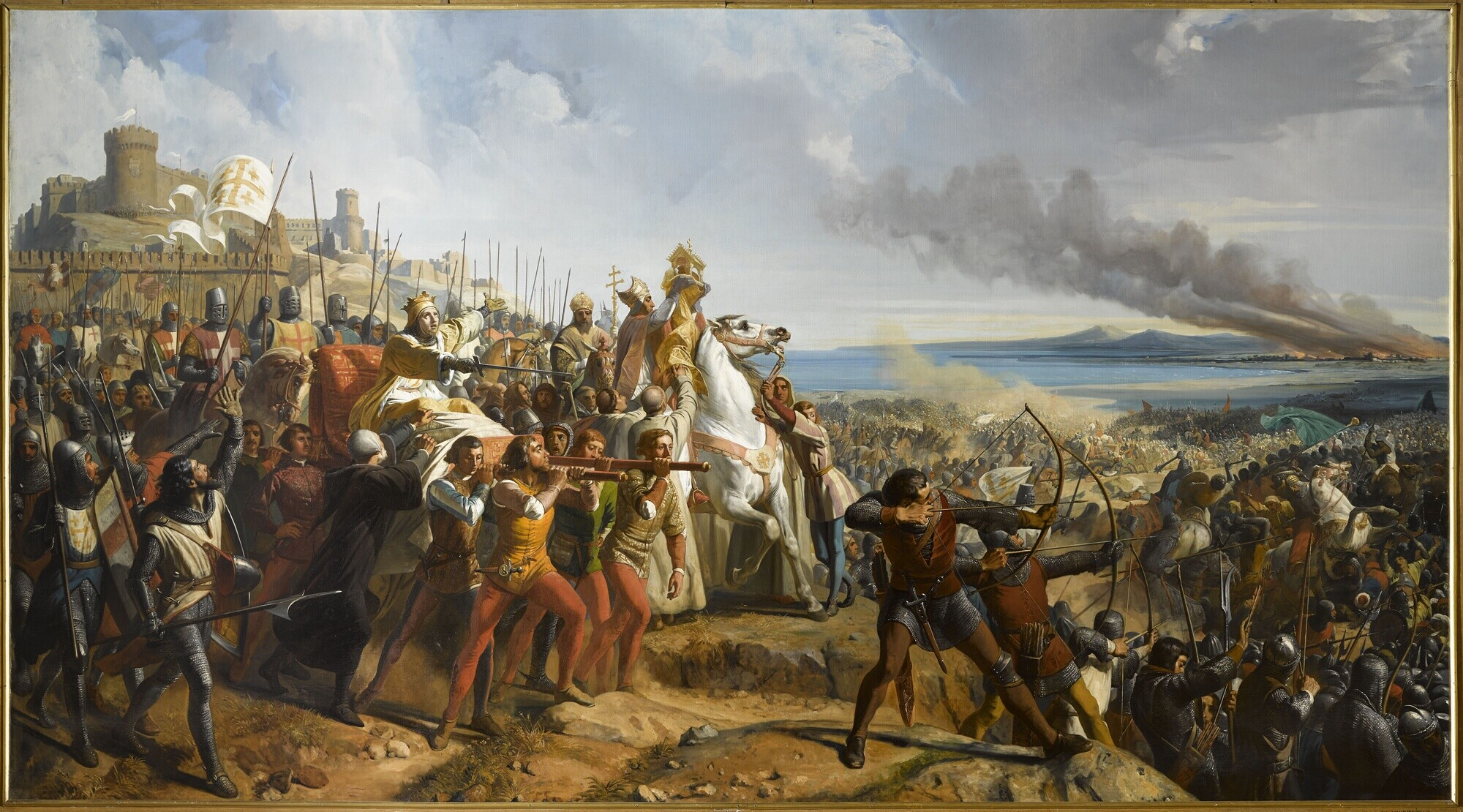
معركة تل الجزر، بريشة شارلز فيليپ لاريڤيير.

تحرّك ملك بيت المقدس الشاب بلدوين الرابع بن عموري «الأبرص» أثناء وجود صلاح الدين على مشارف القدس، وسار بجمع فرسان الهيكل من مدينة غزة ودخل عسقلان. وصلت هذه الأنباء إلى صلاح الدين فعاد بقسم من جيشه إلى ضواحي المدينة، لكنه تردد في مهاجمة الصليبيين -على الرغم من التفوق العددي للأيوبيين- بسبب وجود عدد من القادة المهرة المخضرمين في صفوفهم، وكان لهذا التردد أثره الكبير، إذ قام الصليبيون تحت قيادة الملك بلدوين وأرناط آل شاتيون صاحب الكرك بهجوم مفاجئ بتاريخ 25 نوفمبر من سنة 1177م، وأخذوا الأيوبيين على حين غرّة وهزموهم في تل الجزر بالقرب من الرملة. حاول صلاح الدين تنظيم صفوف الجيش وحشد الجنود مجددًا، لكنهم تشتتوا، وصُرع في المعركة جميع حرّاسه، فآثر الانسحاب إلى مصر وإنقاذ ما تبقى من العساكر
استعد صلاح الدين لمنازلة الصليبيين مجددًا بعد عودته إلى مصر، فجمع الجند والعتاد اللازم، ولم تثبط الهزيمة في الرملة عزيمته، بل زادته إصرارًا على القتال. وفي ربيع سنة 1178م نزل الجيش الأيوبي قرب حمص، وحصلت بضعة مناوشات بينه وبين الجيش الصليبي، وفي شهر ربيع الأول سنة 574 هـ الموافق فيه شهر أغسطس سنة 1178م هاجمت فرق صليبية أخرى مدينة حماة والقرى المجاورة وقتلت بعض السكان، لكنها هُزمت على يد حامية المدينة وأُسر كثير من أفرادها، واقتيدوا إلى صلاح الدين الذي أمر بإعدامهم لكونهم «عاثوا فسادًا في أرض المؤمنين». أمضى صلاح الدين بقية العام في الشام دون أي يخوض معارك أخرى،  لكن الحال لم يدم طويلاً على هذا النحو، فقد وصلت صلاح الدين أنباء مقلقة من جواسيسه تقول بأن الصليبيين يخططون لشن حملة عسكرية على سوريا الوسطى، فأمر ابن أخيه عز الدين فروخ شاه بن شاهنشاه بن نجم الدين أيوب أن يقف على الجبهة الدمشقية ومعه ألف من الجنود استعدادًا لضبط أي هجوم، وألا يلتحم مع الصليبيين في قتال، وإن تقدموا إلى المدينة، فعليه الانسحاب وإضاءة المنارات المنصوبة على التلال المحيطة ليعلم صلاح الدين بمجيئهم فيتحرك لملاقاتهم بنفسه. وفي شهر ذي القعدة سنة 574 هـ الموافق فيه شهر أبريل من عام 1179م تقدم الصليبيون بقيادة الملك بلدوين نحو دمشق متوقعين مقاومة ضعيفة، وشرعوا في مهاجمة القرى والرعاة في مرتفعات الجولان، فتصدت لهم فرقة عسكرية أيوبية بقيادة فروخ شاه، ثم انسحبت من أمامهم، فتعقبوها حتى جنوب شرق القنيطرة حيث كان الجزء الرئيسي من الجيش الأيوبي منتظرًا، فوقعت معركة كان النصر فيها لصالح الأيوبيين. قام صلاح الدين بتعزيز قواته بعد هذا النصر، فطلب من أخيه الأصغر الملك العادل سيف الدين أبي بكر أن يُرسل إليه 1,500 فارس من مصر لينضموا إلى جيش الشام.

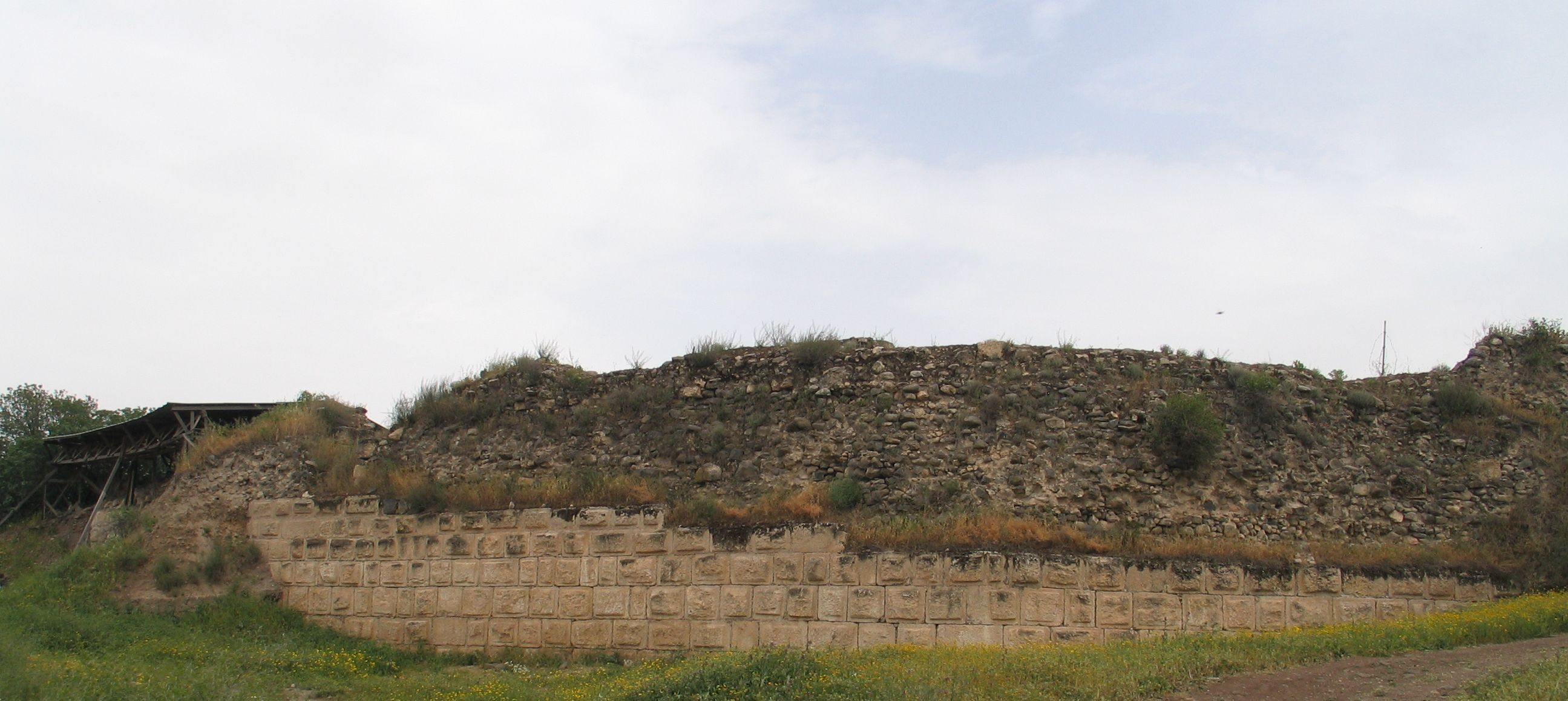
بقايا حصن مخاضة الأحزان الذي بناه بلدوين الرابع واستولى عليه صلاح الدين.

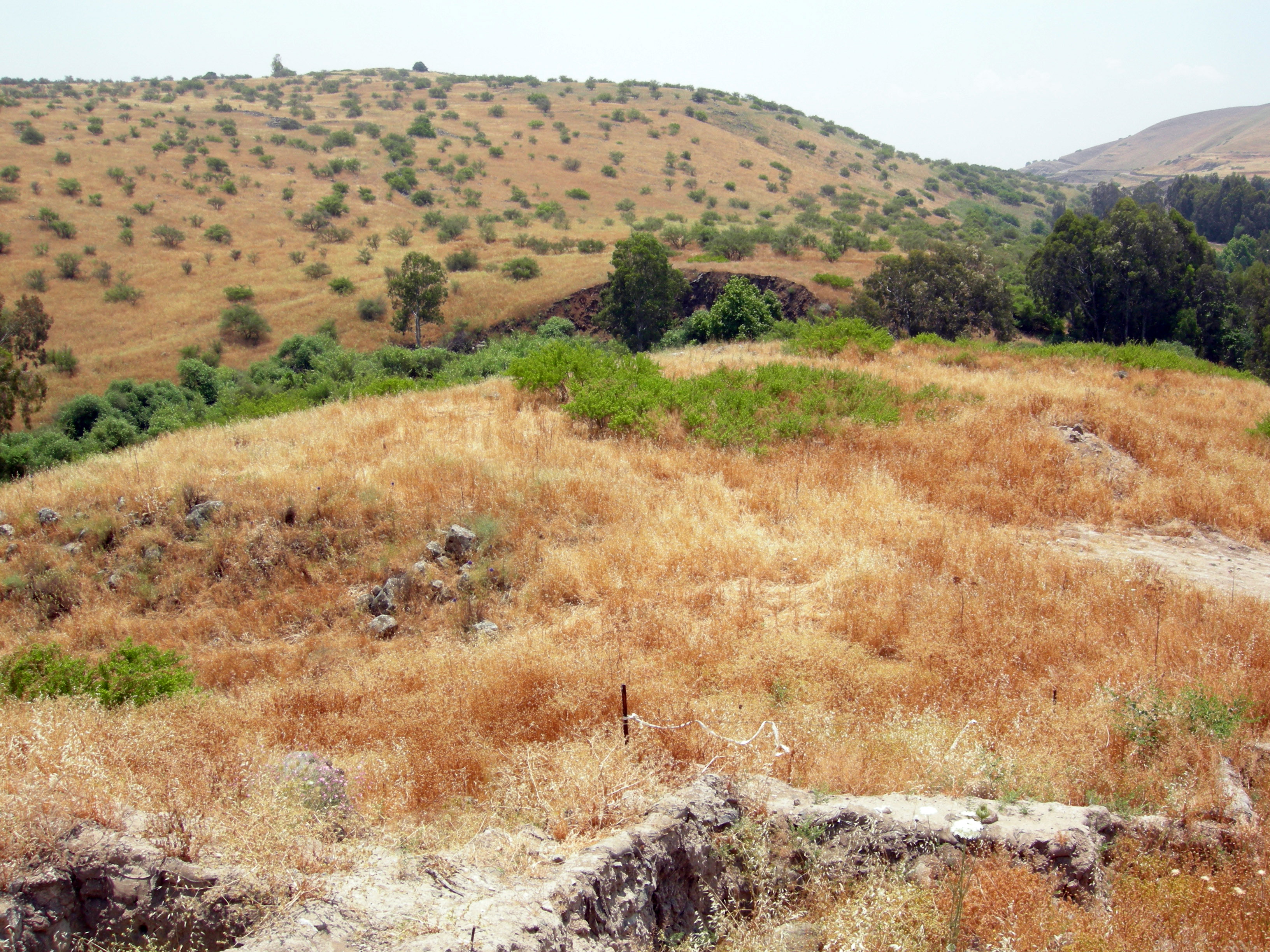
موقع معركة حصن يعقوب بين الأيوبيين والصليبيين.

بحلول صيف عام 1179م كان بلدوين الرابع قد أقام حصنًا حدوديًا سماه المؤرخون المسلمون «حصن مخاضة الأحزان» على الطريق المؤدية إلى دمشق ليؤمنها، وعزم على بناء جسر فوق نهر الأردن هو «معبر يعقوب» (يُعرف اليوم باسم جسر بنات يعقوب) ليصل الأراضي الصليبية بسهل بانياس الذي يفصل بين الإمارات الصليبية والأراضي الإسلامية. اعترض صلاح الدين على المشروع واعتبره عملاً عدائيًا تجاه المسلمين، وعرض على بلدوين 100,000 قطعة ذهبية مقابل تخليه عنه، لكن الأخير رفض التسوية، فعزم صلاح الدين على مهاجمة الحصن الحدودي وتدميره، ثم سار بجيشه وجعل مركزه بانياس. هرع الصليبيون للقاء المسلمين بعد تلك الخطوة، لكن جيشهم تشتت، فقد تلكأ المشاة في الخلف، واستمر صلاح الدين يستدرجهم بعيدًا حتى سنحت له الفرصة وتبين أن الجيش الصليبي منهك، فانقض عليه واشتبك الجيشان في معركة طاحنة انتصر فيها المسلمون، وأُسر كثير من كبار الفرسان الصليبيين، ثم تحرّك صلاح الدين صوب الحصن وضرب الحصار عليه، ودخله فاتحًا في 26 ربيع الأول سنة 575 هـ، الموافق فيه 30 أغسطس من سنة 1179م.
وربيع سنة 1180م وبينما كان صلاح الدين في صفد يُحضّر لغزو بيت المقدس، راسله الملك بلدوين يعرض الهدنة فوافق، والواقع أن القحط في ذلك العام كان دافعًا أساسيًا لكلا الرجلين لإيقاف القتال، حيث ذبلت المحاصيل ولم ينضج منها إلا القليل، فقلّت مؤن الجيشين الصليبي والأيوبي، وأصبح يتعذر على أي منهما ضرب حصار على قلعة أو مدينة تابعة للآخر دون المجازفة بحدوث مجاعة في صفوفه. رفض ريموند الثالث صاحب طرابلس الالتزام بالهدنة بادئ الأمر وأصرّ على القتال، لكنه سرعان ما رضخ بعدما أغار الجيش الأيوبي على إمارته في شهر مايو، وظهر الأسطول الإسلامي بالقرب من مرفأ طرطوس مهددًا بالهجوم.

## القضايا المحلية
كان صلاح الدين قد حاول التقرّب من أمير حصن كيفا المدعو نور الدين محمد الأرتقيّوني، عندما عرض التوسط بينه وبين عز الدين قلج أرسلان بن مسعود، سلطان سلاجقة الروم، لإنهاء خلاف قائم، حيث كان الأخير قد طالب نور الدين بإعادة بعض الأراضي التي حصل عليها كهدية زفاف بعد زواجه من ابنته، ثم تبيّن أنه يُسيئ معاملتها وأن هدفه من ذلك الزواج لم يكن سوى السيطرة على مزيد من المناطق فحسب، وقد قبل نور الدين وساطة السلطان الأيوبي بينما رفضها قلج أرسلان. وفي شهر يونيو من سنة 1180م، استقبل صلاح الدين الأمير نور الدين محمد وأخاه أبو بكر في محاولة لكسب الود وتوطيد العلاقات مع الأرتقيون تمهيدًا لأي مجابهة يُحتمل وقوعها بين الأيوبيين وأمراء الموصل والأناضول والملوك الصليبيين، وأرفق كلا الأميرين بهدايا قيل بأن قيمتها تخطت 100,000 دينار. بعد هذا اللقاء، راسل السلطان قلج أرسلان صلاح الدين معلنًا قبوله الوساطة ودخوله في الحلف الأيوبي الأرتقيّوني، فابتهج صلاح الدين لهذا الخبر لما تضمنه من بشائر إعادة توحيد الأراضي الإسلامية، لكن فرحه سرعان ما تحوّل إلى غضب عارم، عندما وصلته رسالة من أرسلان يقول فيها أن نور الدين عاد ليُسيئ معاملة زوجته ابنة سلطان آل سلجوق، فهدد صلاح الدين بالمسير إلى ملطية عاصمة نور الدين ليؤدبه بنفسه ولينهي الخلاف القائم بين حاكمين مسلمين في وقت كان المسلمون فيه بأشد الحاجة لأن يتوحدوا،  وفي واقع الأمر فإن صلاح الدين لم يرغب بالمسير إلى نور الدين محمد، ذلك أنه تحالف معه ولم يعد يستطيع أن ينقض هذا الحلف، وفي الوقت نفسه كان للسلطان قلج أرسلان كامل الحق في الخوف على ابنته والدفاع عنها ومنع استغلالها لغايات سياسية، فجاء خطاب صلاح الدين حادًا في سبيل إخافة نور الدين وحثه على الخضوع. ولمّا تبيّن لنور الدين محمد أنه لا يقدر على الجيش الأيوبي، خضع لأوامر صلاح الدين وعز الدين قلج أرسلان، ووافق على أن يُرسل امرأته إلى أبيها طيلة سنة من الزمن، خصوصًا بعد أن جاء في رسالة بعثها إليه صلاح الدين، أنه إن خرق هذا الاتفاق فسوف ينقض صلاح الدين الاتفاقية بينهما.

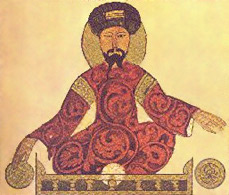
رسم لتمثيل يعود لصلاح الدين من القرن الخامس عشر.

عاد صلاح الدين إلى القاهرة بداية عام 1181م وترك فروخ شاه ليتولّى شؤون الشام أثناء غيابه؛ يقول أبو شامة المقدسي أن صلاح الدين كان ينوي تمضية شهر رمضان في مصر ذلك العام، ومن ثم يذهب للحج في مكة، لكن لأسباب غير واضحة عدل عن حج البيت الحرام، وشوهد في شهر يونيو وهو يتفقد ضفاف النيل. وفي تلك الفترة حدثت بينه وبين البدو بعض الإشكالات، إذ اتهم بعضهم بالإتجار مع الصليبيين، فصادر محاصيلهم وأرغمهم على مغادرة شرق مصر والسكن في غربها، واستولى على ثلثيّ الأراضي التابعة للإقطاعيين منهم وأعطاها لإقطاعيي الفيوم ليعوضهم عن أراضيهم الخاصة التي هدف أن يجعلها ملكًا عامًا للدولة، كما حوّل بعض السفن الحربية على قراصنة الأنهار من البدو الذين كانوا يغيرون على المزارع والقرى المجاورة للنيل وفروعه.
في صيف سنة 1181م، قاد أخو صلاح الدين سيف الإسلام ظهير الدين طغتكين بن أيوب،  في فرقة عسكرية لاعتقال نائب توران شاه في بلدة زبيد باليمن، حطان بن كامل بن منقذ الكناني الكلبي، لاختلاس العوائد المالية للبلدة التي يتولّى أمورها، غير أن صلاح الدين قال أنه ليس هناك من دليل يفيد بصحة ما قيل، وأمر بإطلاق سراحه مقابل 80,000 دينار له شخصيًا ومبالغ أخرى لإخوته. كان اعتقال حطان الكناني الكلبي المثير للجدل نتاج استياء بعض المقربين من صلاح الدين من إدارة بلاد اليمن بعد أن غادرها توران شاه؛ فعلى الرغم من أن نائبوه استمروا يرسلون خراج البلاد، إلا أن السلطة الأيوبية على اليمن أخذت تضعف بعض الشيء، حيث برز صراع على السيادة بين عز الدين عثمان صاحب عدن وصاحب زبيد، مما جعل صلاح الدين يقول أنها تُكلّف الدولة الأيوبية مصاريف كبيرة ولا تعود عليها بالفوائد المرجوّة والمتوقعة.

## توسّع الدولة

### فتح أطراف بلاد ما بين النهرين

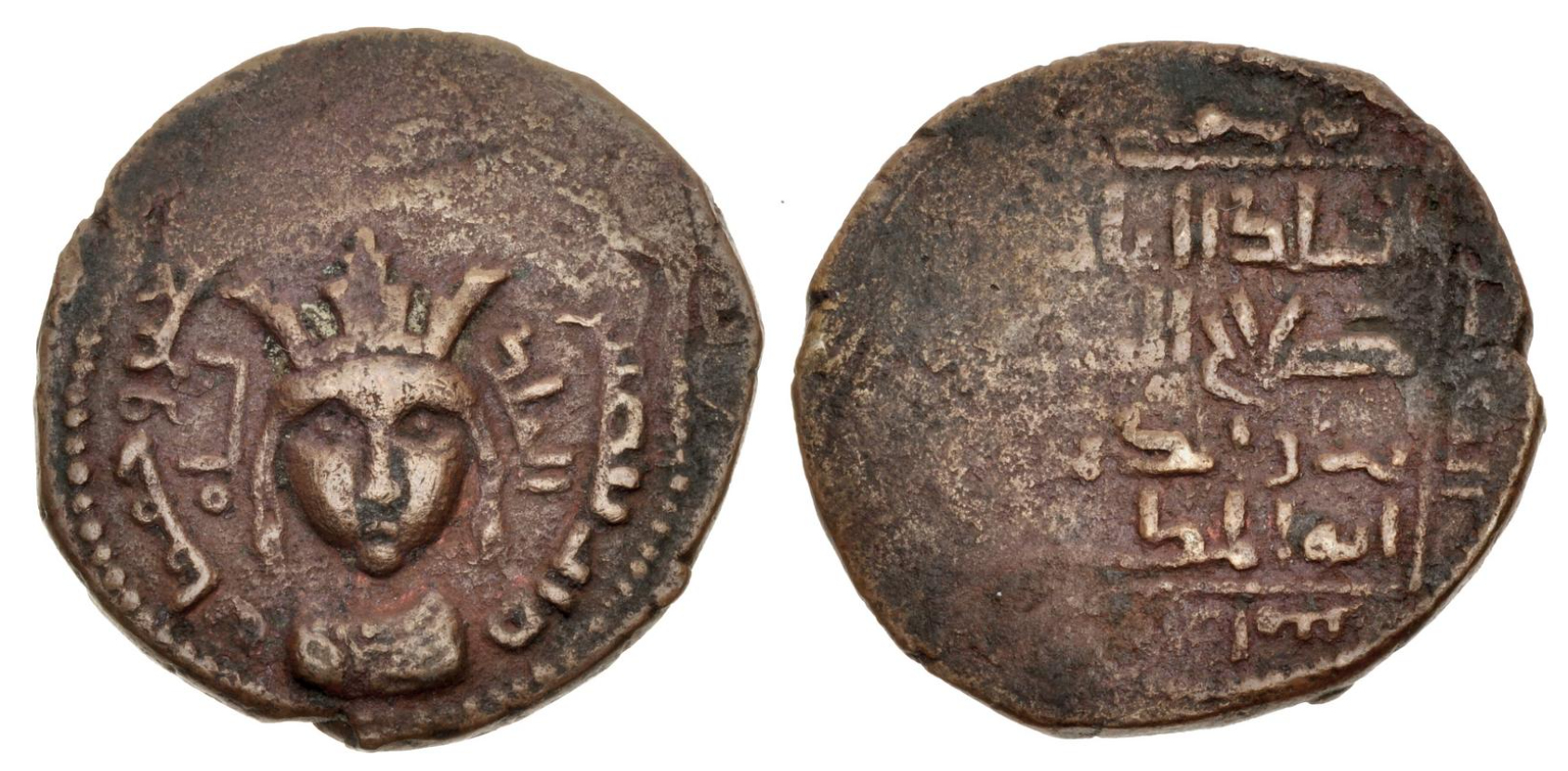
عملة صلاح الدين في مدينة نصيبين التركية، مؤرخة عام 578 هـ (1182/3 م)

توفي سيف الدين غازي بن قطب الدين مودود في 3 صفر سنة 576 هـ، الموافق فيه 28 يونيو من سنة 1180م، وخلفه شقيقه عز الدين في إمارة الموصل. في 25 رجب سنة 577 هـ، الموافق فيه 4 ديسمبر سنة 1181م، توفي الملك الصالح بن نور الدين زنكي في حلب. قبل وفاته، لما يئس من نفسه استدعى الأمراء فحلفهم لابن عمه عز الدين مسعود بن قطب الدين صاحب الموصل، لقوة سلطانه وتمكنه، ليمنعها من صلاح الدين. رُحّب بعز الدين في حلب، ولكن تملّكه لحلب والموصل كان أمرًا يفوق قدراته، لذا تنازل عن حلب لأخيه عماد الدين زنكي، في مقابل سنجار والخابور والرقة ونصيبين وسروج وغير ذلك من البلاد. لم يحاول صلاح الدين استغلال تلك الظروف احترامًا للمعاهدة التي عقدها في السابق مع الزنكيين.
وفي 5 محرم سنة 578 هـ، الموافق فيه 11 مايو سنة 1182م، غادر صلاح الدين الأيوبي القاهرة مع نصف الجيش الأيوبي المصري والعديد من المتطوعين إلى الشام. وعندما علم أن القوات الصليبية احتشدت على الحدود لاعتراضه، غير طريقه عبر سيناء إلى أيلة، وهناك لم يلق صلاح الدين أي مقاومة من قوات بلدوين. وعندما وصل إلى دمشق في يونيو، أغار عز الدين فروخ شاه على بلاد طبرية، واحتل دبورية وحابس جلدق، وهو أحد الحصون ذات الأهمية الكبيرة للصليبيين. في يوليو، أرسل صلاح الدين فروخ شاه لمهاجمة كوكب الهوا. وفي أغسطس، شنّ الأيوبيون هجومًا بريًا وبحريًا للاستيلاء على بيروت؛ وقاد صلاح الدين جيشه في سهل البقاع، ولما بدا لصلاح الدين أن الهجوم قد يفشل، فضّل إيقاف هجومه والتركيز على مهمته نحو في بلاد ما بين النهرين.
دعا مظفر الدين كوكبري بن زين الدين علي بن بكتكين وهو أحد أمراء حران، صلاح الدين لاحتلال بلاد الجزيرة، الواقعة شمال بلاد ما بين النهرين. ومع انتهاء الهدنة بينه وبين الزنكيين رسميًا في جمادى الأول سنة 578 هـ، الموافق فيه شهر سبتمبر من عام 1182م،  وقبل سيره إلى بلاد الجزيرة، كان التوتر قد ازداد بين الحكام الزنكيين في المنطقة، نظرًا لعدم رغبتهم في دفع الجزية لصاحب الموصل. وقبل عبوره الفرات، حاصر صلاح الدين حلب لمدة ثلاثة أيام، بمجرد أن انتهت الهدنة. وما أن وصل إلى قلعة البيرة قرب نهر الفرات، حتى انضم إليه كوكبري ونور الدين صاحب حصن كيفا، واستولت القوات المشتركة على مدن الجزيرة الواحدة تلو الأخرى، فسقطت الرها تلتها سروج ثم الرقة وقرقيسية ونصيبين. كانت الرقة نقطة عبور هامة والتي كانت في يد قطب الدين ينال بن حسان المنبجي، الذي سبق وخسر منبج أمام قوات صلاح الدين الأيوبي عام 1176م. لما رأى قطب الدين كبر حجم جيش صلاح الدين، لم يُقدم على إبداء أي مقاومة واستسلم على أن يحتفظ بممتلكاته. أثار صلاح الدين الأيوبي إعجاب أهالي المدينة بعدما أمر بإلغاء عدد من الضرائب، حيث قال «إن شر الحكام هم من يسمنون وشعوبهم جياع». من الرقة، غزا ماكسين ودورين وعرابان والخابور، والتي خضعت جميعها له.
ثم توجّه صلاح الدين لغزو نصيبين التي سلّمت دون مقاومة. كانت نصيبين بلدة متوسطة الحجم، ليست ذات أهمية كبيرة، لكنها كانت تقع في موقع استراتيجي بين ماردين والموصل ويسهل الوصول إليها من ديار بكر. في خضم هذه الانتصارات، وردت صلاح الدين أخبار تقول أن الصليبيين أغاروا على قرى دمشق. فأجاب «دعهم.. ففي الوقت الذي يهدمون فيه القرى، نستولي نحن على المدن؛ وعندما نعود، سيتعين علينا جمع المزيد من القوة لمحاربتهم». وفي الوقت نفسه، في حلب، داهم أميرها الزنكي مدن صلاح الدين في الشمال والشرق، مثل باليس ومنبج وسروج وبوزيع والقرضين، كما دمر قلعته في بلدة أعزاز لكي لا يستخدمها الأيوبيون إن استطاعوا الاستيلاء عليها.

### ضم حلب
اهتم صلاح الدين بعد الموصل بضم حلب، فأرسل شقيقه تاج الملوك أبو سعيد بوري لاحتلال تل خالد، الواقعة على بعد 130 كيلومتر شمال شرق الموصل، وجهّز لحصارها، إلا أن حاكم تل خالد استسلم مع وصول صلاح الدين نفسه في 17 مايو قبل ضرب الحصار. بعد تل خالد، قام جيش صلاح الدين الأيوبي بالتوجه شمالاً إلى عينتاب لاحتلالها، ومن ثم العودة سريعًا لمسافة 60 كم في اتجاه حلب. وفي 21 مايو، عسكر صلاح الدين خارج حلب، وتمركز بنفسه شرق قلعة حلب، كما طوّقت قواته ضاحية بناقسة في الشمال الشرقي وباب جنان في الغرب، وتمركز باقي رجاله بالقرب من المدينة، على أمل فتحها في أقل وقت ممكن.

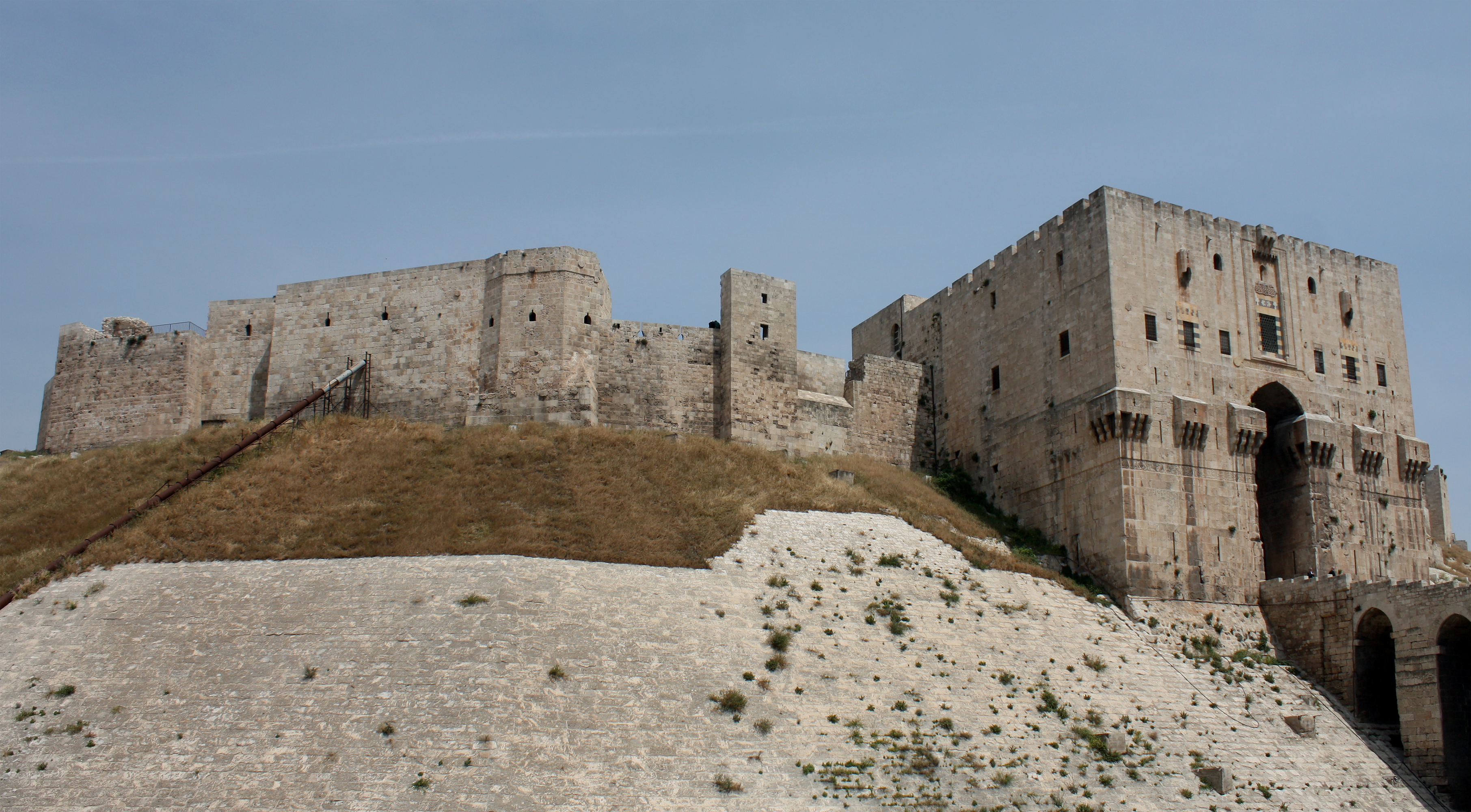
قلعة حلب، دخلها صلاح الدين في 12 يونيو من عام 1183م.

لم يقاوم عماد الدين زنكي بن قطب الدين مودود لفترة طويلة، حيث لم يكن يحظ بشعبية بين رعاياه، ولرغبته في العودة إلى سنجار المدينة التي كان يحكمها سابقًا. عقدت مفاوضات بغرض تبادل الأراضي، على أن يسلّم زنكي حلب إلى صلاح الدين الأيوبي في مقابل استعادة سيطرته على سنجار ونصيبين والرقة وسروج، وأن تحارب قوات زنكي إلى جانب جيش صلاح الدين. وبحلول 18 صفر 579 هـ / 12 يونيو 1183 م، أصبحت حلب في أيدي الأيوبيين. لم يعلم أهل حلب بتلك المفاوضات، لذا فوجئوا حين رأوا راية صلاح الدين الأيوبي مرفوعة فوق قلعة حلب. عندئذ، عرض أميران أحدهما عز الدين جردق الصديق القديم لصلاح الدين خدماتهما على صلاح الدين، الذي رحب بذلك. استبدل صلاح الدين القضاء الحنفي بالقضاء الشافعي، مع وعد بعدم التدخل في القيادة الدينية للمدينة. وعلى الرغم من حاجة صلاح الدين للمال، إلا أنه سمح لزنكي بالمغادرة بكل ما استطاع حمله من خزائن قلعة المدينة، وبيع المتبقي لصلاح الدين نفسه.
مع أن صلاح الدين تردد فيما مضى في إتمام عملية المبادلة، إلا أنه كان واثقًا من نجاحه لتيقّنه من أن حلب هي «الباب الذي سيفتح له الأراضي» وأن «هذه المدينة هي عين الشام وقلعتها وبؤبؤها». بالنسبة لصلاح الدين الأيوبي، كان الاستيلاء على المدينة يمثّل له نهاية أكثر من ثماني سنوات من الانتظار، فقد قال لفروخ شاه «نحن لا نملك إلا الانتظار، وحلب ستكون لنا.» فمن وجهة نظره، أنه باستيلائه على حلب سيستطيع الآن تهديد الساحل الصليبي كله.
بعد أن قضى ليلة واحدة في قلعة حلب، سار صلاح الدين إلى حارم بالقرب من أنطاكية الإمارة الصليبية. كانت حارم تحت حكم «سرخك» أحد المماليك صغار الشأن، الذي قدم صلاح الدين الأيوبي له عرضًا بمدينة بصرى وأراضٍ في دمشق في مقابل حارم، ولكن عندما طلب سرخك الحصول على المزيد، أرغمته حامية البلدة على الخروج،  حيث ألقى القبضَ عليه تقيُّ الدين نائب صلاح الدين الأيوبي بعد مزاعم بأنه كان يخطط للتنازل عن حارم إلى بوهمند الثالث أمير أنطاكية. بعد استسلام حارم، شرع صلاح الدين الأيوبي في ترتيب دفاعات المدينة استعدادًا للصليبيين، وأوفد إلى الخليفة وأتباعه في اليمن وبعلبك بأنه سيهاجم الأرمينيين. وقبل أن يهم بالتحرك، كان لا بد من تسوية بعض التفاصيل الإدارية، فقد وافق صلاح الدين الأيوبي على هدنة مع بوهمند في مقابل رد أسرى مسلمين كان يحتجزهم، ثم ولّى علم الدين سليمان بن جندر،  وهو الأمير الذي انضم إلى صلاح الدين في حلب، إدارة أعزاز، كما ولّى سيف الدين اليزقوج، مملوك عمه أسد الدين شيركوه السابق الذي أنقذه من محاولة اغتيال في أعزاز، إدارة حلب.

### حربه من أجل الموصل
مع اقتراب صلاح الدين من الموصل، كان عليه تبرير مسألة الاستيلاء على تلك المدينة الكبيرة. استغاث زنكيو الموصل بالخليفة العباسي الناصر لدين الله في بغداد الذي كان وزيره يفضلهم، فأرسل الناصر بدر البدر، وهو شخصية دينية رفيعة المستوى، للتوسط بين الجانبين. وصل صلاح الدين إلى المدينة في 10 نوفمبر سنة 1182م، ولم يقبل عز الدين شروطه لأنه اعتبرها خدعة كبيرة، وعلى الفور ضرب صلاح الدين حصارًا على المدينة المحصنة جيدًا.

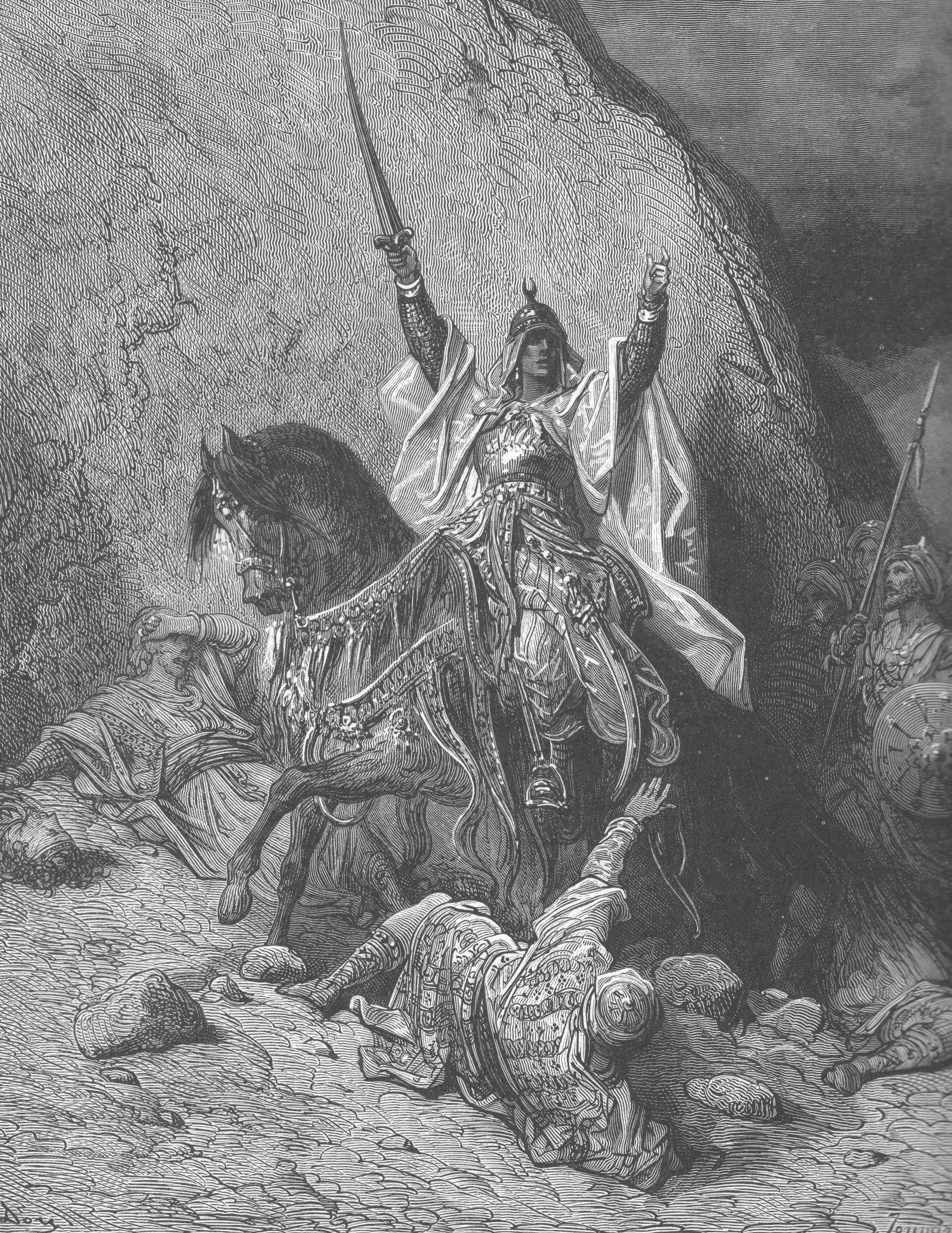
«صلاح الدين المُظفّر»، رسم من القرن التاسع عشر.

بعد عدة مناوشات طفيفة والمأزق الذي وقع فيه أمام الخليفة، قرر صلاح الدين الأيوبي أن يجد طريقة للانسحاب من الحصار دون أن يلحق ذلك ضررًا بسمعته، لذا قرر أن يهاجم سنجار التي يحكمها شرف الدين أمير أميران هندوا شقيق عز الدين، مع ترك قوة لمواصلة الحصار، فسقطت سنجار بعد حصار دام 15 يومًا في 3 رمضان سنة 578 هـ، الموافق فيه 30 ديسمبر سنة 1182م. لم يلتزم قادة وجنود صلاح الدين بانضباطهم ونهبوا المدينة، وتمكن صلاح الدين بنفسه من حماية حاكم المدينة وضباطه بإرسالهم إلى الموصل. وبعد أن ترك حامية في سنجار، انتظر حتى يجمع جنده من حلب وماردين وأرمينيا لمواجهة عز الدين. توجّه صلاح الدين بجيشه للقاء قواته في حران في شهر ذي القعدة من سنة 578 هـ، الموافق فيه شهر فبراير من عام 1183م، وعندما علم عز الدين بقدوم جيش صلاح الدين، أرسل رسله في طلب السلام، وفرّق قواته.
كتب العادل أبو بكر بن أيوب من مصر إلى صلاح الدين الأيوبي في 6 ذي القعدة سنة 578 هـ، الموافق 2 مارس سنة 1183م، بأن الصليبيين قد طعنوا قلب الإسلام، فقد أرسل صاحب الكرك أرناط آل شاتيون، سفنًا من خليج العقبة لمداهمة البلدات والقرى قبالة ساحل البحر الأحمر، وعلى الرغم من أن تلك المحاولة لم تكن هادفة لفرض النفوذ الصليبي على البحر أو للتحكم في طرق التجارة، وكانت مجرد قرصنة، كتب عماد الدين بأن الغارة كانت مقلقة للمسلمين لأنهم لم يكونوا معتادين على الهجمات عبر البحر، وأضاف ابن الأثير بأن السكان لم يعهدوا فرنجيًا قط لا تاجرًا ولا محاربًا.
وقال ابن جبير بأن ستة عشر سفن للمسلمين أحرقها الصليبيون الذين استولوا على سفينة حجاج وقافلة في عيذاب. كما ذكر أيضًا أنهم كانوا ينوون مهاجمة المدينة المنورة ونهب قبر النبي محمد. وأضاف المقريزي إلى أن شائعات انتشرت تزعم بأنهم كانوا سينقلون جثمان النبي محمد إلى الأراضي الصليبية، لجعل المسلمين يحجون إليها. ولحسن حظ صلاح الدين الأيوبي، كان العادل قد نقل السفن الحربية من الفسطاط والإسكندرية إلى البحر الأحمر تحت قيادة حسام الدين لؤلؤ قائد الأسطول المصري، فبدأ بمهاجمة القوات التي هاجمت أيلة وهزمها، ثم سار لقتال من هاجموا عيذاب، فأدركهم في ساحل الحوراء (أملج) ودمر معظم سفنهم، فنزلوا إلى البر محاولين الفرار فهزمهم شر هزيمة. أمر صلاح الدين بقتل الأسرى الصليبيين البالغ عددهم 170 مقاتل في عدد من مدن المسلمين.

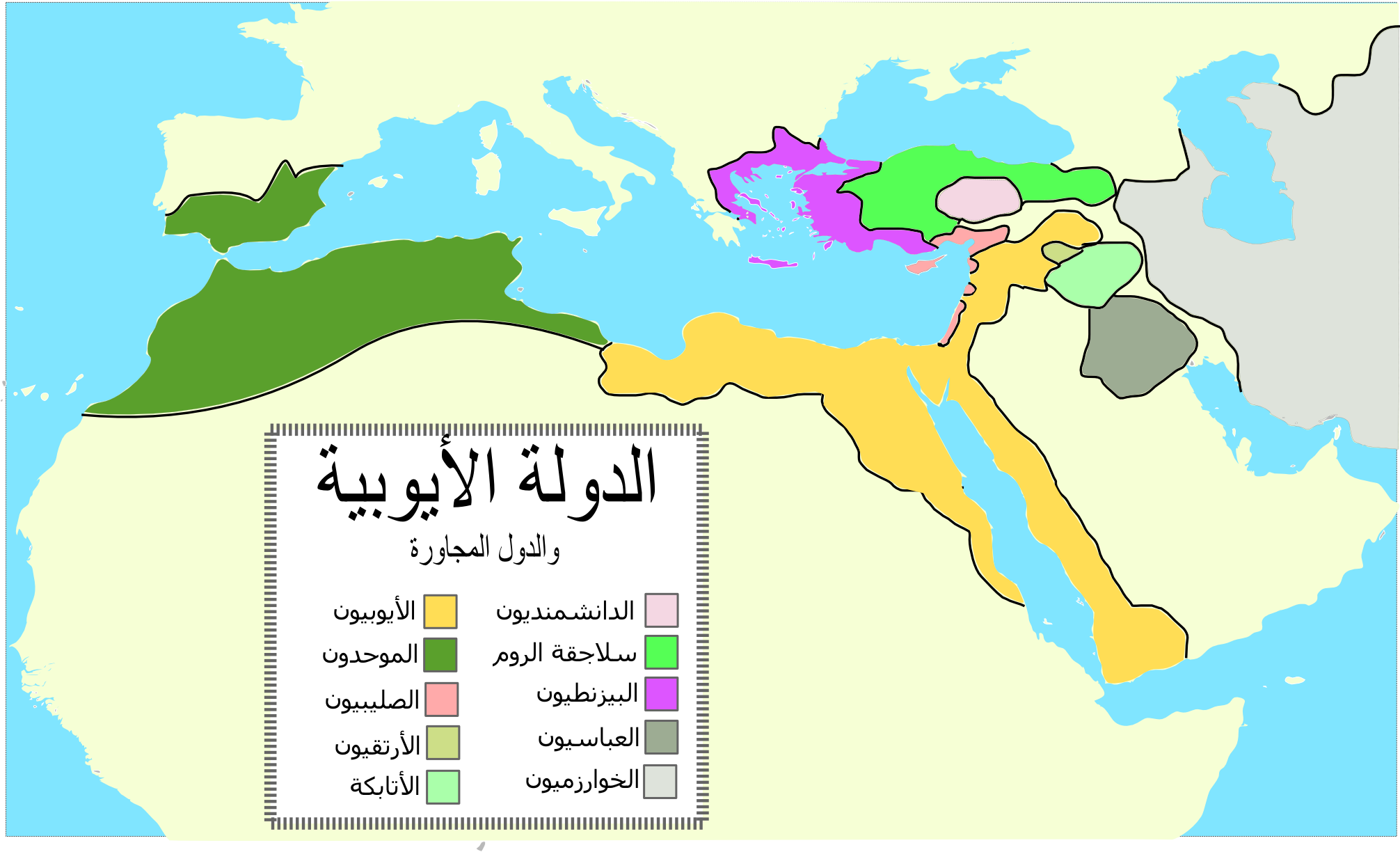
الدولة الأيوبية والدول المجاورة عند نهاية حملة صلاح الدين على إمارات الشام وبلاد ما بين النهرين.

من وجهة نظر صلاح الدين، كانت الحرب ضد الموصل تسير على ما يرام، لكنه لم ينجح بعد في تحقيق أهدافه وبدأ جيشه يتناقص؛ فقد عاد تقي الدين برجاله إلى حماة، وغادر ناصر الدين محمد بن شيركوه بقواته. شجع ذلك عز الدين وحلفائه على الهجوم. فجمع قواته في حرضم الواقعة على بعد 140 كيلومتر من حران. وفي بداية أبريل، ودون أن ينتظر ناصر الدين، بدأ صلاح الدين وتقي الدين تقدمهم ضد قوات عز الدين، متوجهين شرقًا إلى رأس العين دون أن يلقوا مقاومة. وبحلول نهاية أبريل، وبعد ثلاثة أيام من القتال، استولى الأيوبيون على آمد. سلم المدينة نور الدين محمد بن قره أرسلان بخزائنها التي بها 80,000 شمعة، وبرج كامل مملوء بالسهام و1,040,000 كتاب. وفي مقابل إعادته حاكمًا للمدينة، أقسم نور الدين الولاء لصلاح الدين الأيوبي، واعدًا إياه بمساعدته في كل حملاته في الحرب ضد الصليبيين وإصلاح الأضرار التي لحقت بالمدينة. وبسقوط آمد، قرر حاكم ماردين التحالف مع صلاح الدين الأيوبي، وهو ما أضعف تحالف عز الدين.
حاول صلاح الدين الحصول على دعم الخليفة الناصر ضد عز الدين من خلال إرسال رسالة للخليفة يطالبه فيها بمرسوم يعطيه الحق في تملّك الموصل والأراضي التابعة لها. حاول صلاح الدين الأيوبي إقناع الخليفة معللاً طلبه بأنه في الوقت الذي فتح مصر واليمن وأعادها تحت راية العباسيين، كان الزنكيون في الموصل يؤيدون صراحة السلاجقة (منافسي الخلافة)، ولم يخضعوا للخليفة إلا وقت حاجتهم إليه. واتهم أيضًا قوات عز الدين بعرقلة الجهاد ضد الصليبيين، مشيرًا إلى أنهم «لا ينوون القتال فقط، بل ويمنعون الذين يستطيعون ذلك». كما قال صلاح الدين الأيوبي بأنه إنما جاء إلى الشام لقتال الصليبيين وإنهاء بدعة الحشاشين ووضع حد لتخاذل المسلمين. كما وعد أنه إذا أعطيت له الموصل، فسيستولي على القدس والقسطنطينية والكرج وأراضي الموحدين في المغرب، حتى تصبح كلمة الله هي العليا وتطهّر الخلافة العباسية العالم وتتحوّل الكنائس إلى مساجد. وأكد صلاح الدين أن كل هذا من الممكن أن يحدث بمشيئة الله، وبدلاً من طلب الدعم المالي أو العسكري من الخليفة، قال أنه سيغزو أراضي تكريت وداقوق وخوزستان وجزيرة كيش و|عمان، وسيعطيها للخليفة.

## الحروب على الصليبيين

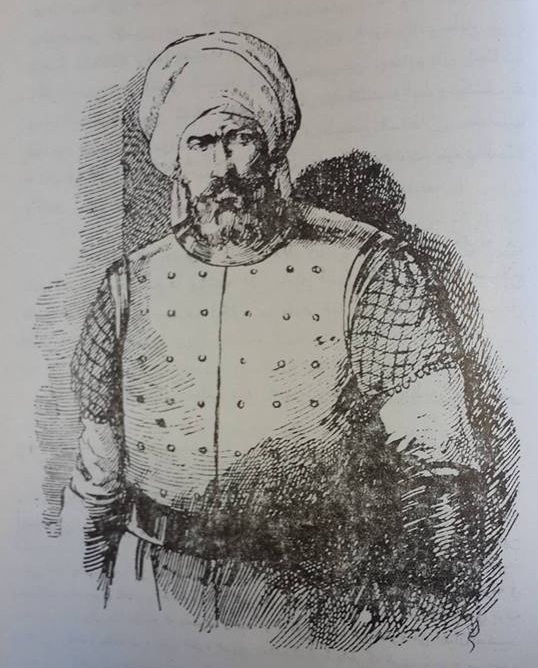
صلاح الدين في العقد الخامس من عُمره، عندما شرع بجهاد الصليبيين.

بعد أن نجح صلاح الدين في أن يجمع مصر وسورياوالحجاز وتهامة والعراق في دولة إسلامية موحدة قوية تحيط بمملكة بيت المقدس والإمارات الصليبية من الشمال والشرق والجنوب، واطمأن إلى وحدتها وتماسكها، انتقل إلى تحقيق القسم الثاني من مخططه السياسي، وهو محاربة الصليبيين وطردهم من البلاد،  وجاءَته الفرصة حين تعرّض أرناط آل شاتيون صاحب الكرك لقافلة غزيرة الأموال كثيرة الرجال فأخذهم عن آخرهم ونهب أموالهم ودوابهم وسلاحهم، فأرسل إليه صلاح الدين يلومه ويُقبح فعله وغدره ويتوعده إن لم يطلق الأسرى والأموال، فلما رفض أرسل صلاح الدين، الذي كان آنئذ في دمشق، إلى جميع الأطراف باستدعاء العساكر لحرب أرناط، وتوجه بنفسه إلى بصرى، ومنها إلى الأردن ونزل بثغر الأقحوان.
عبر صلاح الدين نهر الأردن في 9 جمادى الآخرة سنة 579 هـ، الموافق 29 سبتمبر سنة 1183م، لمهاجمة بيسان التي وجدها خاوية. وفي اليوم التالي، أضرمت قواته النار في البلدة، وساروا غربًا، ليعترضوا تعزيزات الصليبيين من حصني الكرك والشوبك على طول طريق نابلس وأسروا عددًا منهم. وفي تلك الأثناء، كانت قوة الصليبيين الرئيسية بقيادة غي آل لوزنيان، قرين ملكة القدس سيبيلا أخت بلدوين، قد تحركت من صفورية إلى العفولة. أرسل صلاح الدين الأيوبي 500 مقاتل لمناوشة قوات الصليبيين، وسار بنفسه إلى عين جالوت. وعندما تقدمت القوات الصليبية، والتي كانت أكبر قوة جمعتها المملكة من مواردها الخاصة، ولكنها كانت لا تزال أقل من قوات المسلمين، تراجع الأيوبيون تراجعًا غير متوقع إلى عين جالوت. رغم وجود بضع الغارات الأيوبية، بما في ذلك الهجمات على زرعين والطيبة وجبل طابور، لم يشارك الصليبيون بكامل قواتهم في معركة العفولة، التي قاد فيها صلاح الدين رجاله عبر النهر منسحبًا ببطء.
ومع ذلك، أثارت المزيد من الهجمات الصليبية غضب صلاح الدين الأيوبي. فقد استمر أرناط آل شاتيون يهاجم القوافل التجارية العائدة للمسلمين وطرق الحج بأسطول في البحر الأحمر، وهو الممر المائي الذي كان من اللازم لصلاح الدين بقائه مفتوحًا. وردًا على ذلك، بنى صلاح الدين أسطولاً من 30 سفينة لمهاجمة بيروت في عام 1182م. هدد رينالد بمهاجمة مدن المسلمين المقدسة مكة والمدينة المنورة، وهو ما رد عليه صلاح الدين بمحاصرة الكرك قلعة أرناط الحصينة مرتين، عامي 1183 و1184، فردّ رينالد بنهب قافلة حجيج عام 1185، ووفقًا لمؤرخ القرن الثالث عشر الإفرنجي وليم الصوري، فقد قبض أرناط على أخت صلاح الدين في تلك الغارة على القافلة، وهو ما لم تثبته المصادر المعاصرة، سواءً الإسلامية أو الأوروبية، وذكرت بدلاً من ذلك أن أرناط هاجم القافلة، وأن جند صلاح الدين حموا شقيقته وابنها حتى وصلوا دون أي ضرر.
بعد أن استعصى حصن الكرك المنيع على صلاح الدين أدار وجهه وجهة أخرى وعاود مهاجمة عز الدين مسعود بن مودود الزنكي في نواحي الموصل التي كان قد بدأت جهوده في ضمها سنة 1182م، إلا أن تحالف عز الدين مع حاكم أذربيجان ومملكة جبال، والذي أرسل جنوده عبر جبال زاغروس عام 1185م، جعل صلاح الدين يتردد في هجومه. وحينما علم المدافعون عن الموصل، بأن تعزيزات في طريقها إليهم، ارتفعت معنوياتهم وزادوا من جهودهم، وقد تزامن ذلك مع مرض صلاح الدين، لذا ففي شهر مارس من سنة 1186م، وُقِّع على معاهدة سلام.

### معركة حطين

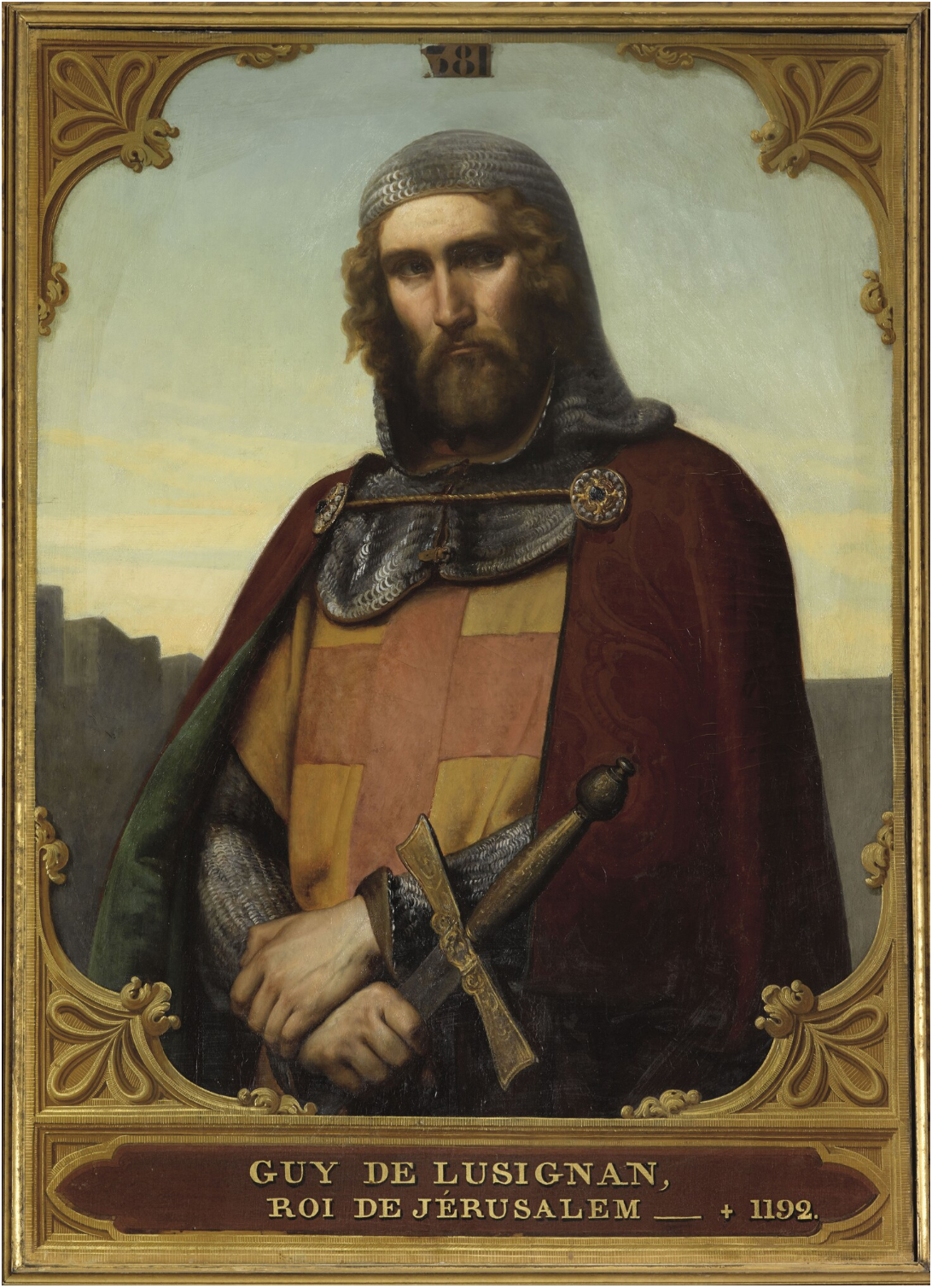
غي آل لوزينيان، ملك بيت المقدس (1186–1192)، شهد عهده القصير معركة حطين واسترجاع المسلمين للقدس.

كان المرض قد اشتد على ملك بيت المقدس بلدوين الرابع، في سنة 1185م وما لبث أن توفي في ذلك العام بعد أن سمّى ابن شقيقته بلدوين الخامس خلفًا له، لكن الأخير ما لبث أن توفي خلال سنة، فتولّت العرش والدته سيبيلا، التي ما لبثت أن توّجت زوجها الثاني غي آل لوزينيان ملكًا، وكان الأخير قد خُطط له أن يكون وصي العرش بعد بلدوين الرابع، لكن تحالفه مع أرناط وخرقهما للهدنة مع صلاح الدين ومهاجمتهما لقوافل المسلمين التجارية وقوافل الحجاج، الأمر الذي جعل صلاح الدين يُحاصر الكرك، جعلت بلدوين الرابع يعدل عن تسميته خلفًا له بعد مماته. وعندما تولّى غي عرش بيت المقدس ظهرت الانشقاقات بين الصليبيين وتوسعت، فلم يكن عدد من الأمراء راضيًا عن توليه، ومن هؤلاء ريموند الثالث «القمص» صاحب طرابلس، الذي دفعه غيظه إلى مراسلة صلاح الدين ومصادقته واتفق معه ألا يحاربه ولا يرفع عليه سيف، فقال له: «أنني أملك طبريا أنزل عليها وأستولي عليها وأنا أتركها لك فتقوى بها على الفرنجة وتضعف قلوبهم». فذهب صلاح الدين ونزل قريبًا من طبريا فسلمها له صاحب طرابلس، وسمع ملك الفرنجة المتوج حديثًا ما حدث، فحشد العامة في البلاد مع عساكر الساحل وسار للقاء صلاح الدين، وانضم إليه صاحب طرابلس ليتستر على فعله.

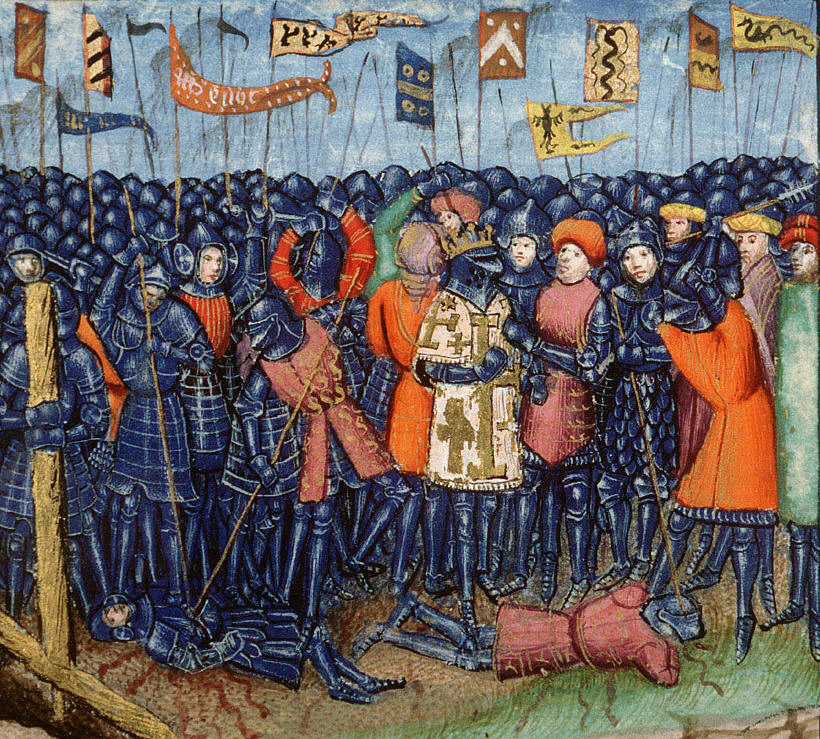
معركة حطين بين الصليبيين والمسلمين.

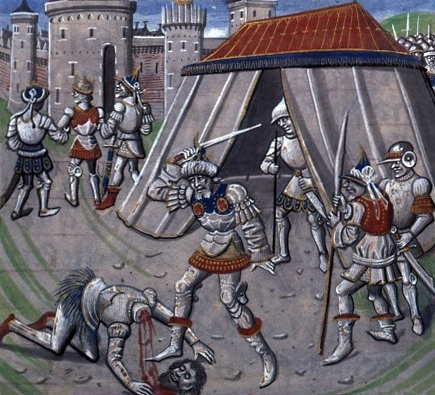
صلاح الدين يُعدم أرناط صاحب الكرك بيده.

في يوم السبت 25 ربيع الآخر سنة 583 هـ، الموافق فيه 5 يوليو سنة 1187م، نزل الصليبيون قرون حطين، وكان صلاح الدين قد سبقهم إلى هناك وتمركز جيشه في المنطقة العليا منها حيث نبع المياه، وكانت تجهيزات الفرنجة الحربية الثقيلة هي سبب تأخرهم في الوصول، ولمّا حصل ووصلوا إلى الموقع كانوا هالكين من العطش لدرجة أنهم شربوا الخمر بدلاً من الماء فسكر منهم الكثير، وهاجموا جيش صلاح الدين فقُتل من الفريقين عدد من الجنود، وكان الصليبيون متحمسين في البداية للحصول على الماء فهزموا المسلمين في أول النهار ولكن دارت الدوائر في آخر النهار، فانقض الأيوبيون على الجيش الصليبي ومزقوا صفوفه، واستمرت المعركة ساعات طويلة، وما أن انقشع غبارها حتى تبيّن مدى الكارثة التي لحقت بالصليبيين، فقد خسروا زهرة شباب جنودهم، وقُتل العديد من الفرسان والضبّاط المخضرمين، ووقع الملك غي آل لوزينيان وأخوه وأرناط صاحب الكرك وغيرهم من كبار الصليبيين بالأسر. أما ريموند الثالث صاحب طرابلس، فقد تظاهر بالهجوم على المسلمين، فمر بين صفوفهم وذهب ولم يرجع كأنه انهزم، واتجه إلى مدينة صور ومكث بها.

بعد هذا النصر جلس صلاح الدين في خيمته، وأمر بإحضار الملك غي وأخوه وأرناط، فلمّا مثلوا أمامه قدّم للملك شربة من جلاّب وثلج، فشربها وكان على أشد حال من العطش، ثم ناولها لأرناط، فقال صلاح الدين للترجمان: «إنما ناولتك، ولم آذن لك أن تسقيه، هذا لا عهد له عندي»،  وذلك كون العادة السائدة كانت أنه لو شرب الأسير أو أكل من مال من أسرة أمن، وكان صلاح الدين قد نذر أنه لو ظفر بأرناط قتله بعد أن قتل من المسلمين خلقًا كثيرًا. بعد ذلك أمر صلاح الدين بإحضار بعض الطعام للملك غي، وما أن انتهى حتى أمر بإحضار أرناط، وأوقفه بين يديه ثم قال له: «نعم أنا أنوب عن رسول الله  في الانتصار لأمته»،  ودعاه إلى اعتناق الإسلام، فرفض وقال ما يتضمن الاستخفاف بالنبي محمد، فسلّ صلاح الدين سيفه ودق عنق أرناط، وأمسكه الجنود وأخرجوا جثته ورموها على باب الخيمة، ورآه الملك غي يتخبط في دمائه ويلفظ أنفاسه الأخيرة فخاف وشحب لونه معتقدًا أنه لاحق به، فاستحضره صلاح الدين وطيّب قلبه وقال له: 
| صلاح الدين الأيوبي | أنا أحدثك حديث الأمراء، لا تخاف يا ملك فلن تموت اليوم، بل تحيا ولو بقي في قومك بقية كنت أملكك عليهم وأساعدك بمالي ورجالي طول أيام حياتك. إن سبب ما فعلته به أن الكرك كانت طريق التجار والمسافرين فكان يعتدى على القوافل بظلم وعنف، وكان ملوك المسلمين نور الدين وغيره يطلبون الصلح معه ليخففوا ضرره على المسلمين، فكان يوافقهم مرة ولا يعتدي على التجار وألف مرة يعتدي. فلما تملّكت وحكمت البلاد أرسلت له وهاديته بمال كثير وخلع.. فحلف لرسولي أنه لن يؤذي المسلمين وسيترك التجار بلا ضرر ويمهد لهم الطريق ولن يعتدي أي واحد من أصحابه عليهم، وبعد الصلح بثلاثة أيام عبرت قافلة قاصدة دمشق فساقها بجمالها ورجالها وأموالها وذهب بها إلى الكرك فأسر رجالها وأخذ الأموال فلما عرفت بأمر نقوضه العهد كتمت الغيظ ونذرت لله أنني متى ظفرت به أذبحه واقطع رقبته، فلا تلومني يا ملك. | صلاح الدين الأيوبي |

ثم استدعى خادمه وسأله أن يحضر شراب فجاء به فأخذه بيده وشرب منه وناوله للملك فشربه وأعطى له ولأصحابه خيمة وجعل عليها حراسًا لحراسته واحتفظ به، وأرسله إلى دمشق أسيرًا، يرافقه القاضي ابن أبي عصرون، حتى تنتهي الحرب وتُفتتح القدس، وأرسل معه أيضًا صليب الصلبوت، وهو الصليب الأعظم عند الصليبيين والذي قيل بأن فيه قطعة من الخشبة التي صُلب عليها المسيح، وكان يُغلّف بالذهب واللآلئ و|الجواهر النفيسة، وكان يتقدم الجيش الصليبي على الدوام، وحملوه معهم يوم حطين، وأودع في قلعة دمشق عند وصوله.

### تحرير الساحل الشامي

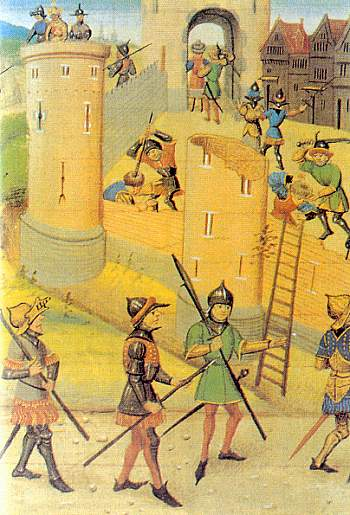
حصار الأيوبيين لمدينة يافا.

رأى صلاح الدين ألا يتوجه مباشرة لفتح القدس بعد انتصار حطين، وإنما رأى أنه من الأسلم أن يسير لفتح مدن الساحل ومن ثم الهجوم على القدس، فرحل طالبًا عكا وكان نزوله عليها يوم الأربعاء، وقاتل الصليبيين بها بكرة يوم الخميس مستهل جمادى الأولى سنة 583 هـ، فأخذها وأنقذ من كان بها من أسرى المسلمين، وكانوا أكثر من 4 آلاف شخص، واستولى على ما فيها من الأموال والذخائر والبضائع كونها كانت المرفأ التجاري الرئيسي للصليبيين ونافذتهم على وطنهم الأم في أوروبا. ثم تفرقت الجنود الأيوبية في الساحل يأخذون الحصون والقلاع والأماكن المنيعة، ففتحوا نابلس وحيفا والناصرة وقيسارية وصفورية بعد أن خلا معظمها من الرجال إما لمصرعهم على أرض المعركة أو لوقوعهم في الأسر أو لهربهم من أمام الجيش الأيوبي بعد أن قل عددهم. ولمّا استقرت قواعد عكا، قسّم صلاح الدين أموالها بين أهلها، وأبقى بعض القادة الصليبيين في الأسر وأطلق سراح بعض الجنود، ثم سار يطلب قلعة تبنين، فوصلها يوم الأحد في 11 جمادى الأولى من نفس السنة، فنصب عليها المناجيق وضيّق عليها الحصار، وقاومت حاميتها مقاومة عنيفة قبل أن تستسلم ويدخلها الجيش الأيوبي، ثم ارتحل بعد ذلك قاصدًا صيدا وتسلمها في اليوم التالي لوصوله.
وفي أثناء توجه صلاح الدين لفتح بيروت في سنة 1187م، لقيه الأمير جمال الدين حجي التنوخي في بلدة خلدة وسار معه لحصار المدينة، فضرب الاثنان عليها الحصار ودخلوها بعد 7 أيام، وكافأ صلاح الدين الأمير التنوخي على ولائه له وثبته على إقطاعات آبائه وأجداده وزاد عليها حتى شملت منطقة الغرب كلها، الممتدة من جنوبي بيروت حتى أعالي جبل لبنان، وكذلك فعل مع الأمراء الشهابيين في سهل البقاع، فقد كان هؤلاء يقاتلون الصليبيين طيلة فترة من الزمن انتهت باستيلائهم على حاصبيا وما حولها، فسُرّ صلاح الدين بذلك وولّى الأمير منقذ الشهابي على البلاد التي فتحها. وفي أثناء حصار صلاح الدين لبيروت، كانت فرقة عسكرية أيوبية قد استرجعت جبيل من أيدي الصليبيين، ولمّا فرغ من هذا الجانب رأى أن قصده عسقلان أولى لأن حصارها وفتحها أيسر من حصار صور، فأتى عسقلان وتسلّم في طريقه إليها مواقع كثيرة كالرملة والداروم، وأقام في عسقلان المناجيق وقاتلها قتالاً شديدًا حتى استسلمت حاميتها، وأقام عليها إلى أن تسلّم أصحابه غزة وبيت جبرين والنطرون بغير قتال، وهكذا كان صلاح الدين قد استرجع أغلب ساحل الشام، ولم يصمد في وجهه غير مدينتيّ طرابلس وصور وقسمًا من إمارة أنطاكية.

### فتح القدس

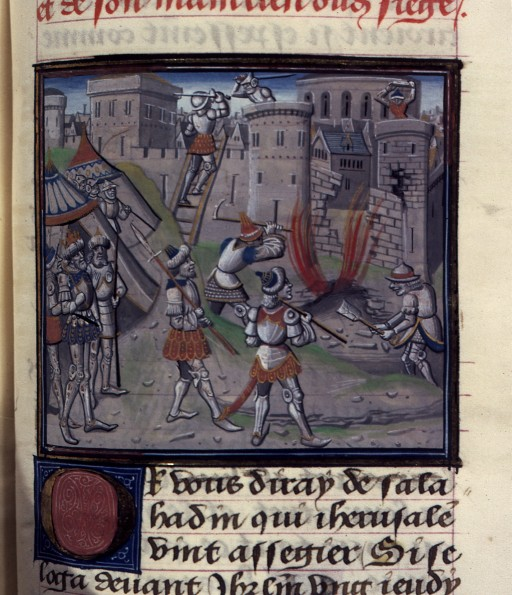
صلاح الدين وقد ضرب الحصار على القدس.

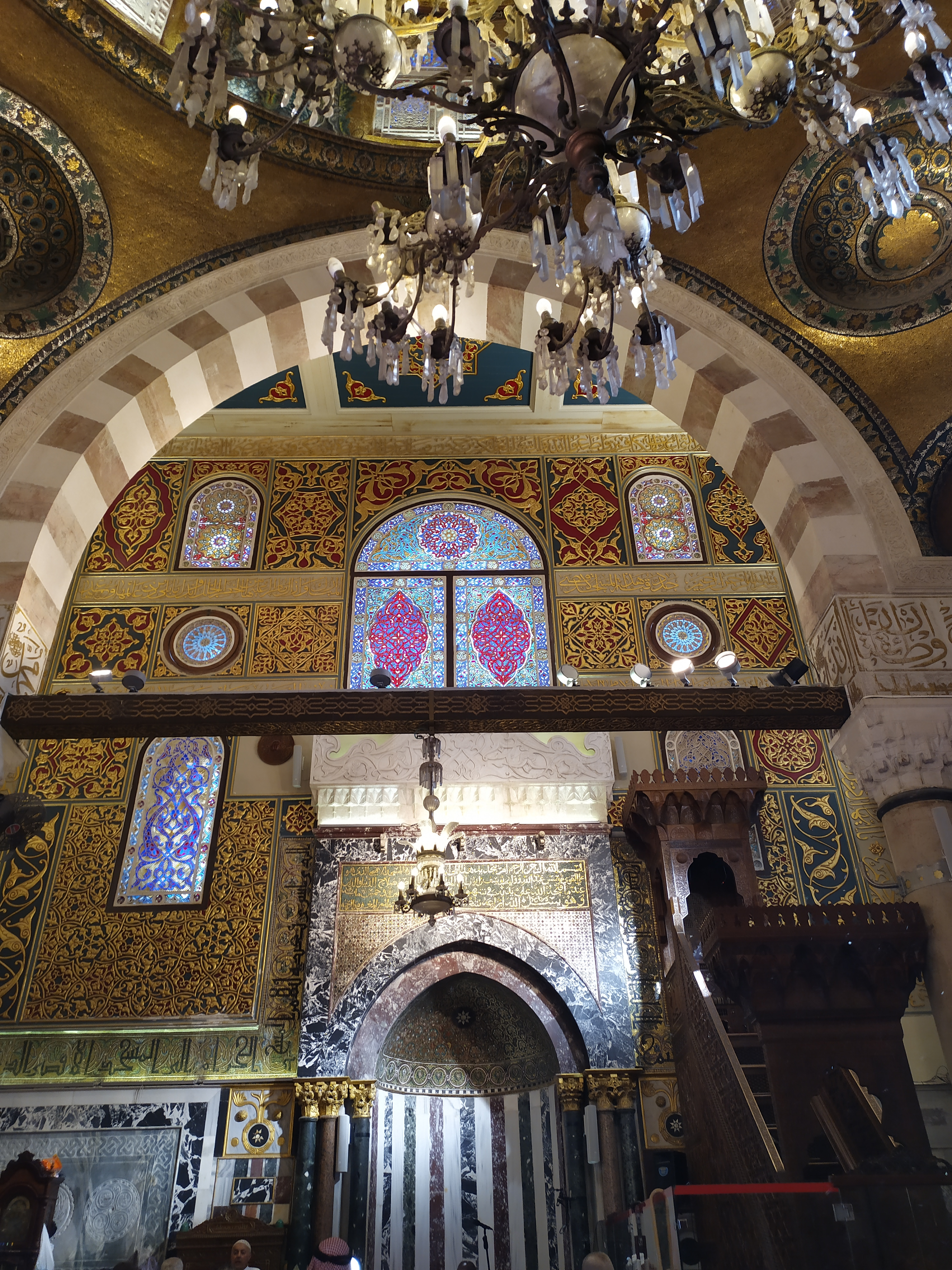
محراب ومنبر المصلى القبلي في المسجد الأقصى المبارك في القدس

ظل صلاح الدين في عسقلان حتى نظم إدارتها وسلمها إلى أحد مماليكه واسمه علم الدين قيصر، وأعطاه ولاية عسقلان والقطاع الذي حولها ورحل منها وتوجه إلى القدس لفتحها، ووصلها يوم الخميس في 11 رجب سنة 583 هـ، الموافق فيه 20 سبتمبر سنة 1187م، من جهة عين سلوان حتى يكون الماء قريب من جيشه وأمر جنده بمحاصرة المدينة في هيئة دائرية، وصلى المسلمين على الجبل الذي حولها يوم الجمعة، وزحفوا للقتال بعد الصلاة، ولم يكن في المدينة المقدسة قوة كبيرة لحمايتها من الهجوم الأيوبي، حيث لم يزيد عدد الجنود عن 1400 جندي، أما الباقون فكانوا من الفقراء والأهالي الذين لا خبرة لديهم في القتال وكان باليان بن بارزان فارس من فرسان الفرنجة الكبار يسكن مدينة القدس ويتولى شؤونها منذ أن غادرها الملك غي، وكان باليان هذا هو صاحب مدينة الرملة، وقاد القتال في ذلك اليوم وانضم إليه الكهنة والشمامسة، وكان ماهرًا في إدارة القتال وتوجيه المقاتلين أمام قوات صلاح الدين، وكان خوفه الأكبر أن يقتل المسلمين كل مسيحيي القدس عند دخولهم كما فعل الصليبيون عندما فتحوا المدينة قبل ما يزيد عن قرن من الزمن، فحث السكان أن يدافعوا عن حياتهم ومقدساتهم حتى الرمق الأخير، وعندما أرسل له صلاح الدين أن يسلم المدينة ويطلب الأمان لم يفعل، وأصر على القتال واستمر في الحرب لمدة 14 يومًا.
ولما رأى صلاح الدين أن الحرب ستكون شديدة ولم يقدر على احتلال مدينة القدس، أحضر يوسف البطيط، وهو رجل مسيحي أرثوذكسي مقدسي، انتقل إلى مدينة دمشق وسكن فيها وكان له معرفة بأمراء مسلمين وفرنجة، وكان ممن يعرفهم صلاح الدين، وكان يعرف كذلك أبوه وعمه أسد الدين شيركوه وهم بدمشق في خدمة نور الدين زنكي قبل أن يحكموا مصر، ولما ملك صلاح الدين مصر وحكمها، جاء إليهم ليعمل معهم فاستخدمه الملك العادل أبو بكر أخو صلاح الدين وأعطاه عطايا، وسكنًا في قصر الخليفة في قاعة باب الذهب في القصر الشرقي بالقاهرة، واستخدمه صلاح الدين لمراسلة الفرنجة، وكان يعرف أحوال البلاد وأهلها كما كان يعرف كبار فرسان تلك البلاد، فطلب منه أن يتفق مع المسيحيين الأرثوذكس من عرب وروم يوعدهم بالخير والعفو عنهم إذا لم يساعدوا الفرنجة في القتال وأن يسلموا المدينة لصلاح الدين من الجهة التي يسكنون بها في القدس فيُهلكوا الفرنجة، الذين رفض صلاح الدين أن يعفي عنهم بحال فتح المدينة، حتى هدد باليان بقتل الرهائن المسلمين، والذين يُقدّر عددهم بأربعة الآف مسلم، وتدمير الأماكن الإسلامية المقدسة، أي قبة الصخرة والمسجد القبلي، اللذان يُشكلان المسجد الأقصى، إذا لم يعف صلاح الدين عنهم.

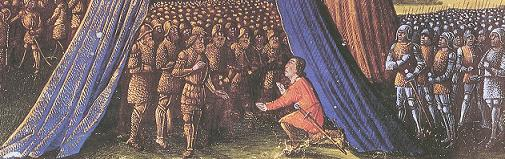
باليان بن بارزان صاحب الرملة ونابلس وحامي القدس، يُسلّم المدينة للسلطان صلاح الدين الأيوبي.

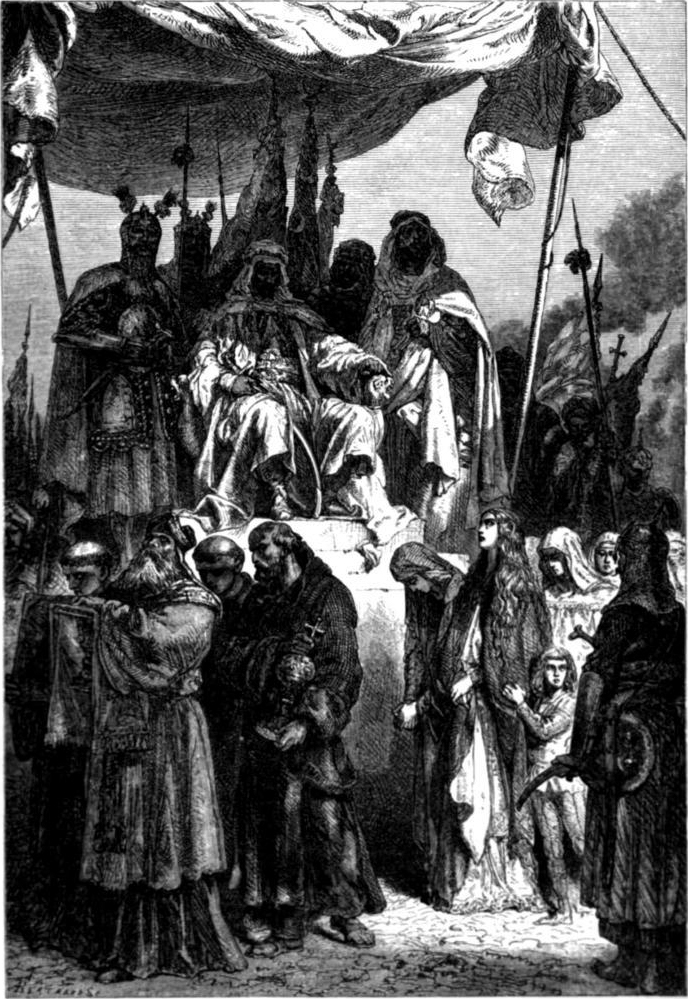
السكّان الفرنجة بين يديّ صلاح الدين بعد استرجاعه للقدس.

استشار صلاح الدين الأيوبي مجلسه وقبل هذه الشروط، على أن تُدفع فدية على كل من فيها مقدارها عشرة دنانير من كل رجل وخمسة دنانير من كل امرأة ودينارين عن كل صبي وكل صبية لم يبلغ سن الرشد، فمن أدى ما عليه في المهلة التي قدرها أربعين يومًا، صار حرًا. ثم سمح صلاح الدين بعد أن انقضت المهلة لمن لم يستطع الدفع منهم بالمغادرة دون فدية، ولكن بِيعت معظم المقاتلة منهم عبيدًا. دخل صلاح الدين المدينة في ليلة المعراج يوم 27 رجب سنة 583 هـ، الموافق فيه 2 أكتوبر سنة 1187م، وسمح لليهود بالعودة للمدينة،  وهو ما دفع سكان عسقلان من اليهود للسكن بالقدس. وأغلق صلاح الدين كنيسة القيامة بوجه الفرنجة بعد فتح المدينة، وأمر بترميم المحراب العمري القديم وحمل منبر مليح من حلب كان الملك نور الدين محمود بن زنكي قد أمر بصنعه ليوضع في المسجد الأقصى متى فُتح بيت المقدس، فأمر صلاح الدين بحمله من حلب ونُصب بالمسجد الأقصى، وأزيل ما هناك من آثار مسيحية منها الصليب الذي رفعه الإفرنج على قبة المسجد، وغُسلت الصخرة المقدسة بعدة أحمال ماء ورد وبُخّرت وفُرشت ورُتّب في المسجد من يقوم بوظائفه وجُعلت به مدرسة للفقهاء الشافعية، ثم أعاد صلاح الدين فتح الكنيسة وقرر على من يرد إليها من الفرنج ضريبة يؤديها.
وقد ابتهج المسلمون ابتهاجًا عظيمًا بعودة القدس إلى ربوع الأراضي الإسلامية والخلافة العباسية، وحضر ناس كثيرون ليسلموا على السلطان ومن هؤلاء الرشيد أبو محمد عبد الرحمن بن بدر بن الحسن بن مفرج النابلسي، الشاعر المشهور، فأنشد صلاح الدين قصيدة طويلة من مائة بيت يمدحه ويُهنئه بالفتح، ومما جاء في القصيدة:

### حصار صور وعكا

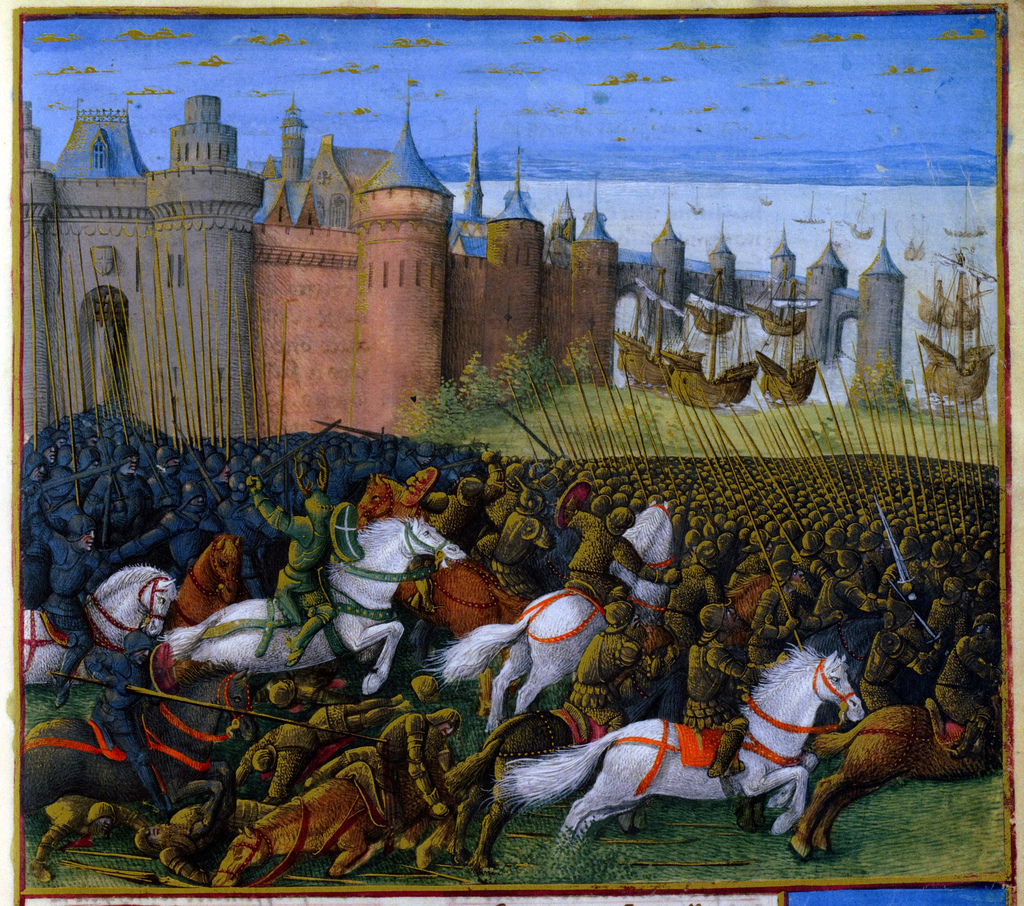
حصار الجيش الأيوبي لصور سنة 1187.

كان معظم أمراء الفرنجة وفرسانها يذهبون إلى المدن الحصينة التي ما زالت في أيديهم مثل أنطاكية وصور، وكانت الأخيرة يحكمها ملك من ملوك أوروبا هو كونراد مركيز مونفيراتو، ويقول البعض أنه رومي ابن اخت إمبراطور القسطنطينية. وكانت صور أكثر أهمية من الناحية الاستراتيجية من القدس، لذا كان من المتوقع أن يقوم صلاح الدين بفتحها أولاً، لكنه فضّل استرجاع المدينة المقدسة أولاً ليرفع من معنويات المسلمين قبل التوجه لحصار المدينة المحصنة. وقبل حصار صور توجّه صلاح الدين بجيشه إلى قلعة صفد وحاصرها سبعة شهور، ولمّا نفذ الطعام وجاعت الحامية اضطروا أن يسلموا القلعة له وطلب الأمان، وعندما غادرها جنود الفرنجة وفرسانهم ذهبوا إلى صور وكانت كل قلعة أو حصن أو مدينة تطلب الأمان ويسلمونها إلى صلاح الدين، كان الفرنجة يغادرونها إلى صور فقويت بوجود فرسان الفرنجة فيها، فصمدت في وجه صلاح الدين سنة كاملة، أضف إلى ذلك أن المركيز ظلّ يقوّي ويحمي ويدبر احتياجات المدينة طيلة أيام الحصار، حتى دبّ اليأس إلى فؤاد السلطان، ففك الحصار عنها مؤجلاً تحقيق الفتح إلى فرصة قادمة. وفي سنة 1188م أطلق صلاح الدين سراح الملك غي آل لوزينيان وأعاده إلى زوجته سيبيلا، فذهبا ليعيشا في طرابلس، ثم توجها إلى أنطاكية، قبل أن يُقررا الذهاب إلى صور، لكن كونراد رفض السماح لهما بالدخول إلى المدينة كونه لم يعترف بشرعيّة ملكيّة غي.

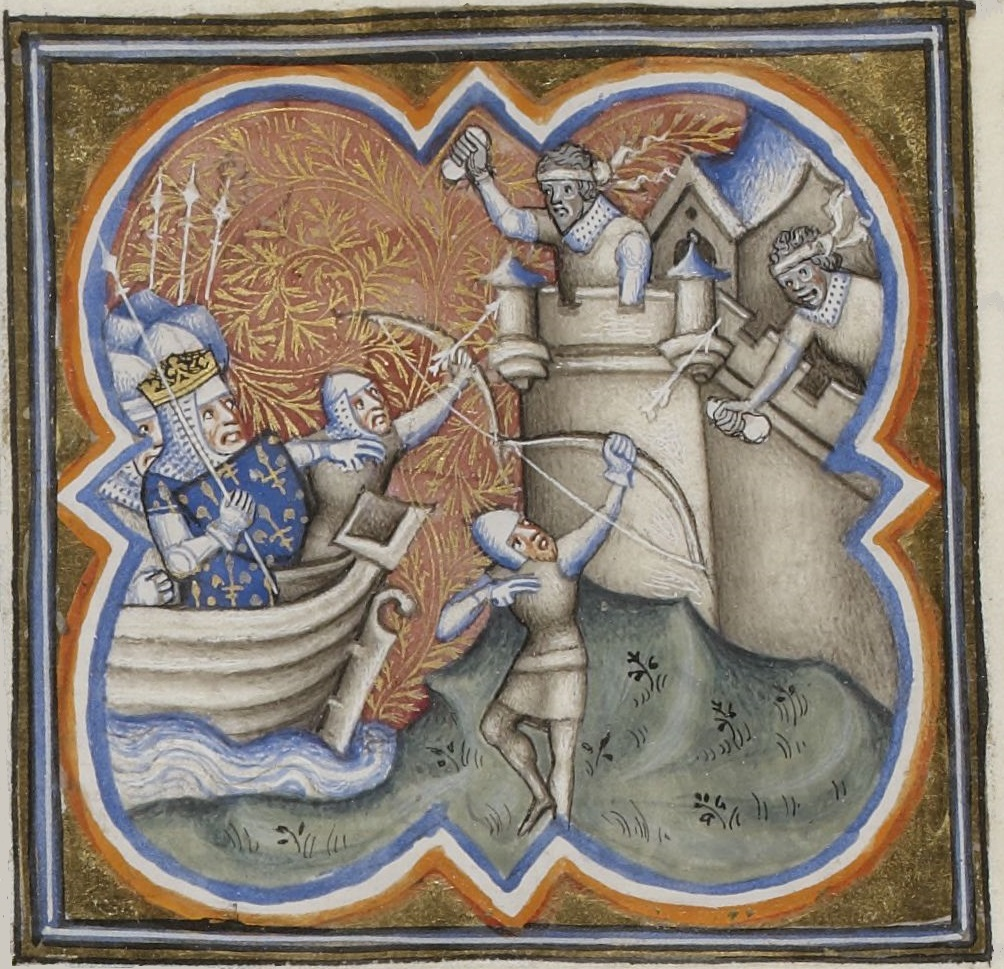
حصار عكا.

وبعد أن انصرف صلاح الدين عن صفد واصل فتح المدن والقلاع ففتح جبلة واللاذقية وحصون صهيون وبكاس والشغر وسرمينية وبرزية ودرب ساك والكرك وكوكب، كما سعى بوهمند الثالث صاحب أنطاكية لمهادنة صلاح الدين لمدة ثمانية أشهر، فقبل صلاح الدين ذلك على أن يطلق بوهمند من عنده من أسرى المسلمين. لما ضجت صور بمن لجأ إليها من الفرنجة، قام بعض رهبانهم وقسيسيهم بشحن الفرنجة للثأر لفقدان بيت المقدس، فرأوا أن يهاجموا عكا، فجمعوا قواتهم وضربوا عليها حصارًا بريًا بحريًا في 15 رجب 585 هـ الموافق 28 أغسطس 1189م. استنجدت حامية المدينة بصلاح الدين فأرسل إلى عماله وحلفاؤه يطالبهم بالإسراع إلى نجدة المدينة، فوافاه عسكر الموصل وآمد وسنجار وغيرها من بلاد الجزيرة وحران والرُّها، كما وافاه أخاه الملك العادل أبو بكر بن أيوب في جند مصر والأسطول المصري بقيادة حسام الدين لؤلؤ، فدارت بين الفريقين معارك عظيمة لم يكتب فيها الغلبة لأي من الفريقين.

### الحملة الصليبية الثالثة

السلطنة الأيوبية بعد استرجاع بيت المقدس وساحل الشام، وعند وصول الحملة الصليبية الثالثة.

كانت معركة حطين وفتح القدس سببين رئيسيين لخروج الحملة الصليبية الثالثة، حيث حثّ البابا غريغوري الثامن ملوك أوروبا على شن حملة صليبية جديدة لاستعادة بيت المقدس، فكان أول من لبى النداء الإمبراطور الألماني فريدريش بربروسا الإمبراطور الروماني المقدس الذي سار بجيشه برًا عبر المجر ورومانيا حتى بلغ القسطنطينية، والتي كان إمبراطورها إسحق الثاني قد تحالف سرًا مع صلاح الدين، ألاّ يسمح أحدهما لأي قوّات بتهديد أراضي الآخر، إلا أنه لم يقوى على منع قوات فريدريش لكثرة عددهم، لكنه لم يسمح بتزويدهم بالمؤن. راسل فريدريش أبناء سلطان سلاجقة الروم قلج أرسلان الثاني وقد كانوا قد حجروا على أبيهم، للمرور من خلال أراضيهم، فسمحوا له، وأرسل قلج أرسلان الثاني يعتذر لصلاح الدين على عدم قدرته على منع الألمان من المرور من أراضيه، فبلغت الرسل صلاح الدين وهو يحاصر عكا.
رغم ذلك، فقد فشلت حملة فريدريش في الوصول إلى الشرق، لطول المسافة وحلول الشتاء على الجيش المرتحل ومقاومة بعض أمراء المناطق التي مرت بها الحملة للجيش الغازي وقلة المؤن، خاصة بعد امتناع إسحق الثاني إمبراطور الروم عن إمدادهم بالمؤن، إضافة إلى غرق فريدريش بربروسا نفسه في أحد الأنهار بالقرب من أنطاكية، والخلافات التي تبعت وفاته على من يخلفه، وقد أثارت أنباء فشل حملة بربروسا الغبطة في المعسكر المسلم المدافع عن عكا.

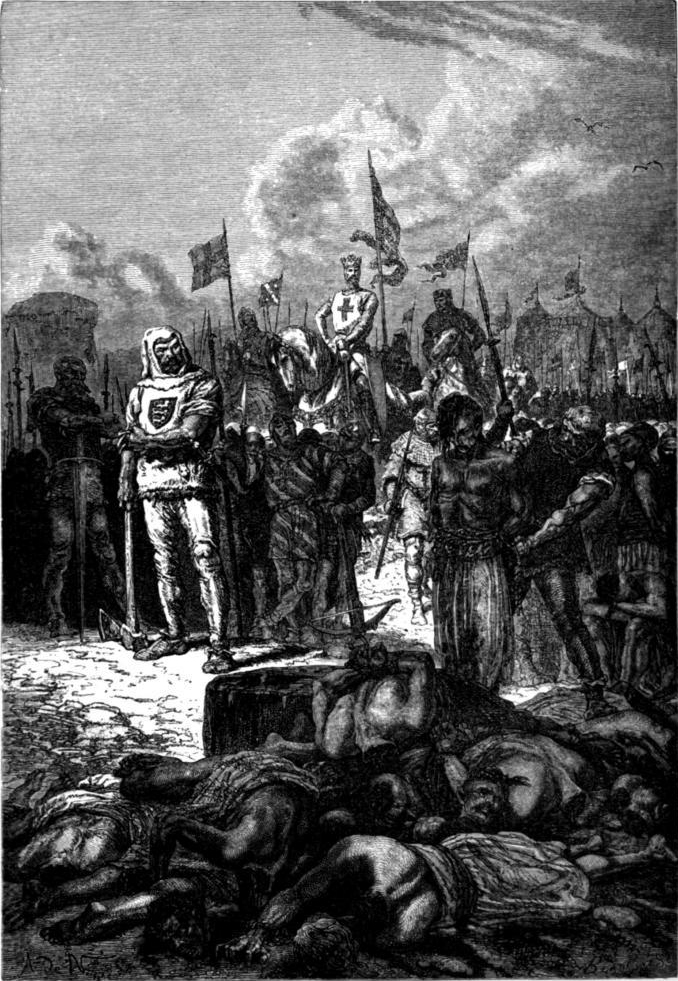
«إعدام السراسنة»، رسم يُظهر الملك ريتشارد الأول «قلب الأسد» وهو يُعدم السجناء المسلمين بعد استرجاعه مدينة عكا.

لم تتوقف الحملة عند ذلك، بل تصدى لتلك الحملة أيضًا ملكان من أكبر ملوك أوروبا في ذلك الوقت هما ريِتشارد الأول «قلب الأسد» ملك إنجلترا وفيليپ أغسطس ملك فرنسا، اللذان مُوِّلاها بفرض ضريبة خاصة عُرفت بعشور صلاح الدين (بالإنجليزية: Saladin tithe) (بالفرنسية: Dîme saladine)، في إنجلترا وأجزاء من فرنسا، وانضما إلى حصار عكا، التي سقطت في عام 587 هـ، الموافق لعام 1191م، أمام القوات التي يقودها ريتشارد، وأُعدم فيها ثلاثة آلاف سجين مسلم منهم نساء وأطفال. ردّ صلاح الدين بقتل كل الفرنجة الذين أسرهم بين 28 أغسطس و10 سبتمبر، وفي 15 شعبان سنة 587 هـ، الموافق فيه 7 سبتمبر سنة 1191م، اشتبكت جيوش صلاح الدين مع جيوش الصليبيين بقيادة ريتشارد قلب الأسد في معركة أرسوف التي انهزم فيها صلاح الدين، إلا أن الصليبيين لم يتمكنوا من التوغل في الداخل وبقوا على الساحل، وبقيت الحرب سجال بين الفريقين، وفشلت كل محاولات الفرنجة لغزو القدس.
لجأ الفريقان بعد ذلك إلى الصلح، وعقدت هدنة في 20 شعبان سنة 588 هـ، الموافق فيه 1 سبتمبر سنة 1192م، لمدة ثلاث سنوات وثمانية أشهر تبدأ من ذاك التاريخ، بعد أن أجهدت الحرب الفريقين، التي بموجبها تنحصر مملكة بيت المقدس الصليبية في شريط ساحلي ما بين يافا وصور، وتظل القدس في أيدي المسلمين مع السماح للمسيحيين بالحج إليها. ومع ذلك، كانت علاقة صلاح الدين مع ريتشارد يسودها الاحترام المتبادل والشهامة بعيدًا عن التنافس العسكري، فعندما أصيب ريتشارد بالحمى، عرض صلاح الدين الأيوبي عليه خدمات طبيبه الشخصي، وأرسل إليه فاكهة مثلجة. وفي أرسوف، عندما فقد ريتشارد جواده، أرسل إليه صلاح الدين الأيوبي اثنين محله. كما عرض ريتشارد على صلاح الدين فلسطين موحدة للمسيحيين الأوروبيين والمسلمين عن طريق تزويج أخت ريتشارد الأول بأخي صلاح الدين وأن تكون القدس هدية زفافهما، على أن يكون ما فتحه المسلمون تحت حكم العادل وما بيد الفرنجة تحت حكم أخت ريتشارد، إلا أن الأمر لم يتم. إلا أن الرجلين لم يلتقيا أبدًا وجهًا لوجه وكان التواصل بينهما بالكتابة أو بالرسل.
ولما تم الصلح سار صلاح الدين إلى بيت المقدس وحصّن أسوارها، وأدخل كنيسة صهيون داخل أسوارها، وبنى فيها مدرسة ورباطًا للخيل وبيمارستان، وغير ذلك من المصالح، وقضى بالمدينة شهر رمضان من سنة 588 هـ، ثم تركها في 5 شوال متوجهًا إلى دمشق حيث قضى آخر أيامه.

## وفاته

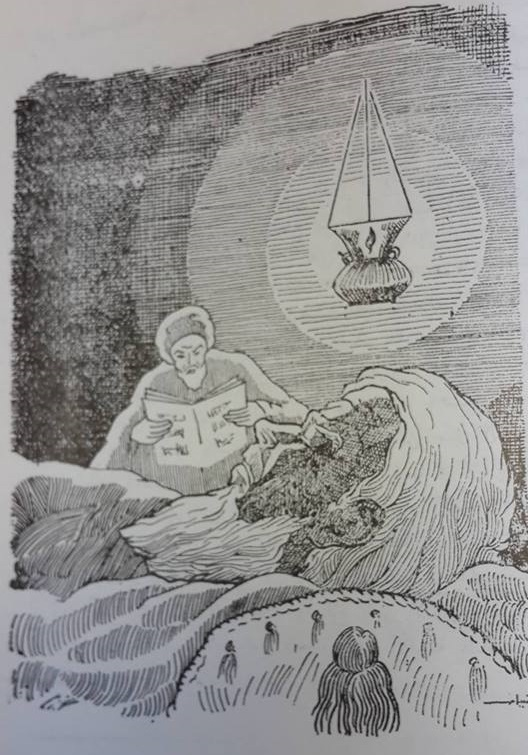
صلاح الدين على فراش الموت.

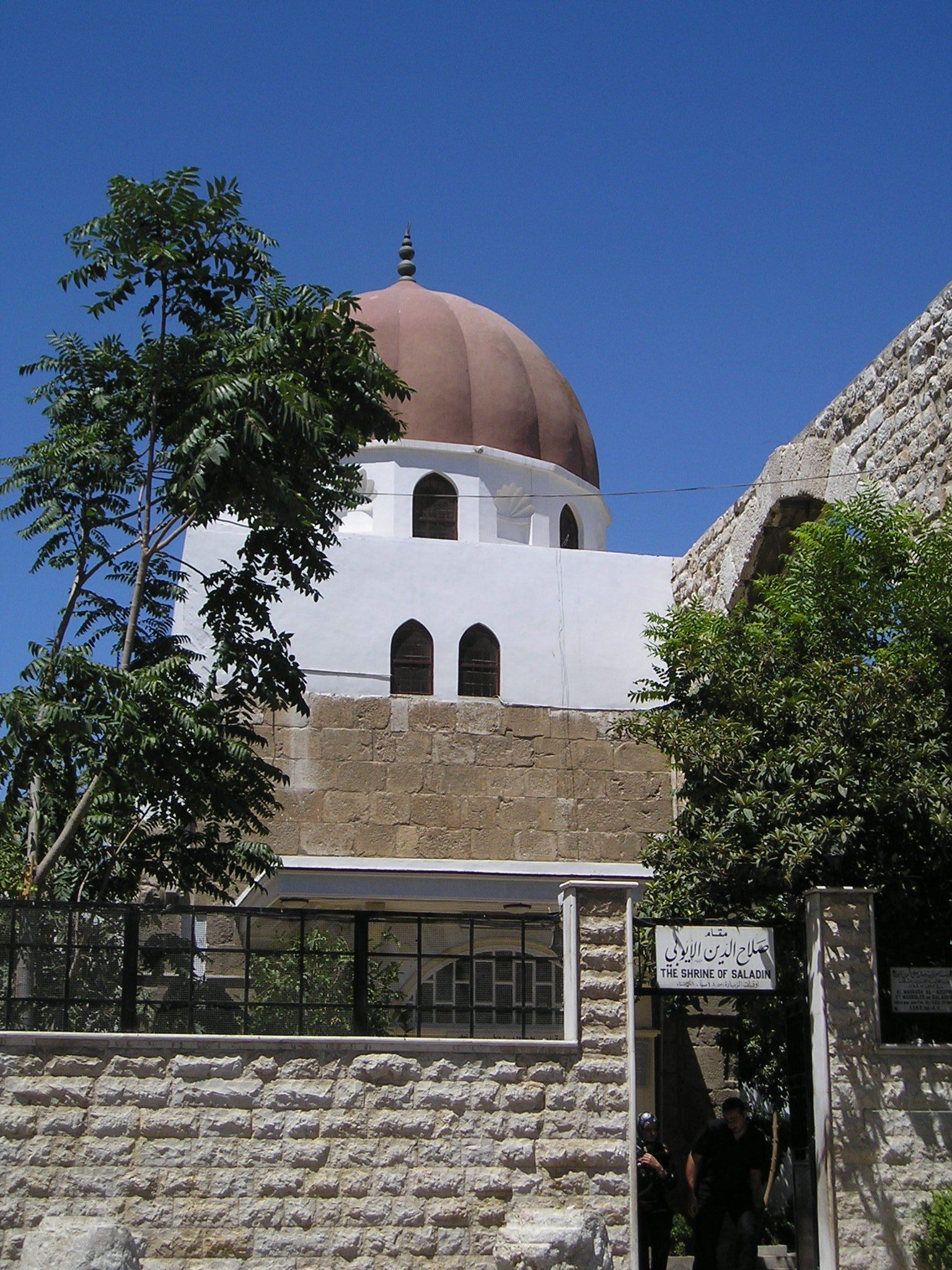
قبر صلاح الدين في دمشق.

كانت المواجهة مع الملك ريتشارد ومعاهدة الرملة آخر أعمال صلاح الدين، إذ أنه بعد وقت قصير من رحيل ريتشارد، مرض صلاح الدين بالحمى الصفراوية يوم السبت في 20 فبراير سنة 1193م، الموافق فيه 16 صفر سنة 589 هـ، وأصابه أرق فلم ينم الليل إلا قليلاً، وأخذ المرض يشتد ويزيد، حتى قال طبيبه الخاص، أن أجل السلطان أصبح قاب قوسين أو أدنى، واستمر المرض يشتد حتى انتهى إلى غاية الضعف، وبعد تسعة أيام حدثت له غشية وامتنع من تناول المشروب، ولمّا كان اليوم العاشر حُقن دفعتين، وحصل له من الحقن بعض الراحة، لكنه عاد واشتد عليه المرض حتى يأس الأطباء من حاله. توفي صلاح الدين فجر يوم الأربعاء في 4 مارس سنة 1193م، الموافق فيه 27 صفر سنة 589 هـ، فأفجع موته المسلمين عمومًا والدمشقيين خصوصًا، وبكاه الكثيرون عند تشييعه وقيل إن العاقل حتى كان ليُخيل له أن الدنيا كلها تصيح صوتًا واحدًا من شدة البكاء، وغشي الناس ما شغلهم عن الصلاة عليه، وتأسف الناس عليه حتى الفرنج لما كان من صدق وفائه،  ودُفن بعد صلاة عصر ذلك اليوم في المدرسة العزيزية قرب المسجد الأموي في دمشق، إلى جوار الملك نور الدين زنكي، وعندما فُتحت خزانته الشخصية لم يكن فيها ما يكفي من المال لجنازته، فلم يكن فيها سوى سبعة وأربعين درهمًا ناصريًا ودينارًا واحدًا ذهبًا، ولم يخلف ملكًا ولا دارًا، إذ كان قد أنفق معظم ماله في الصدقات.
في ساعة موته، كتب القاضي الفاضل، قاضي دمشق، إلى ولده الملك الظاهر صاحب حلب رسالة قال فيها: «﴿لَقَدْ كَانَ لَكُمْ فِي رَسُولِ اللَّهِ أُسْوَةٌ حَسَنَةٌ﴾۞﴿إِنَّ زَلْزَلَةَ السَّاعَةِ شَيْءٌ عَظِيمٌ﴾ كتبت إلى مولانا الملك الظاهر أحسن الله عزاءه، وجبر مصابه، وجعل فيه الخلف من السلف في الساعة المذكورة وقد زلزل المسلمون زلزالاً شديدًا، وقد حضرت الدموع المحاجر، وبلغت القلوب الحناجر، وقد ودعت أباك ومخدومي وداعًا لا تلاقي بعده وقبلت وجهه عني وعنك، وأسلمته إلى الله وحده مغلوب الحيلة، ضعيف القوة، راضيًا عن الله، ولا حول ولا قوة إلا بالله. وبالباب من الجنود المجندة، والأسلحة المعمدة ما لم يدفع البلاء، ولا ما يرد القضاء، تدمع العين، ويخشع القلب، ولا نقول إلا ما يرضي الرب، وإنا بك يا يوسف لمحزونون. وأما الوصايا، فما تحتاج إليها، والأراء، فقد شغلني المصاب عنها، وأما لائح الأمر، فإنه إن وقع اتفاق، فما عدمتم إلا شخصه الكريم، وإن كان غير ذلك، فالمصائب المستقبلة أهونها موته، وهو الهول العظيم والسلام».

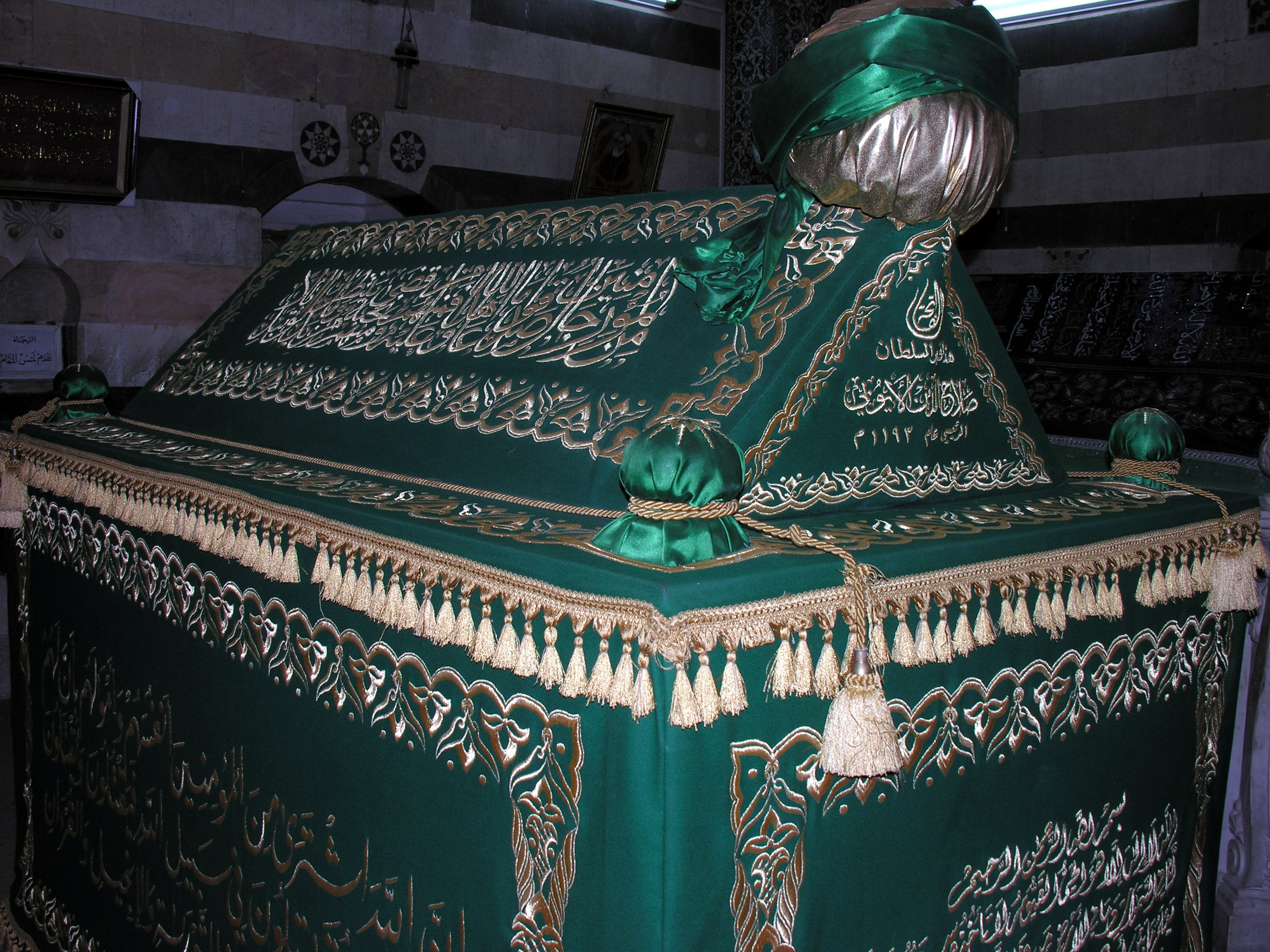
مقام صلاح الدين.

وكان ڤيلهلم الثاني إمبراطور ألمانيا عندما زار دمشق توجه إلى مدفن صلاح الدين ووضع باقة زهور جنائزية على قبره عليها نقش معناه «ملك بلا خوف ولا ملامة، علّم خصومه الفروسية الحقيقية»،  كما أهدى نعشًا رخاميًا للضريح إلا أن جثمان صلاح الدين لم يُنقل إليه، وبقي في النعش الخشبي، وذلك لأن الإسلام يُحّرم نبش القبور وإخراج الأموات لأغراض غير شرعيّة ويُصنّف ذلك انتهاكًا لحرمة القبر، لهذا بقي النعش الهدية في الضريح خاويًا إلى اليوم.

### الدولة الأيوبيّة بعد صلاح الدين
قسّم صلاح الدين دولته قبل وفاته بين أولاده وأفراد من عائلته، فجعل إمارة دمشق لابنه الأفضل نور الدين علي، وهو أكبر أولاده، وأوصى له بالسلطنة، وجعل الديار المصرية لولده العزيز عثمان، وإمارة حلب لولده الظاهر غازي غياث الدين، وترك الكرك والشوبك وبلاد جعبر وبلدانًا كثيرة قاطع الفرات لأخيه العادل، وحماة لابن أخيه محمد بن تقي الدين عمر، وحمص والرحبة وغيرها لحفيد عمه شيركوه، أسد الدين شيركوه بن ناصر، واليمن بمعاقله ومخاليفه في قبضة السلطان ظهير الدين سيف الإسلام طغتكين بن أيوب أخي صلاح الدين. ولم يلبث الخلاف أن دبّ بين أولاد صلاح الدين، مما جعل عمهم العادل يعزلهم ويقوم بتوحيد البيت الأيوبي تحت رايته. وكما فعل صلاح الدين من قبل، فعل أخوه الملك العادل، فقسّم أراضي دولته بين أبنائه وهو على قيد الحياة، ولكن هؤلاء الإخوة لم يكونوا على وفاق بعد وفاة أبيهم، فكانوا يُحاربون بعضهم بعضًا، بالرغم من أن الصليبيين كانوا يفيدون من هذا الخلاف، وبعدهم جاء أولادهم، فلم يكونوا خيرًا من آبائهم في صلاتهم فيما بينهم وبين أبناء عمهم، ولكن واحدًا منهم استطاع أن يلمع في ظلام هذا الخلاف، ذلك هو «الصالح أيوب»، حفيد الملك العادل، الذي أعاد توحيد دولة صلاح الدين تحت سلطانه. ولمّا مات الصالح أيوب تولّى ابنه توران شاه السلطنة، لكن مماليكه ائتمروا به وقتلوه، ثمّ نصبوا زوجة أبيه «شجرة الدر» سلطانة عليهم، وبهذا زالت الدولة الأيوبيّة في مصر وقامت مكانها دولة المماليك.

## أسرته
وفقًا لعماد الدين الأصفهاني، فقد أنجب صلاح الدين الأيوبي خمسة أبناء قبل مغادرته مصر عامَ 1174م. ابنه الأكبر الأفضل وُلد عامَ 1170م من زوجته شمسة التي اصطحبها معه إلى الشام، وولده عثمان وُلد عامَ 1172م في مصر، ثم أنجبت طفلاً آخر عامَ 1177م. بينما ذكر أبو العباس القلقشندي، أن ولده الثاني عشر وُلد في مايو سنة 1178م، بينما ذكر الأصفهاني، أن هذا الطفل كان ابن صلاح الدين السابع. كما وُلد له مسعود عامَ 1175م ويعقوب عامَ 1176م، وهذا الأخير من زوجته شمسة. تزوج صلاح الدين من أرملة نور الدين زنكي عصمة الدين خاتون في سبتمبر سنة 1176م، وأنجبت له إحدى زوجاته غازي وداود في عامي 1173م و1178م على التوالي، وأنجبت له أخرى إسحق في عام 1174م وولدًا آخر في شهر يوليو من سنة 1182م.

## صلاح الدين في التراث

### في الوعي العربي

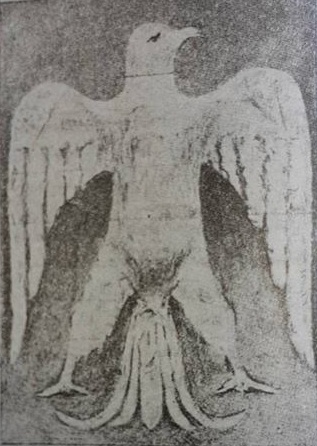
عُقاب صلاح الدين الذي اكتشف في قلعة القاهرة، والذي اقتُبس ليُصبح شعارًا لعدة دول عربية وإسلامية.

بالرغم من أن الدولة التي أسسها صلاح الدين لم تدم طويلاً من بعده إلا أن صلاح الدين يُعَدُّ في الوعي العربي الإسلامي محرر القدس، ومع تصاعد مشاعر القومية العربية في القرن العشرين، ولا سيما في وجود الصراع العربي الإسرائيلي، اكتسبت بطولة صلاح الدين وقيادته أهمية جديدة، فقد كان في تحريره للقدس من الصليبيين مصدر إلهام لمعارضة العرب في العصر الحديث للصهيونية. كما استُلهمت شخصيته في الملاحم والأشعار وحتى مناهج التربية الوطنية في الدول العربية، كما أُلِّفَت عشرات الكتب عن سيرته، وتناولتها المسرحيات والتمثيليات والأعمال الدرامية. لا يزال صلاح الدين مضرب المثل: قائد مسلم مثالي واجه أعداءه بحسم ليحرر أراضي المسلمين، دون تفريط في الشهامة والأخلاق الرفيعة.
علاوة على ذلك، كان يُنظر إلى وحدة العالم العربي تحت راية صلاح الدين رمزًا مثاليًا للوحدة الجديدة التي سعى إليها القوميون العرب، بقيادة جمال عبد الناصر. لهذا السبب، أصبح عقاب صلاح الدين رمزًا لدولة ما بعد الملكية في مصر، واعتمد لاحقًا كشعار لعدد من الدول العربية الأخرى مثل العراق وفلسطين واليمن وسوريا. بل إن هناك محافظة في العراق سُمّيت على اسمه، إضافة إلى جامعة صلاح الدين في أربيل أكبر مدن كردستان العراق.
يوجد عدد قليل من المباني منذ عهد صلاح الدين ما زالت باقية في المدن الحديثة. فقد كان صلاح الدين الأيوبي أول من حصّن قلعة القاهرة (1175-1183) مدخلا ذلك الطراز المعماري العسكري إلى مصر الذي لم تعرف قبله سوى القصبات الشمال أفريقية، ونموذج آخر عليه وإن كان أصغر قلعة الجندي في سيناء، والتي تشرف على طريق القوافل الذي يربط مصر بالشرق الأدنى. في تلك القلعة، عثر فريق آثار فرنسي عام 1909م، على عدد من الغرف المقببة الكبيرة المنحوتة في الصخر، بها بقايا متاجر وصهاريج مياه. وآثار سور مجرى العيون بالقاهرة لا زالت باقية إلى اليوم.
كذلك يُطلق بعض المسلمين على أولادهم الذكور اسم «صلاح الدين» تيمنًا بهذا القائد، على الرغم من أن هذا الاسم كان لقبًا للسلطان الأيوبي خُلع عليه بعد إسقاطه الدولة الفاطمية وقتاله الصليبيين.

### في الوعي الأوروبي
بالرغم من كون صلاح الدين خصمًا للأوروبيين، فإنه ظل في الوعي الأوروبي نموذجًا للفارس الشهم الذي تتجسد فيه أخلاق الفروسية بالمفهوم الأوروبي، حتى أنه توجد ملحمة شعبية شعرية من القرن الرابع عشر تصف أعماله البطولية. فمع أن الصليبيين ارتكبوا مذابح عندما انتزعوا القدس في عام 1099م، فقد عفا صلاح الدين وسمح للمسيحيين الغربيين بالمغادرة مع بقايا الجيش المسيحي المنهزم، طالما أنهم كانوا قادرين على دفع الفدية التي فرضها عليهم. كما عومل الأرثوذكس (ومنهم مسيحيون عرب) معاملة أفضل لأنهم عادة ما كانوا يعارضون الغزو الأوروبي الصليبي.
امتدح القادة المسيحيون صلاح الدين مع أن العقيدة مختلفة، خصوصًا ريتشارد قلب الأسد، الذي يُروى أنه قال عنه أنه أمير عظيم وأنه بلا شك أعظم وأقوى قائد في العالم الإسلامي؛ كما يُروى أن صلاح الدين ردَّ بأنه لم يكن هناك قائد مسيحي أشرف من ريتشارد. وبعد معاهدة الرملة، تبادل صلاح الدين وريتشارد الهدايا كرمز للاحترام المتبادل، ولكنهما لم يلتقيا قط وجهًا لوجه.

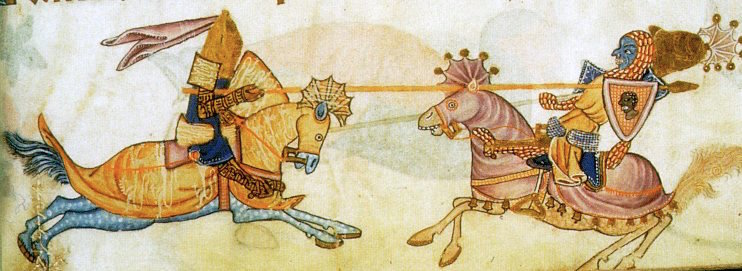
رسم أوروبي من القرن الثالث عشر يُظهر ريتشارد الأول «قلب الأسد» وصلاح الدين في مبارزة.

قال عنه المؤرخون الأوروبيون أنه «من الحق أن كرمه وورعه وبعده عن التعصب؛ تلك الليبرالية والنزاهة التي كانت النموذج الذي ألهم مؤرخينا القدماء؛ هي ما أكسبه احترامًا في سوريا الإفرنجية لا يقل عن الذي له في أرض الإسلام.»
وعلى النقيض، ووفقًا لبعض المصادر، فخلال الحرب العالمية الأولى، أعلن القائد البريطاني إدموند ألنبي بفخر أن «اليوم انتهت الحروب الصليبية» رافعًا سيفه نحو تمثال لصلاح الدين الأيوبي بعد الاستيلاء على دمشق، وهي العبارة التي لازمت ألنبي طوال حياته، وهو ما احتج عليه بشدة ضد من يصفون غزوه لفلسطين عام 1917م بالحملة الصليبية. وفي عام 1933م، ذكر ألنبي أن أهمية القدس تكمن في أهميتها الاستراتيجية، ولم يكن هناك دوافع دينية لتلك الحملة. وبعد أن دخل الفريق أول الفرنسي هنري غورو المدينة في شهر يوليو من عام 1920م، ركل قبر صلاح الدين الأيوبي وهو يصيح «استيقظ يا صلاح الدين، قد عدنا تواجدي هنا يكرس انتصار الصليب على الهلال».

### مما يُروى عنه
ذكر بهاء الدين الأصفهاني، أنه في شهر أبريل من سنة 1191م، كانت امرأة من الفرنجة قد سرق منها طفلها الذي يبلغ من العمر ثلاثة شهور، وبيع في السوق، فنصحها الفرنجة بالتظلم لصلاح الدين الأيوبي نفسه، فأمر صلاح الدين باستعادة الطفل من ماله الخاص لأمه، وأعادها إلى مخيمها.

## صلاح الدين في الإعلام والأدب

### الإعلام

غسان مسعود بدور صلاح الدين في فيلم مملكة السماء.

ظهرت شخصية صلاح الدين في عدد من الأفلام السينمائيّة والمسلسلات التلفزيونية، وفي أغلب الأحيان أدّى الأدوار ممثلون عرب من سوريا أو مصر، أما أبرز الأعمال الفنية المرئية التي تناولت شخصية صلاح الدين: الناصر صلاح الدين، وهو فيلم يعود لسنة 1963م من إخراج يوسف شاهين، وبطولة الممثل المصري أحمد مظهر، الذي أدّى دور صلاح الدين، ومسلسل صلاح الدين الأيوبي من بطولة الممثل السوري جمال سليمان. أما أبرز الأعمال الفنية السينمائية التي تناولت شخصية صلاح الدين، فكان فيلم مملكة السماء (بالإنجليزية: Kingdom of Heaven) للمخرج البريطاني السير ريدلي سكوت، وفيه أدّى الممثل السوري غسان مسعود دور صلاح الدين، وقد استُقبل هذا الفيلم بالترحيب في العالمين العربي والإسلامي، وقال رواد دور السينما إنه يقدم شيءًا مختلفًا عن الصورة النمطية للعرب والمسلمين في أفلام هوليوود بوصفهم إرهابيين، كذلك أُثني على أداء غسان مسعود لدور القائد التاريخي، وعلى نص وإخراج ريدلي سكوت، الذي صوّر صلاح الدين بأمانة شديدة وأظهر جوانب الفروسية في شخصه، والاحترام المتبادل بينه وبين بلدوين الرابع ملك بيت المقدس، وقد قال بعض النقّاد أن غسان مسعود كان سيترك انطباعًا أفضل إذا ما أعطاه سكوت مساحة أكبر «فقد رأينا لمحات من بطولته، وذلك لا يلبي كل الطموحات، ولكن لا نستطيع أن نطلب من ريدلي سكوت أن يقدم كل شيء، حسبه إنه قدم صورة بها قدر من التوازن».

### الأدب
أثارت رواية طارق علي «كتاب صلاح الدين الأيوبي»،  الاهتمام بصلاح الدين والعالم الذي عاش فيه. كما أن الشاعر دانتي أليغييري مؤلف الكوميديا الإلهية قد وضعه في المطهر مع عدد من الشخصيات التي عدها كافرة - وفق معتقده المسيحي الكاثوليكي - لكنها في نظره شخصيات صالحة وسامية أخلاقيًا (وضع دانتي الرسول محمد في المطهر كذلك). كما أن صلاح الدين يُصوَّر تصويرًا مقبولًا في رواية والتر سكوت «التعويذة» (بالإنجليزية: The Talisman) المكتوبة سنة 1825م.

### فهرس المراجع
المنشورات
العربية
1. ↑  الزركلي (2002)، ج. 8، ص. 220.
2. 1 2  السبكي (1992)، ج. 7، ص. 339.
3. ↑  جحا (1972)، ص. 36.
4. ↑  ابن خلكان (1978)، ج. 7، ص. 152.
5. 1 2  ابن الأثير (2003)، ج. 10، ص. 11-21.
6. ↑  ابن واصل (1957)، ج. 1، ص. 6، حاشية 5.
7. 1 2 3  ابن واصل (1957)، ج. 1، ص. 3-6.
8. ↑  المعاضيدي (1986)، ص. 157.
9. ↑  جحا (1972)، ص. 91.
10. ↑  ابن الأثير (2003)، ج. 9، ص. 468.
11. ↑  ابن الأثير (2003)، ج. 9، ص. 469.
12. ↑  ابن كثير (1988)، ج. 12، ص. 308-310.
13. 1 2 3  ابن الأثير (2003)، ج. 10، ص. 4-5.
14. 1 2  رونسيمان (1997)، ج. 2، ص. 432.
15. 1 2  رونسيمان (1997)، ج. 2، ص. 570.
16. ↑  رونسيمان (1997)، ج. 2، ص. 435.
17. ↑  رونسيمان (1997)، ج. 2، ص. 433.
18. 1 2  رونسيمان (1997)، ج. 2، ص. 436.
19. 1 2 3 4  ابن الأثير (2003)، ج. 10، ص. 11-19.
20. 1 2  رونسيمان (1997)، ج. 2، ص. 442.
21. ↑  ابن الأثير (2003)، ج. 11، ص. 568.
22. ↑  ابن الأثير (2003)، ج. 10، ص. 23.
23. ↑  المقدسي (1999)، ج. 2، ص. 143.
24. ↑  ابن كثير (1988)، ج. 12، ص. 323-325.
25. ↑  رونسيمان (1997)، ج. 2، ص. 443.
26. 1 2  ابن الأثير (2003)، ج. 10، ص. 32-33.
27. ↑  رونسيمان (1997)، ج. 2، ص. 445.
28. 1 2 3 4 5 6 7  جحا (1972)، ج. 6، ص. 92-94.
29. ↑  الصلابي (2007), p. 137.
30. ↑  الصلابي (2007), p. 161.
31. ↑  الصلابي (2007), p. 594.
32. ↑  ابن الأثير، ج. 11، ص. 279.
33. ↑  المقدسي (1999)، ج. 2، ص. 226.
34. 1 2  ابن الأثير (2003)، ج. 10، ص. 46-51.
35. ↑  ابن كثير (1988)، ج. 12، ص. 338-353.
36. 1 2 3  ابن كثير (1988)، ج. 12، ص. 358-353.
37. 1 2  ابن كثير (1988)، ج. 12، ص. 358-362.
38. 1 2  ابن الأثير (2003)، ج. 10، ص. 76-82.
39. ↑  ابن كثير (1988)، ج. 12، ص. 362-364.
40. ↑  ابن الأثير (2003)، ص. 83-86.
41. ↑  ابن كثير (1988)، ج. 12، ص. 365-367.
42. ↑  ابن الأثير (2003)، ج. 10، ص. 87-92.
43. 1 2  ابن الأثير (2003)، ج. 10، ص. 93-96.
44. ↑  ابن كثير (1988)، ج. 12، ص. 367-371.
45. ↑  ابن الأثير (2003)، ج. 10، ص. 97-101.
46. ↑  ابن كثير (1988)، ج. 12، ص. 378-380.
47. ↑  ابن الأثير (2003)، ج. 10، ص. 107-111.
48. ↑  ابن الأثير (2003)، ج. 10، ص. 102-106.
49. ↑  ابن كثير (1988)، ص. 378-380.
50. 1 2 3 4 5 6  ابن الأثير (2003)، ج. 10، ص. 112-121.
51. 1 2 3 4  ابن الأثير (2003)، ص. 122-128.
52. ↑  ابن كثير (1988)، ج. 12، ص. 383-386.
53. ↑  ابن الأثير (2003)، ج. 10، ص. 142-145.
54. 1 2 3  ابن كثير (1988)، ج. 12، ص. 391-402.
55. 1 2  ابن كثير (1988)، ج. 12، ص. 391-402.
56. 1 2 3 4 5  ابن الأثير (2003)، ج. 10، ص. ص 146-169.
57. 1 2 3 4 5 6 7  جحا (1972)، ج. 6، ص. 80.
58. ↑  ابن الأثير (2003)، ج. 10، ص. 170-183.
59. 1 2  ابن الأثير (2003)، ج. 10، ص. 184-194.
60. 1 2  ابن الأثير (2003)، ج. 10، ص. 195-205.
61. ↑  ابن كثير (1988)، ج. 12، ص. 416-423.
62. 1 2  ابن الأثير، ج. 10، ص. 206-217.
63. 1 2  ابن الأثير (2003)، ج. 10، ص. 218-228.
64. 1 2  الذهبي (1985)، ج. 20، ص. 551.
65. ↑  جحا (1972)، ص. 95.

الإنجليزية
1. ↑  Lyons (1982), p. 3.
2. ↑  Lyons (1982), p. 6–7.
3. ↑  Lyons (1982), p. 8.
4. ↑  Lyons (1982), p. 14.
5. ↑  Lyons (1982), p. 16.
6. ↑  Lyons (1982), p. 25.
7. ↑  Lyons (1982), p. 28.
8. ↑  Lyons (1982), p. 28–29.
9. ↑  Lyons (1982), p. 34, 36.
10. 1 2  Lyons (1982), p. 43.
11. ↑  Pringle (1993), p. 208.
12. ↑  Lyons (1982), p. 41.
13. ↑  Lyons (1982), p. 60–62.
14. ↑  Lyons (1982), p. 64.
15. 1 2  Lyons (1982), p. 73–74.
16. ↑  Lyons (1982), p. 74–75.
17. 1 2  Lane-Poole (1906), p. 136.
18. ↑  Lyons (1982), p. 81.
19. ↑  Lane-Poole (1906), p. 13.
20. ↑  Lane-Poole (1906), p. 137.
21. 1 2  Lyons (1982), p. 87.
22. ↑  Lane-Poole (1906), p. 138.
23. ↑  Lane-Poole (1906), p. 139.
24. 1 2  Lyons (Jackson), p. 1982.
25. ↑  Lane-Poole (1906), p. 140.
26. ↑  Lane-Poole (1906), p. 141.
27. ↑  Lane-Poole (1906), p. 141–142.
28. ↑  Lane-Poole (1906), p. 143.
29. ↑  Lane-Poole (1906), p. 144.
30. 1 2  Lane-Poole (1906), p. 144–146.
31. ↑  Lane-Poole (1906), p. 148.
32. 1 2  Lane-Poole (1906), p. 149–150.
33. 1 2  Lane-Poole (1906), p. 151.
34. 1 2  Lane-Poole (1906), p. 153.
35. ↑  Lane-Poole (1906), p. 154.
36. 1 2  Lane-Poole (1906), p. 155.
37. ↑  Lyons (1982), p. 136.
38. ↑  Lane-Poole (1906), p. 157-159.
39. ↑  Lane-Poole (1906), p. 160–161.
40. 1 2 3  Lyons (1982), p. 148.
41. ↑  Lyons (1982), p. 156.
42. ↑  Lyons (1982), p. 158–159.
43. ↑  Lyons (1982), p. 149.
44. ↑  Lane-Poole (1906), p. 164–165.
45. ↑  Lane-Poole (1906), p. 167.
46. ↑  Lane-Poole (1906), p. 168–169.
47. 1 2 3 4  Lane-Poole (1906), p. 169–170.
48. ↑  Lyons (1982), p. 164.
49. ↑  Lyons (1982), p. 176.
50. 1 2  Lyons (1982), p. 177.
51. ↑  Lyons (1982), p. 195.
52. ↑  Lane-Poole (1906), p. 172–173.
53. ↑  Lyons (1982), p. 198–199.
54. ↑  Lyons (1982), p. 199.
55. 1 2  Lyons (1982), p. 201.
56. 1 2  Lyons (1982), p. 202–203.
57. ↑  Lyons (1982), p. 178.
58. ↑  Lyons (1982), p. 179.
59. ↑  Lyons (1982), p. 180–181.
60. ↑  Lane-Poole (1906), p. 171.
61. ↑  Lyons (1982), p. 184.
62. ↑  Lyons (1982), p. 186.
63. ↑  Lyons (1982), p. 187.
64. ↑  Lyons (1982), p. 188.
65. ↑  Lyons (1982), p. 191.
66. ↑  Lyons (1982), p. 192–194.
67. ↑  Bosworth (1989), p. 781.
68. ↑  Scharfstein (1997), p. 145.
69. ↑  Rossoff (1999), p. 5-6.
70. 1 2  Grousset (1970), p. 195.
71. ↑  Lyons (1982), p. 135.
72. ↑  Lyons (1982), p. 357.
73. ↑  Phillips (2009), p. 327–331.
74. ↑  Lyons (1982).
75. ↑  Ali (1998), p. 1.

وب
العربية
1. 1 2 3  أمينة بيطار (2001). "الأيوبيون (570 ـ 658هـ/1175 ـ 1259م)". الموسوعة العربية. مؤرشف من الأصل في 2022-11-21. اطلع عليه بتاريخ 2025-08-08.
2. ↑  "«مملكة الجنة» فيلم عن الحروب الصليبية يلقى ترحيبًا في العالم العربي". في الفن. 10 مايو 2005. مؤرشف من الأصل في 2012-01-26. اطلع عليه بتاريخ 2012-01-26.

الإنجليزية
1. ↑  Charles Cawley. "JERUSALEM, nobility". Foundation for Medieval Genealogy (بالإنجليزية). Archived from the original on 2018-01-05. Retrieved 2025-08-12.
2. ↑  "Richard The Lionheart Massacres: The Saracens, 1191". eye witness to history (بالإنجليزية). Archived from the original on 2017-06-28. Retrieved 2025-08-13.
3. ↑  "Egypt: Misr - The Arab Republic of Egypt, Jumhuriyah Misr al-'Arabiyah". flags of the world shop (بالإنجليزية). Archived from the original on 2013-09-27. Retrieved 2013-09-27.
4. ↑  Karl E. Meyer. "Syriana, or The Godfather, Part I". World Policy (بالإنجليزية). Archived from the original on 2017-04-12. Retrieved 2017-04-12.

### معلومات المراجع
بالعربية
الكتب
- ابن واصل (1957)، مفرج الكروب في أخبار بني أيوب، تحقيق: جمال الدين الشيال، حسنين محمد ربيع، سعيد عبد الفتاح عاشور، القاهرة: دار الكتب والوثائق القومية، OCLC:1184538446، QID:Q135667904{{استشهاد}}:  صيانة الاستشهاد: ref duplicates default (link)
- شفيق جحا؛ منير البعلبكي؛ بهيج عثمان (1972)، المُصوَّر في التاريخ (ط. 1)، بيروت: دار العلم للملايين، ج. 6، QID:Q119020382
- ابن خلكان (1978)، وفيات الأعيان وأنباء أبناء الزمان، تحقيق: إحسان عباس، بيروت: دار صادر، OCLC:4770140545، QID:Q115633147{{استشهاد}}:  صيانة الاستشهاد: ref duplicates default (link)
- شمس الدين الذهبي (1985)، سير أعلام النبلاء، تحقيق: شعيب الأرنؤوط، مجموعة (ط. 1)، بيروت: مؤسسة الرسالة، OCLC:4770539064، QID:Q113078038
- خاشع المعاضيدي؛ سوادي عبد محمد؛ دريد عبد القادر نوري (1986)، تأريخ الوطن العربي والغزو الصليبي (ط. 2)، مجهول: د.ن.، OCLC:236030870، QID:Q135670216
- ابن كثير الدمشقي (1988)، البداية والنهاية، تحقيق: علي شيري (ط. 1)، بيروت: دار إحياء التراث العربي، OCLC:4771091995، QID:Q118094376
- تاج الدين السبكي (1992)، طبقات الشافعية الكبرى، تحقيق: محمود محمد الطناحي، عبد الفتاح محمد الحلو، القاهرة: هجر للطباعة والنشر والتوزيع والإعلان، QID:Q120648510
- أبو شامة المقدسي (1997)، كتاب الروضتين في أخبار الدولتين النورية والصلاحية، تحقيق: إبراهيم الزيبق (ط. 1)، بيروت: مؤسسة الرسالة، OCLC:39194473، QID:Q135672079
- ستيفين رونسيمان (1997)، تاريخ الحروب الصليبية، ترجمة: السيد الباز العريني، بيروت: دار الثقافة، QID:Q135643460
- خير الدين الزركلي (2002)، الأعلام: قاموس تراجم لأشهر الرجال والنساء من العرب والمستعربين والمستشرقين (ط. 15)، بيروت: دار العلم للملايين، OCLC:1127653771، QID:Q113504685
- ابن الأثير الجزري (2003). الكامل في التاريخ. تحقيق: محمد يوسف الدقاق، عبد الله القاضي (ط. 4). بيروت: دار الكتب العلمية. ISBN:2-7451-0046-7. QID:Q131315571.
- علي الصلابي (2007). الدولة الزنكية: ونجاح المشروع الإسلامي بقيادة نور الدين محمود الشهيد في مقاومة التغلل الباطني والغزو الصليبي. موسوعة الحروب الصليبية (ط. 1). بيروت: دار المعرفة للطباعة والنشر. ISBN:978-9953-85-082-5. OCLC:956879062. QID:Q135673941.

بالإنجليزية
- Stanley Lane-Poole (1906), Saladin: and the fall of the kingdom of Jerusalem, Heroes of the Nations series (بالإنجليزية), New York: G. P. Putnam's Sons, OCLC:26367576, QID:Q135643131
- René Grousset (1970), The epic of the Crusades (بالإنجليزية), New York City: Orion Publishing Group, OCLC:568685377, QID:Q135733296
- M. C. Lyons,; D. E. P. Jackson (1982). Saladin: The politics of the holy war. University of Cambridge oriental publications (30) (بالإنجليزية). Cambridge: Cambridge University Press. ISBN:978-0-521-22358-4. OCLC:4933444. QID:Q135615705.{{استشهاد بكتاب}}:  صيانة الاستشهاد: علامات ترقيم زائدة (link)
- Clifford Edmund Bosworth; E. Van Donzel; W. P. Heinrichs; Ch. Pellat, eds. (1989). "The Encyclopaedia of Islam: Masraḥ-mawlid". Encyclopaedia of Islam (بالإنجليزية). Leiden: Brill. VI (111–112). ISBN:978-90-04-08112-3. QID:Q135677794.
- Denys Pringle (1993). The Churches of the Crusader Kingdom of Jerusalem - a Corpus: A-K (excluding Acre and Jerusalem) (بالإنجليزية). Cambridge: Cambridge University Press. Vol. I. ISBN:978-0-521-39036-1. OCLC:60092693. QID:Q125852211.
- Sol Scharfstein (1997). Chronicle of Jewish history: from the patriarchs to the 21st century (بالإنجليزية). Hoboken: KTAV Publishing House. ISBN:978-0-88125-606-2. QID:Q135747786.
- Tariq Ali (1998). The book of Saladin (بالإنجليزية). London: Verso Books. ISBN:978-1-85984-834-0. OCLC:50296818. QID:Q135747082.
- Dovid Rossoff (1999). Eli Linas (ed.). Where heaven touches earth: Jewish life in Jerusalem from medieval times to the present (بالإنجليزية) (3rd ed.). Jerusalem: Guardian press. ISBN:978-0-87306-879-6. OCLC:1399130242. QID:Q135672271.
- Jonathan Phillips (2009). Holy warriors: a modern history of the Crusades (بالإنجليزية). New York City: Random House. ISBN:978-1-4000-6580-6. OCLC:614136314. QID:Q135747818.

## وصلات خارجية
- أشرف صالح، المصاهرة السياسية بين التاجين الأيوبي والإنجليزي.
- أشرف صالح، الشخصية الرومانتيكية في عصر الحروب الصليبية: صلاح الدين الأيوبي.
- الدبلوماسية الأيوبية الصليبة (1191-1192).
- أماكن ثلاثية الأبعاد: جولة افتراضية ثلاثية الأبعاد في قبر صلاح الدين الأيوبي.
- نشيد «صلاح الدين يا أملاً» على يوتيوب.

| ألقاب ملكية                                             | ألقاب ملكية         | ألقاب ملكية               |
| ------------------------------------------------------- | ------------------- | ------------------------- |
| سبقه أبو محمد عبد الله العاضد لدين الله الخليفة الفاطمي | سلطان مصر 1171–1193 | تبعه العزيز عثمان         |
| سبقه الصالح إسماعيل بن نور الدين زنكي                   | أمير دمشق 1174–1186 | تبعه الأفضل بن صلاح الدين |